# Toyota Corolla
Toyota Corolla (яп. トヨタ・カローラ, укр. Тойота Королла) — автомобілі компактного класу, що виробляються корпорацією Toyota з 1966 року.
У 2006 році назві Corolla виповнилося 40 років, протягом яких змінилося десять поколінь цих доступних і надійних автомобілів, а загальний обсяг випуску перевалив за 32 мільйонів. І ця рекордна цифра продажів, занесена до Книги рекордів Гіннесса, збільшується щорічно.
Королла стала найуспішнішою моделлю Тойоти і займає 1-ше місце у списку найпродаваніших автомобілів світу.

## Toyota Corolla E10 (1966-1970)

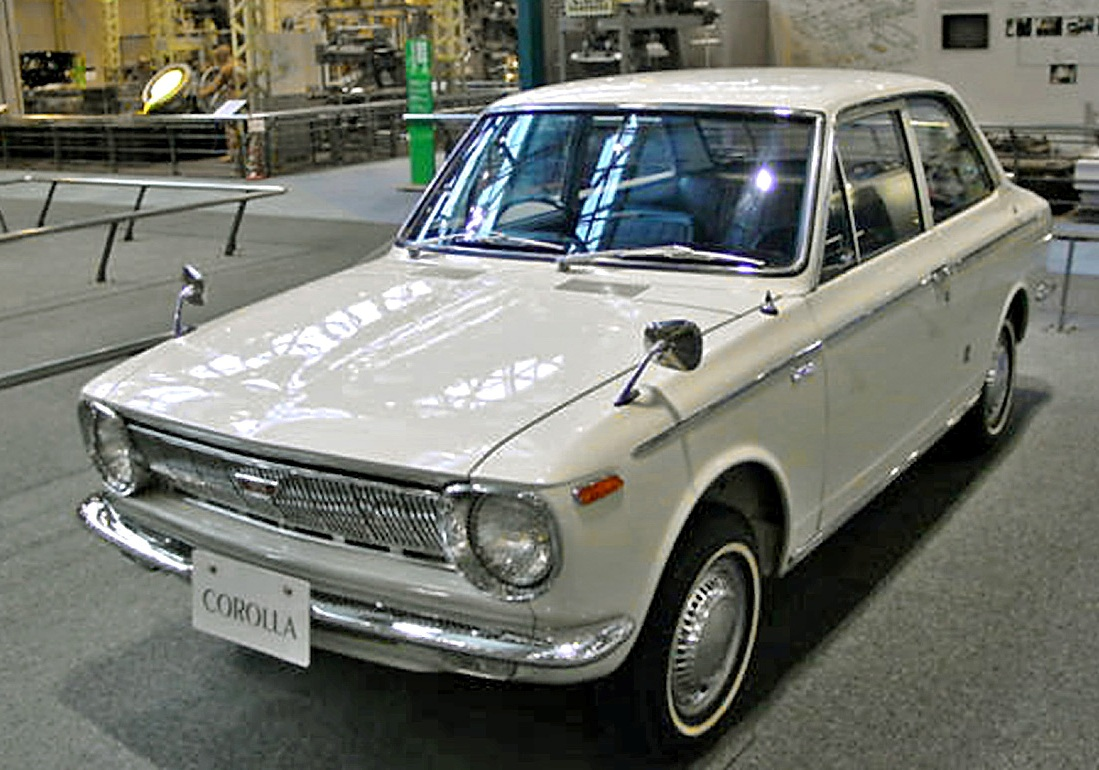
Toyota Corolla 1

Перша Toyota Corolla була представлена в Японії в жовтні 1966 року - це був маленький, довжиною всього 3845 мм, задньопривідний седан з двома дверима. Чотирициліндровий нижньовальний двигун об'ємом 1,1 л розвивав 60 к.с., коробка передач була чотириступінчастою, задня підвіска - ресорною, а передня - незалежною, з поперечною ресорою як пружнний елемент.
У травні 1967 року з'явилися модифікація з чотиридверним кузовом, а також тридверний універсал. Ще через рік у продаж надійшло купе Corolla Sprinter. Тоді ж почалися продажі в США.

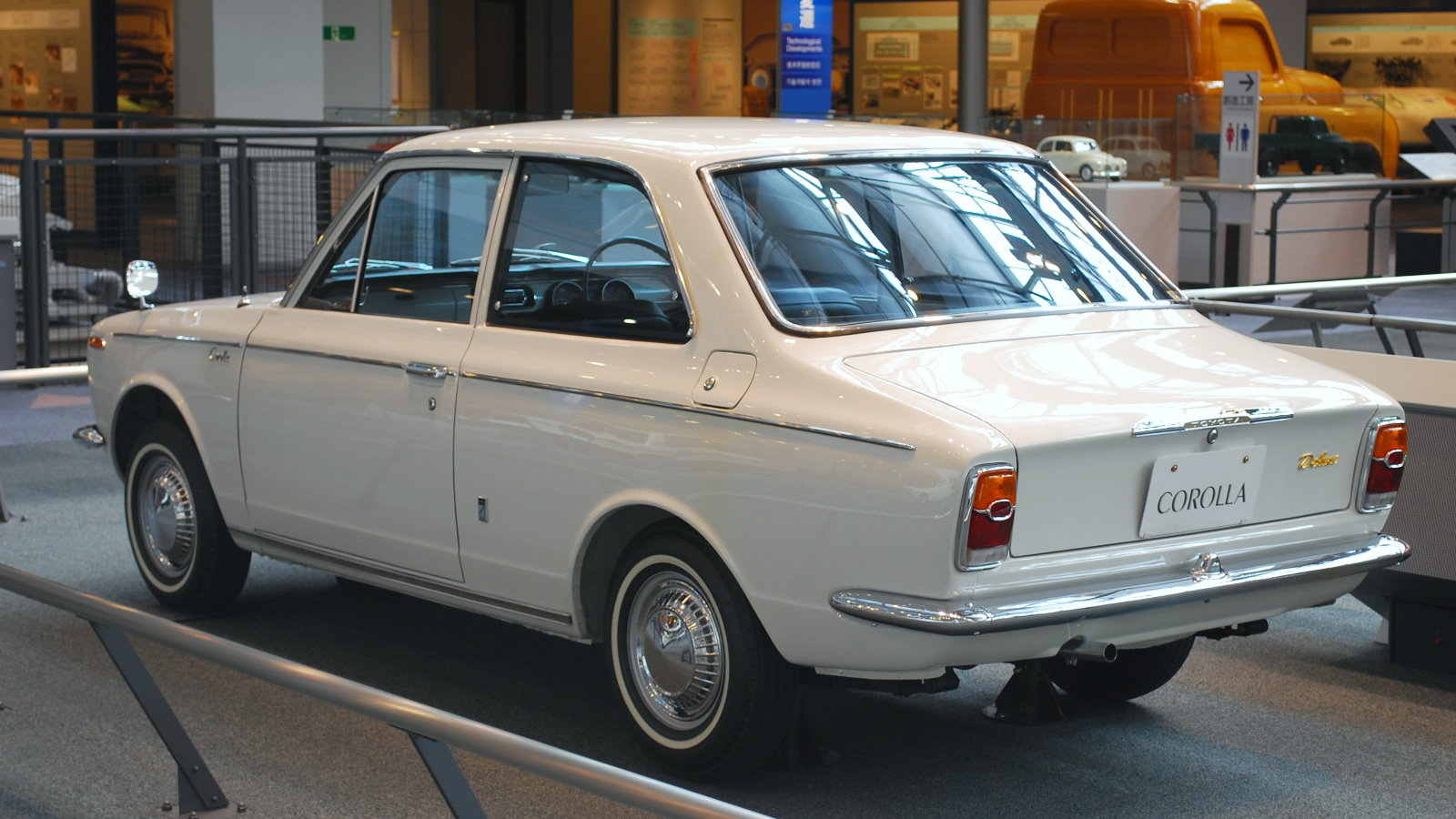
Toyota Corolla E10 седан (1966-1970)
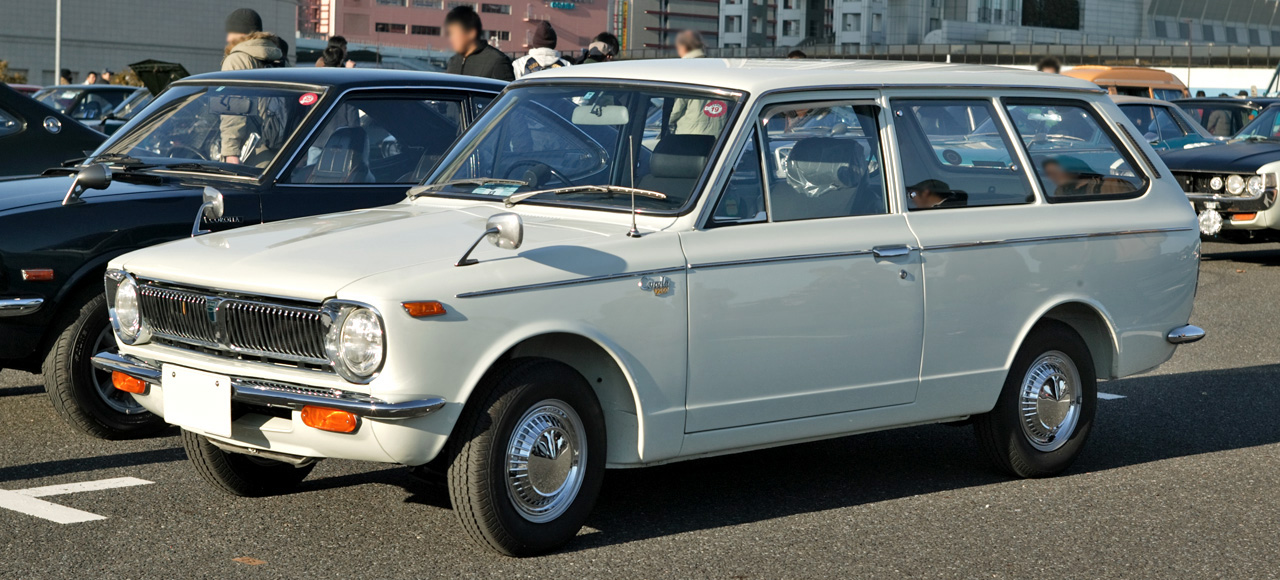
Toyota Corolla E10 універсал (1967-1970)
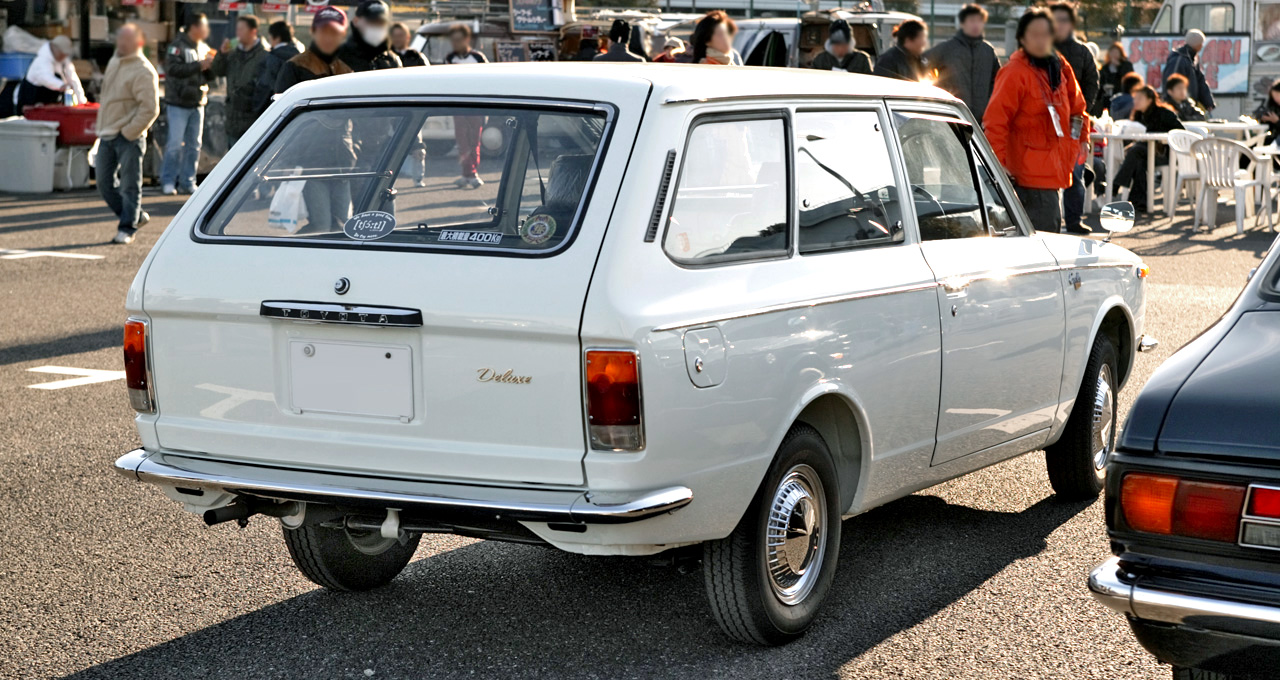
Toyota Corolla E10 універсал (1967-1970)
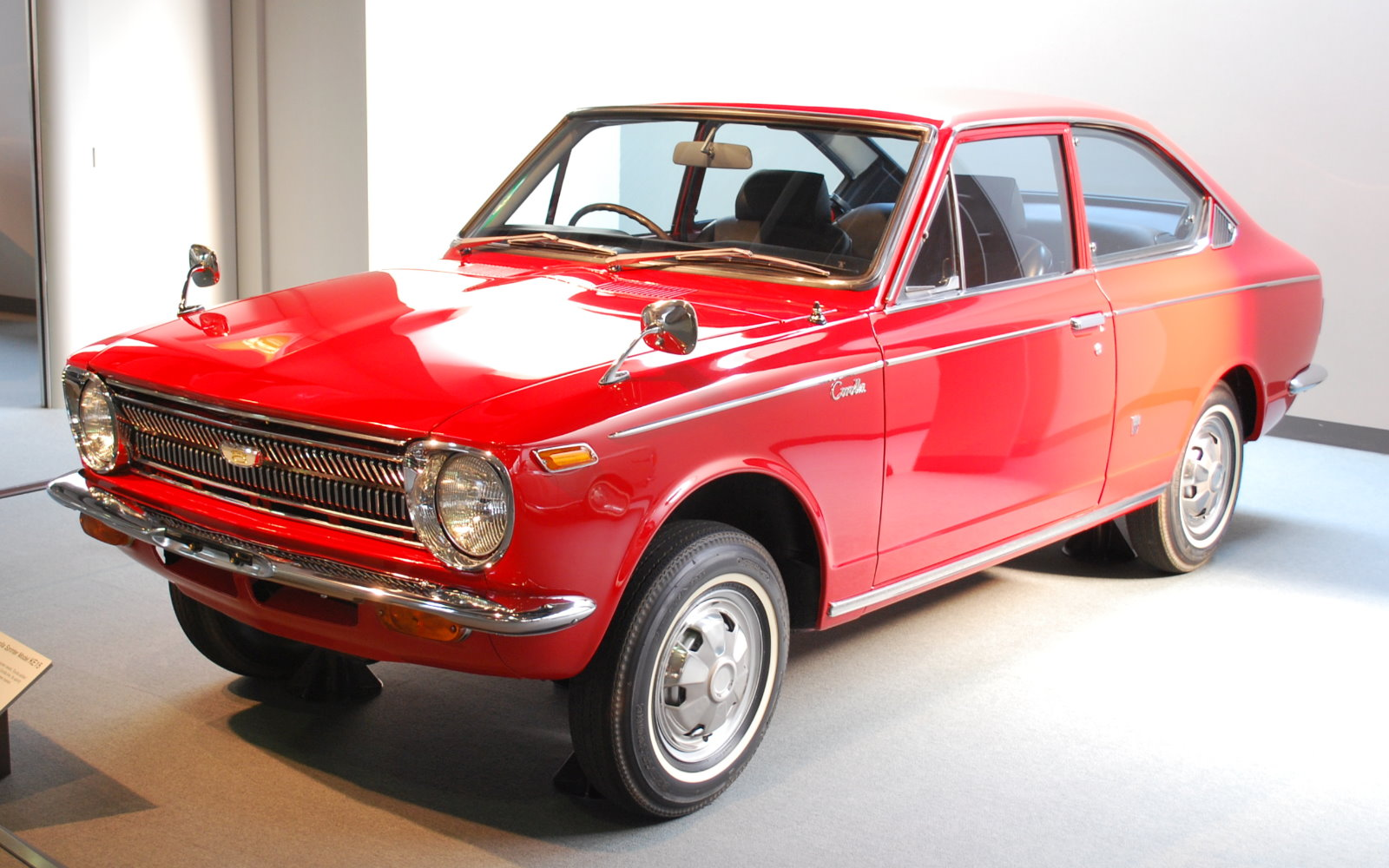
Toyota Corolla Sprinter E10 купе (1968-1970)

## Toyota Corolla E20 (1970-1974)

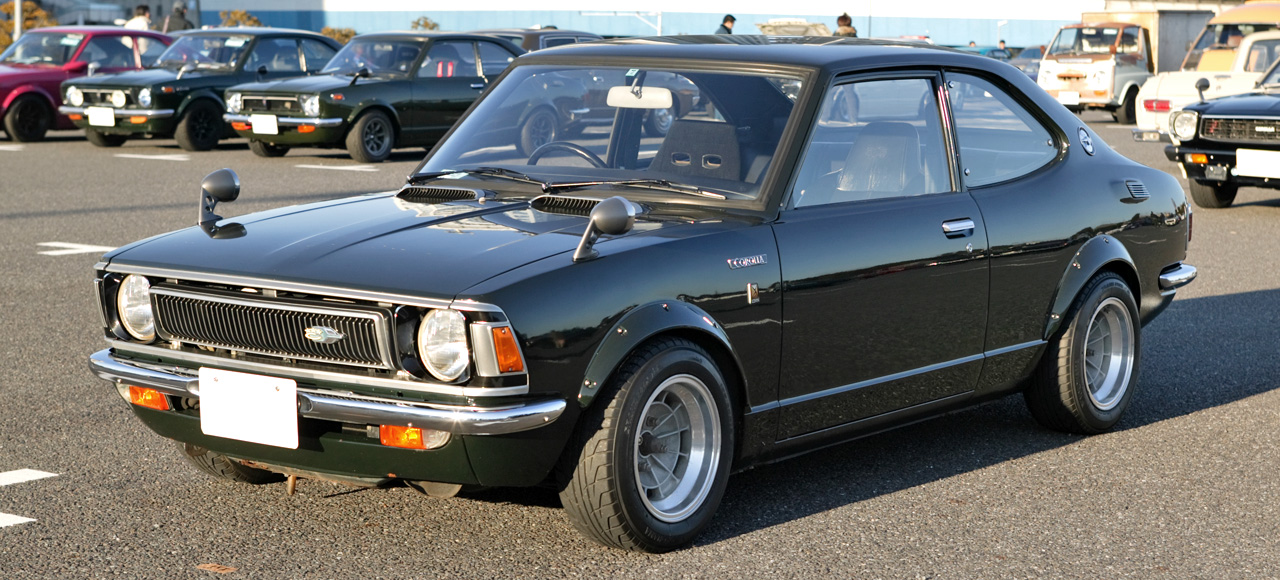
Toyota Corolla 2

Toyota Corolla другого покоління з'явилася в 1970 році. Автомобіль трохи підріс, а потужність двигуна, незважаючи на збільшення до 1,2 л робочого об'єму, зменшилась до 55 к.с. Зате з'явився двоступінчастий «автомат» Toyoglide. Поперечна ресора в передній підвісці поступилася місцем пружинам, до колишнього набору кузовів додався п'ятидверний універсал.
В 1971 році з'явився двигун об'ємом 1,6 л, який розвивав 75 к.с. (У версії для американського ринку - 102 к.с). За замовленням, вперше на автомобілі такого класу, можна було встановити п'ятиступінчасту механічну коробку передач.

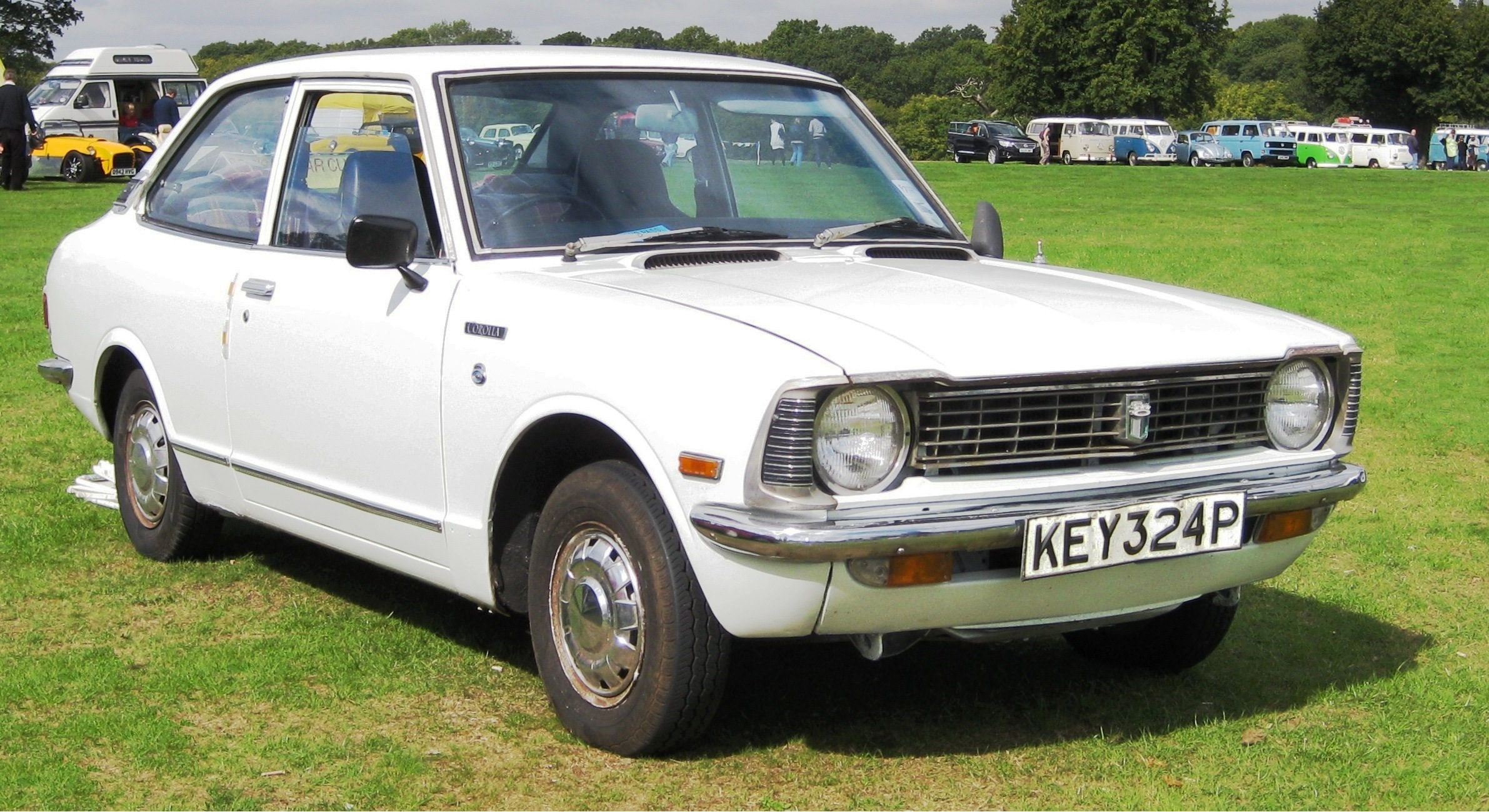
Toyota Corolla E20 седан (1970-1974)
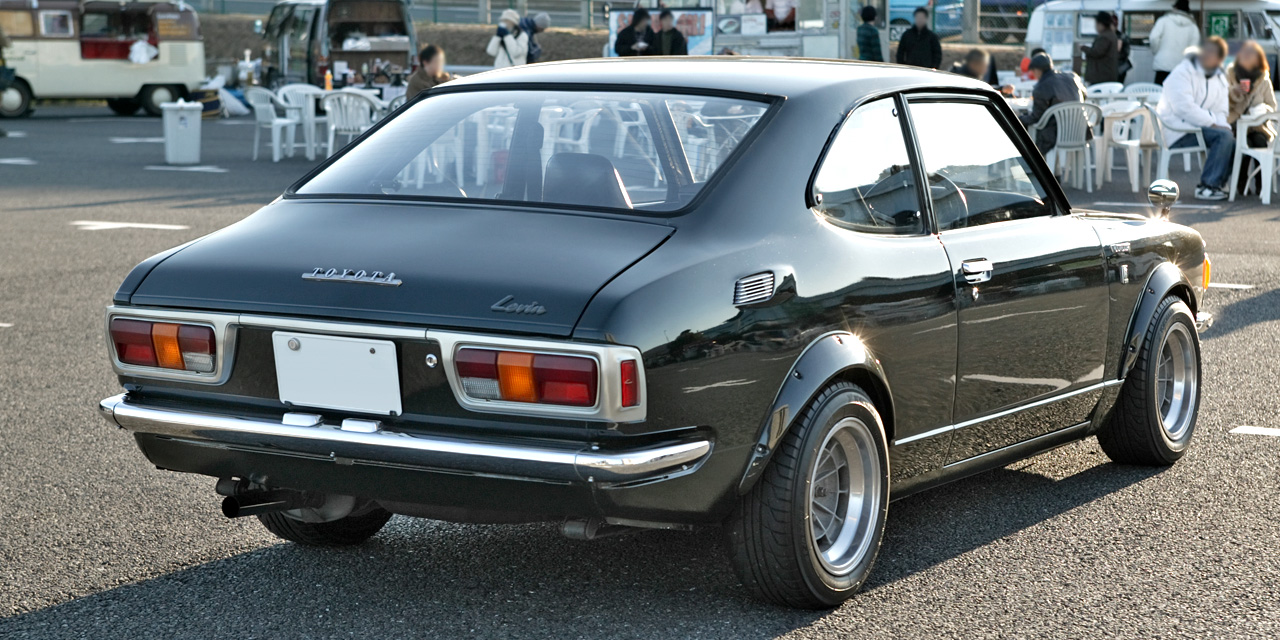
Toyota Corolla E20 купе (1970-1974)

## Toyota Corolla E30/40/50/60 (1974-1979)

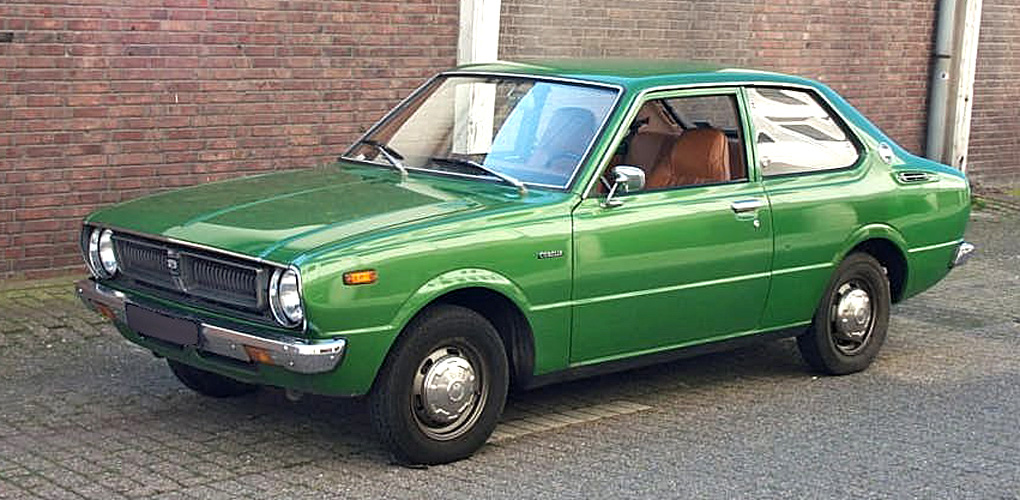
Toyota Corolla 3

Toyota Corolla третього покоління з'явилася в 1974 році. Кузова - седан (двоє або четверо дверей) і універсал (троє або п'ятеро дверей), а на американському ринку продавався ще і подовжений тридверний хетчбек, який носив назву Corolla Liftback. Основний двигун - 75-сильна «четвірка» об'ємом 1,6 л, хоча в деяких країнах продавалися модифікації з двигунами об'ємом 1,2 і 1,4 л. Розміри збільшилися незначно. На вибір пропонувалися чотирьох-і п'ятиступінчасті механічні коробки передач, а також двоступінчастий «автомат», пізніше замінений на сучасніший триступеневий.
Особливим успіхом третього покоління Corolla користувалася в США - там вибухнула паливна криза.

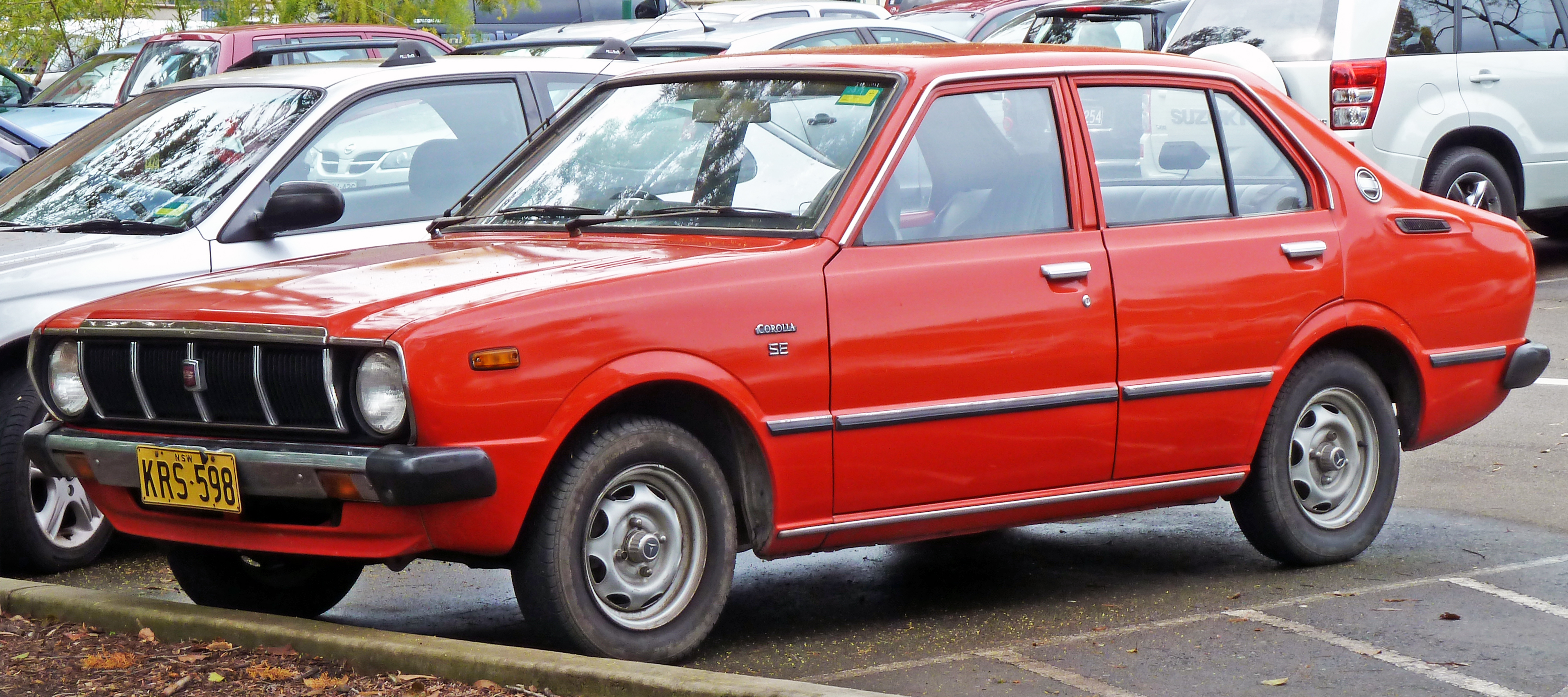
Toyota Corolla E55 седан (1974-1979)
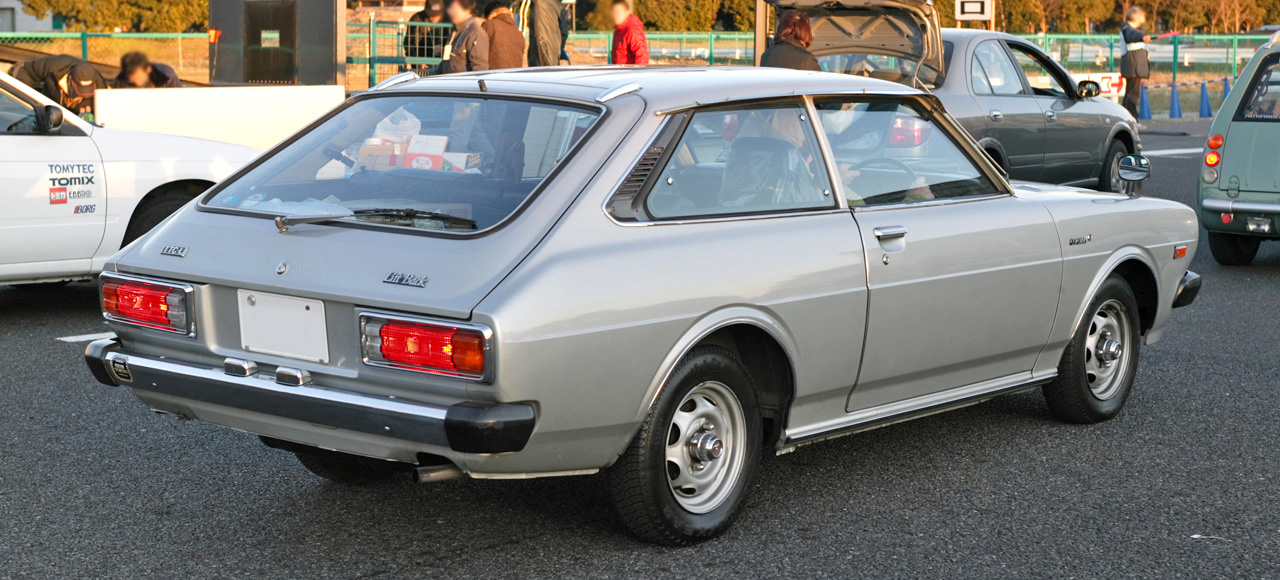
Toyota Corolla E50 ліфтбек (1974-1979)
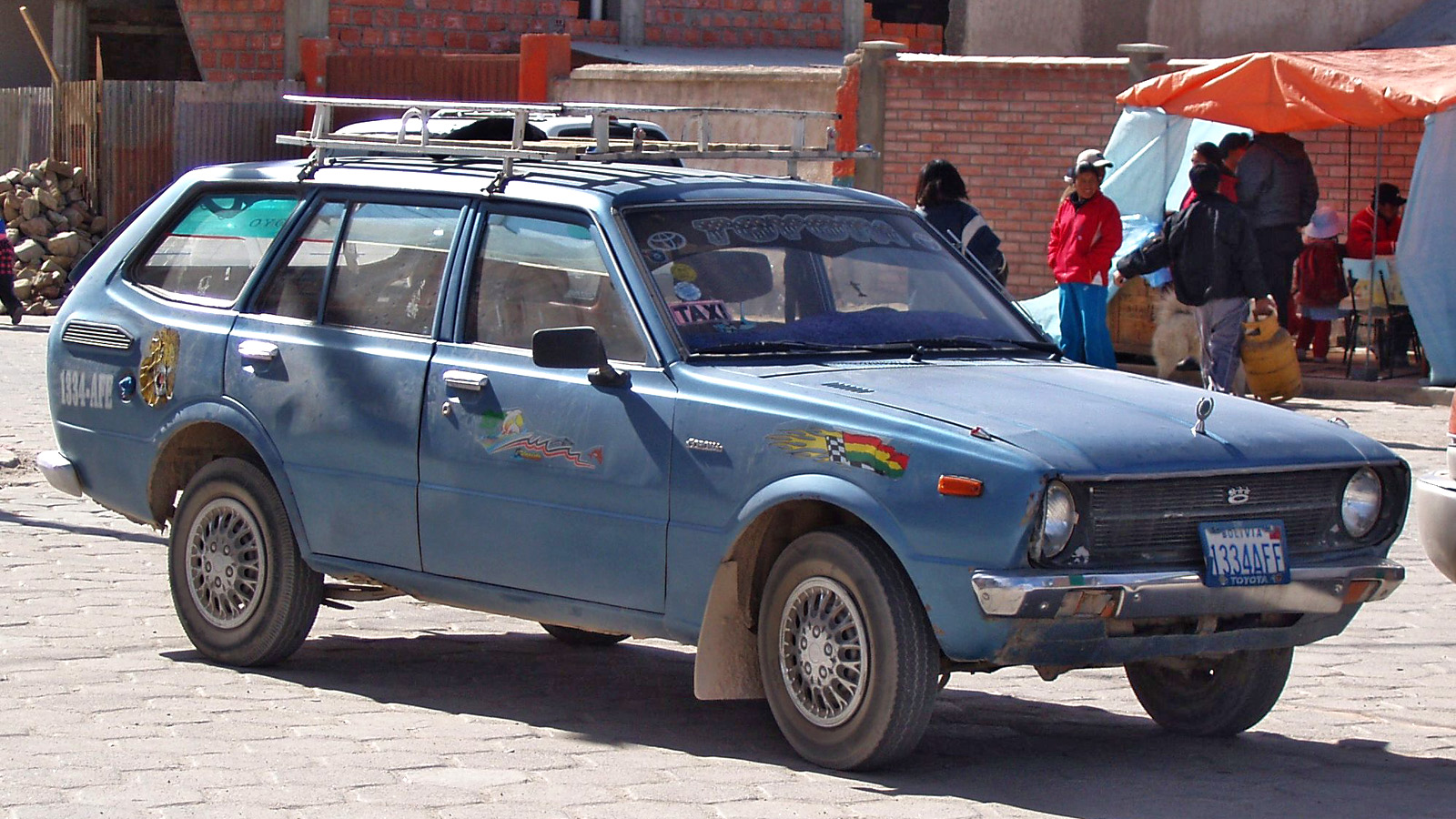
Toyota Corolla E30 універсал (1974-1979)
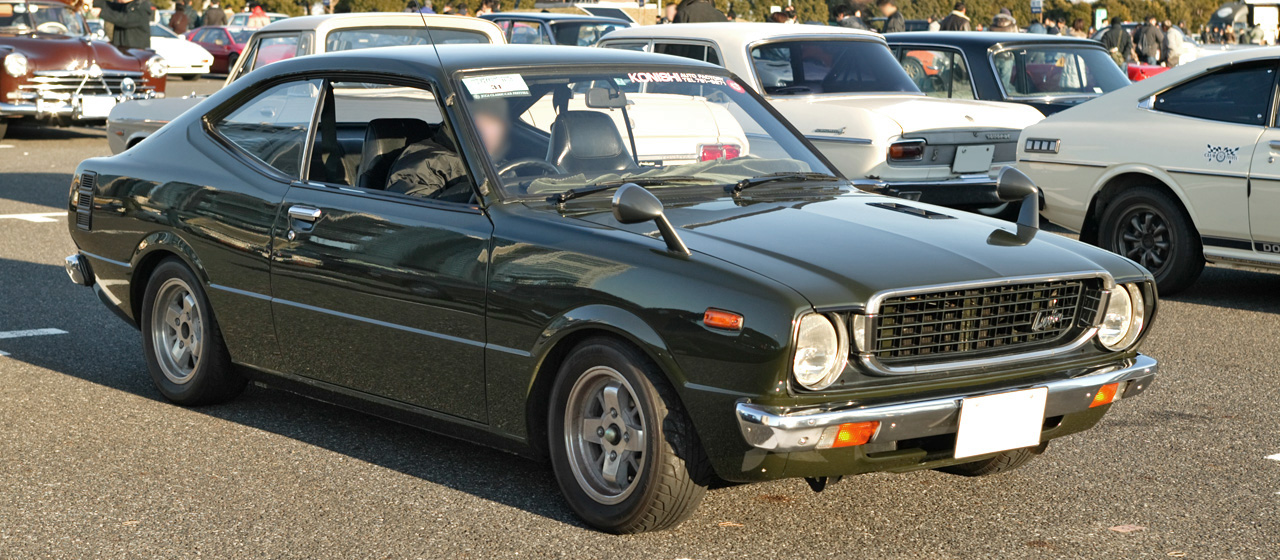
Toyota Corolla E30 купе (1974-1979)

## Toyota Corolla E70 (1979-1983)

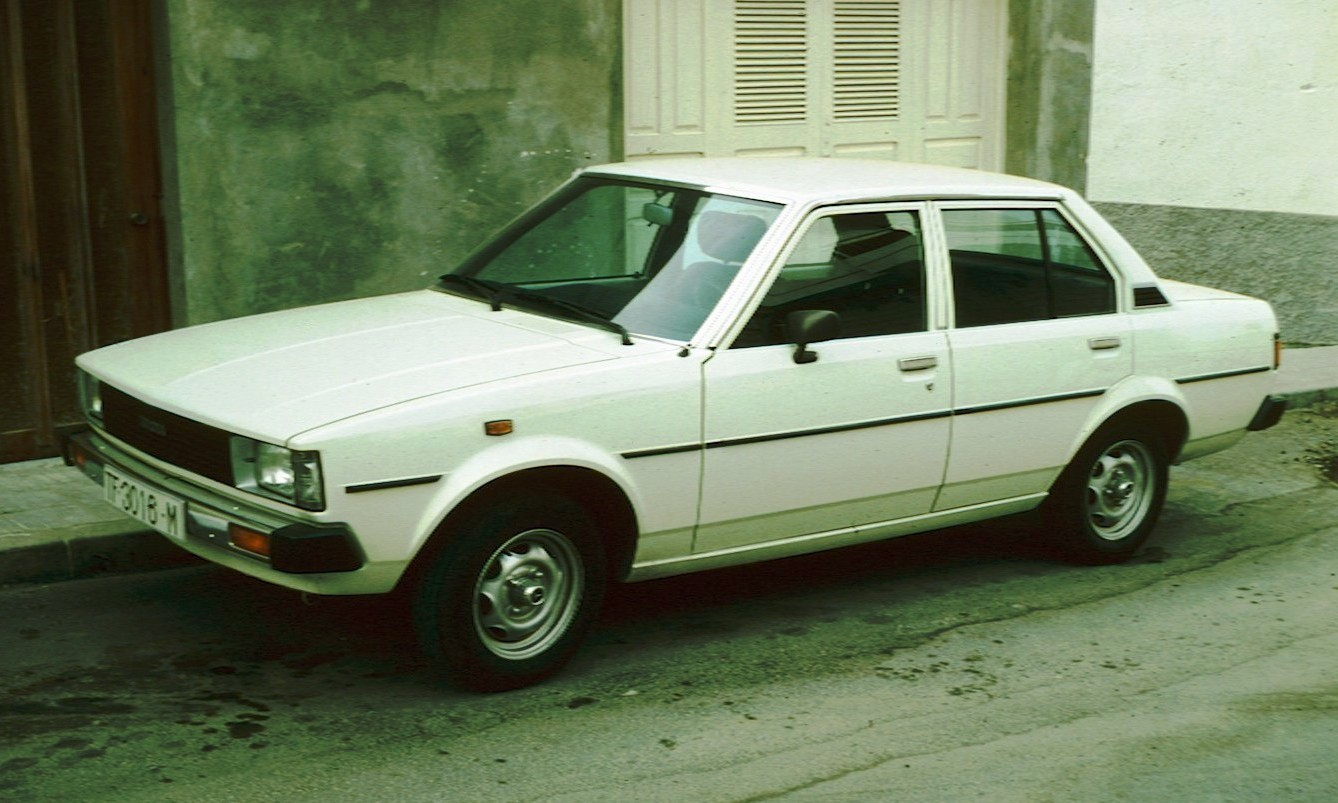
Toyota Corolla 4

Кутаста Toyota Corolla четвертого покоління була представлена у квітні 1979 року. Колісна база збільшилася до 2400 мм, а задня підвіска стала пружинною, хоча на універсалах збереглися ресори. Двигун, тепер вже об'ємом 1,8 л, розвивав 75 к.с.
З 1982 року за доплату пропонувалися чотириступінчастий «автомат» і гідропідсилювач керма, вперше для малолітражок.
В 1983 рік на Короллах з'явився новий верхньоклапанний двигун об'ємом 1,6 л (90 к.с.).

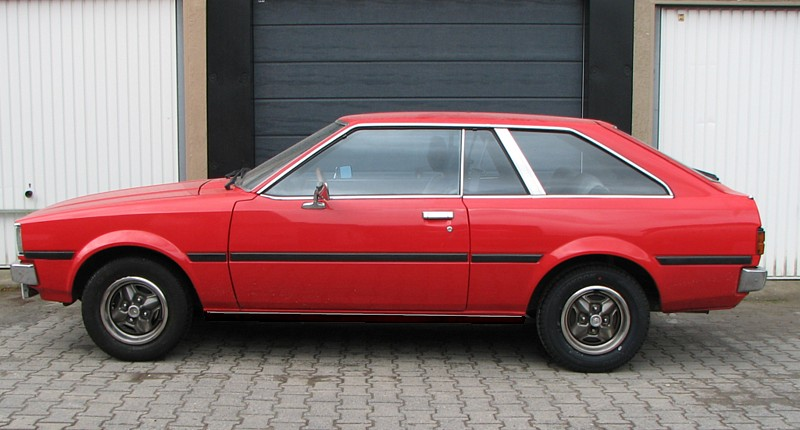
Toyota Corolla E70 ліфтбек
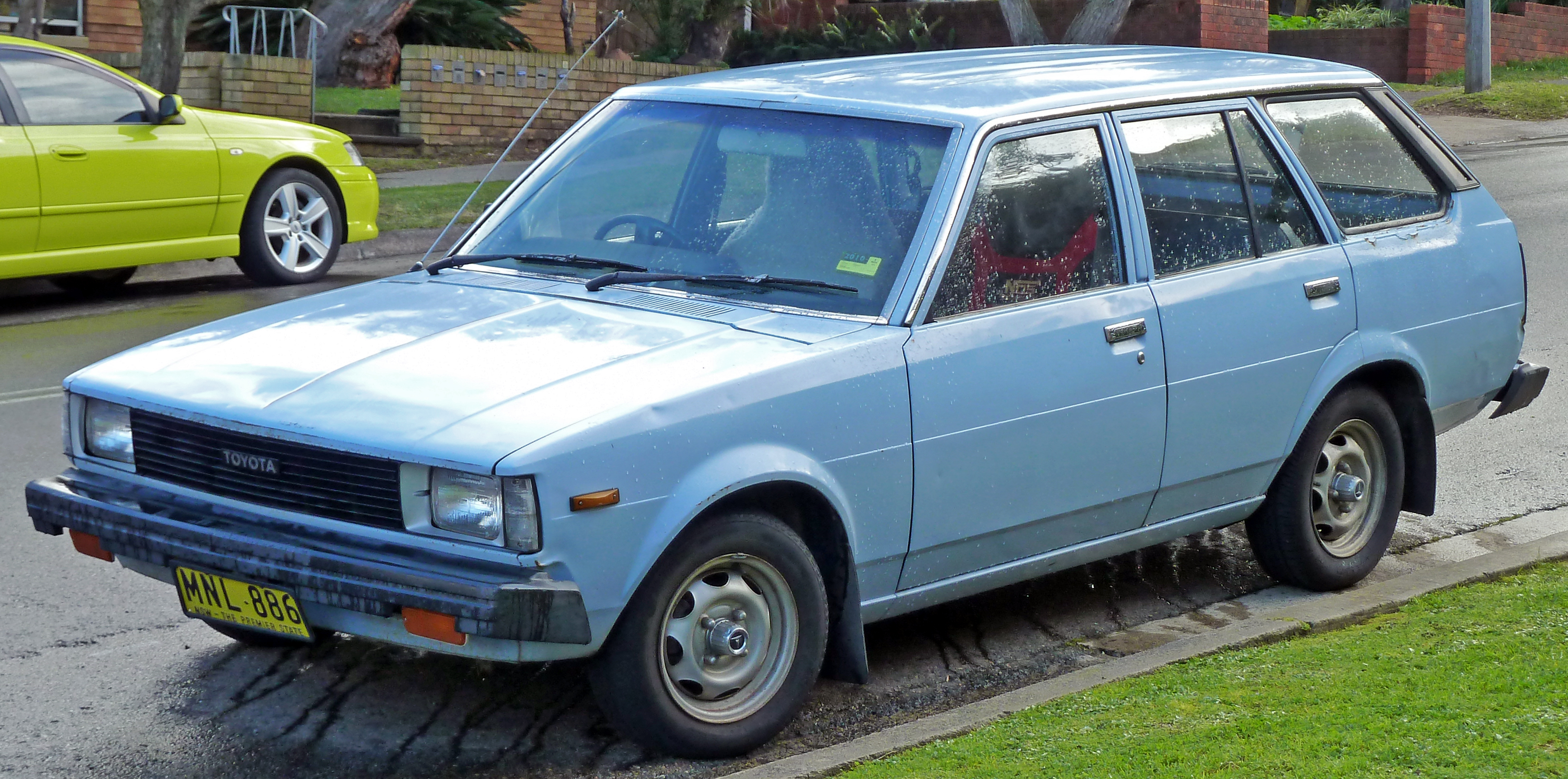
Toyota Corolla KE70 універсал
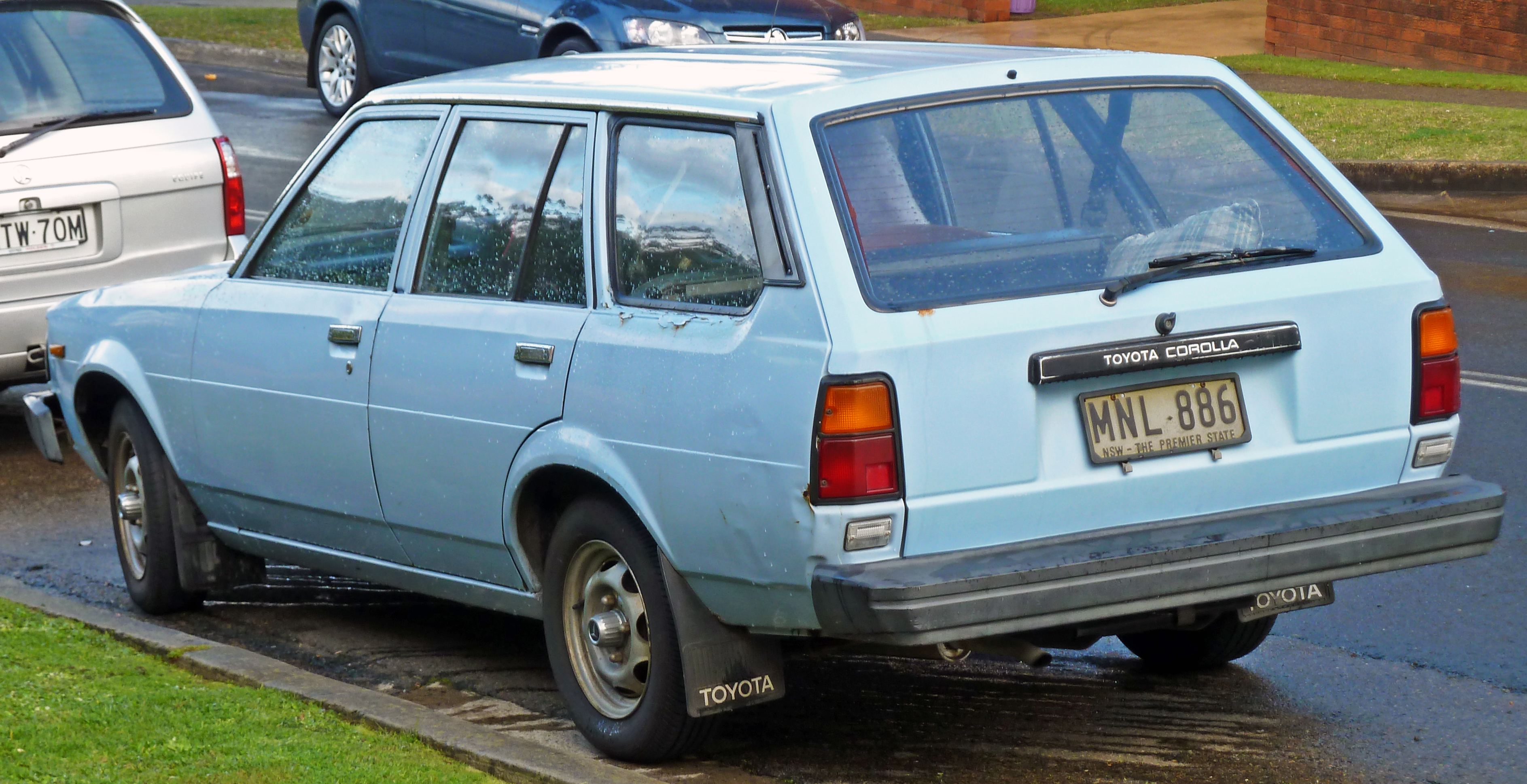
Toyota Corolla KE70 універсал
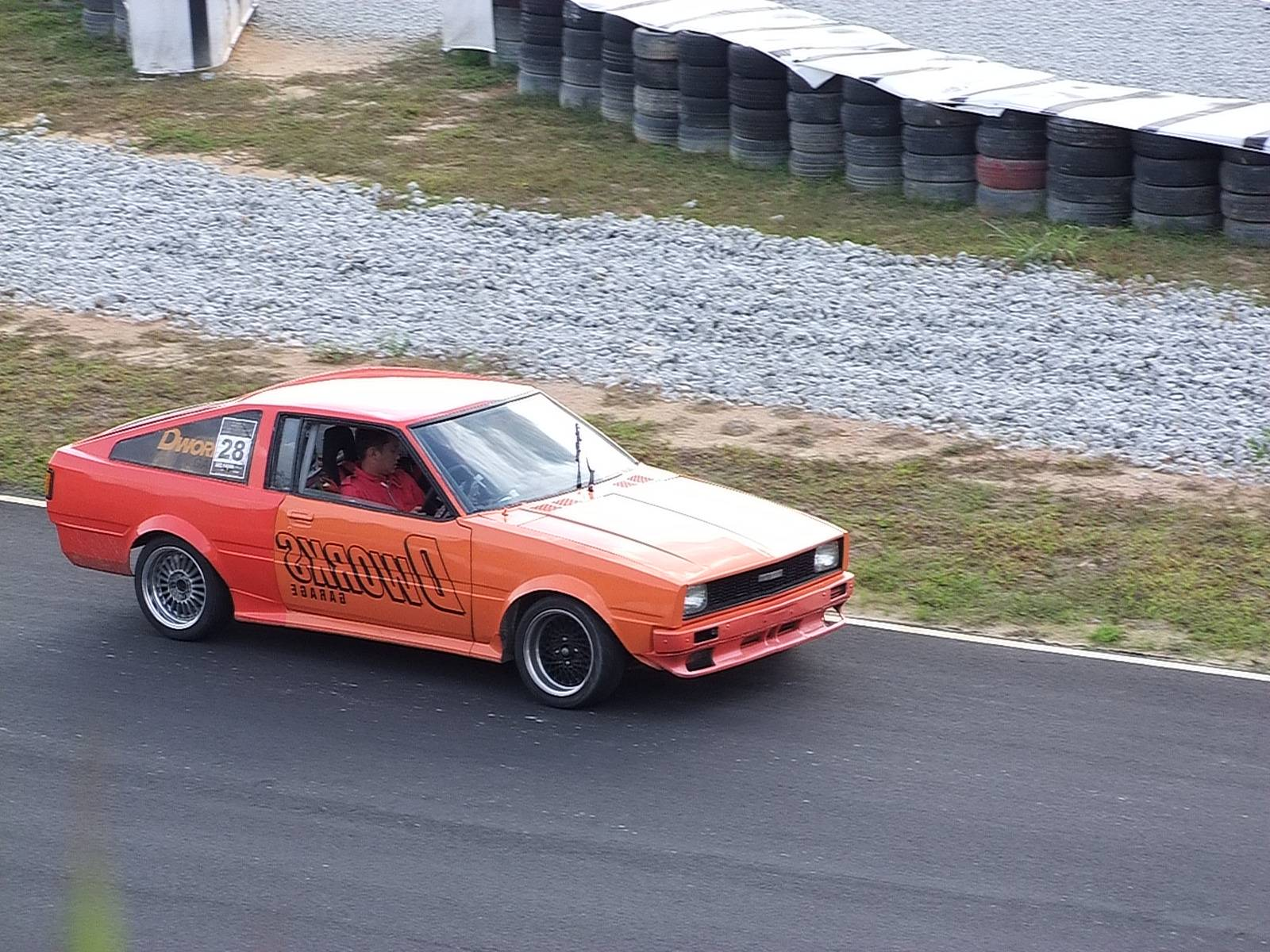
Toyota Corolla TE71 купе

## Toyota Corolla E80 (1983-1987)

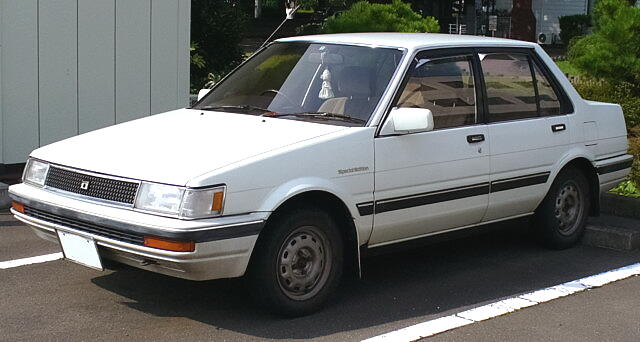
Toyota Corolla 5

У травні 1983 року була представлене п'яте покоління Toyota Corolla, автомобіль став передньопривідний з незалежною задньою підвіскою. Спочатку з'явилися чотиридверний седан і п'ятидверний хетчбек з довгим заднім звісом і колісною базою 2430 мм.
В жовтні 1984 року до них додалися «короткі» хетчбеки Corolla Compact з трьома або п'ятьма дверима. На вибір пропонувалися карбюраторні двигуни об'ємом 1,3 (69 або 75 к.с.) і 1,6 л (90 к.с.), а п'ятиступінчаста коробка передач стала стандартною.
У 1984 році у продажу з'явилася перша Corolla з дизельним двигуном (1,8 л, 58 к.с.). Паралельно випускалося тридверне купе Corolla GT AE86, побудоване на старій задньопривідною платформі (на нього встановлювався 16-клапанний двигун об'ємом 1,6 л потужністю 121 к.с.).

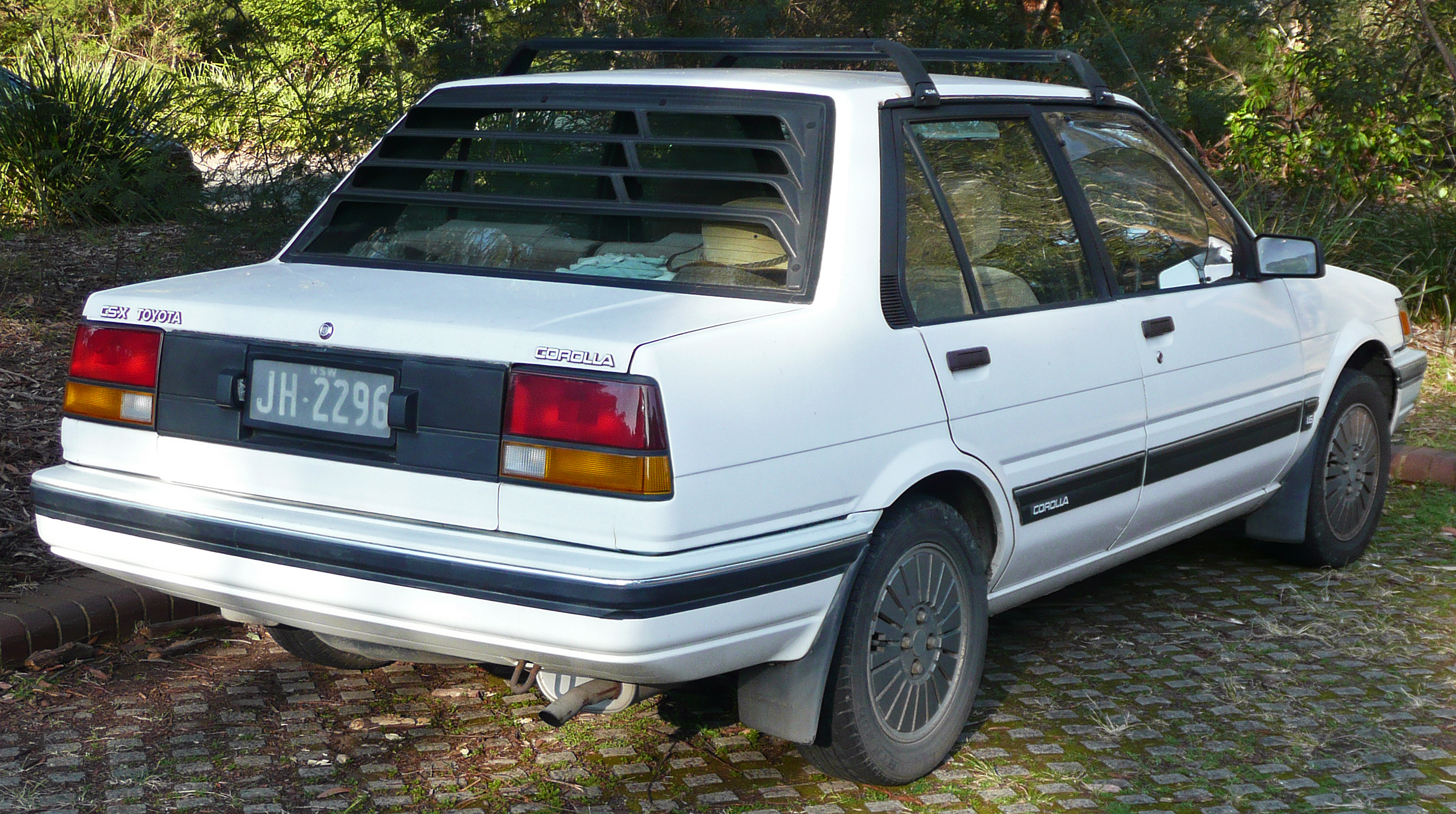
Toyota Corolla E80 седан
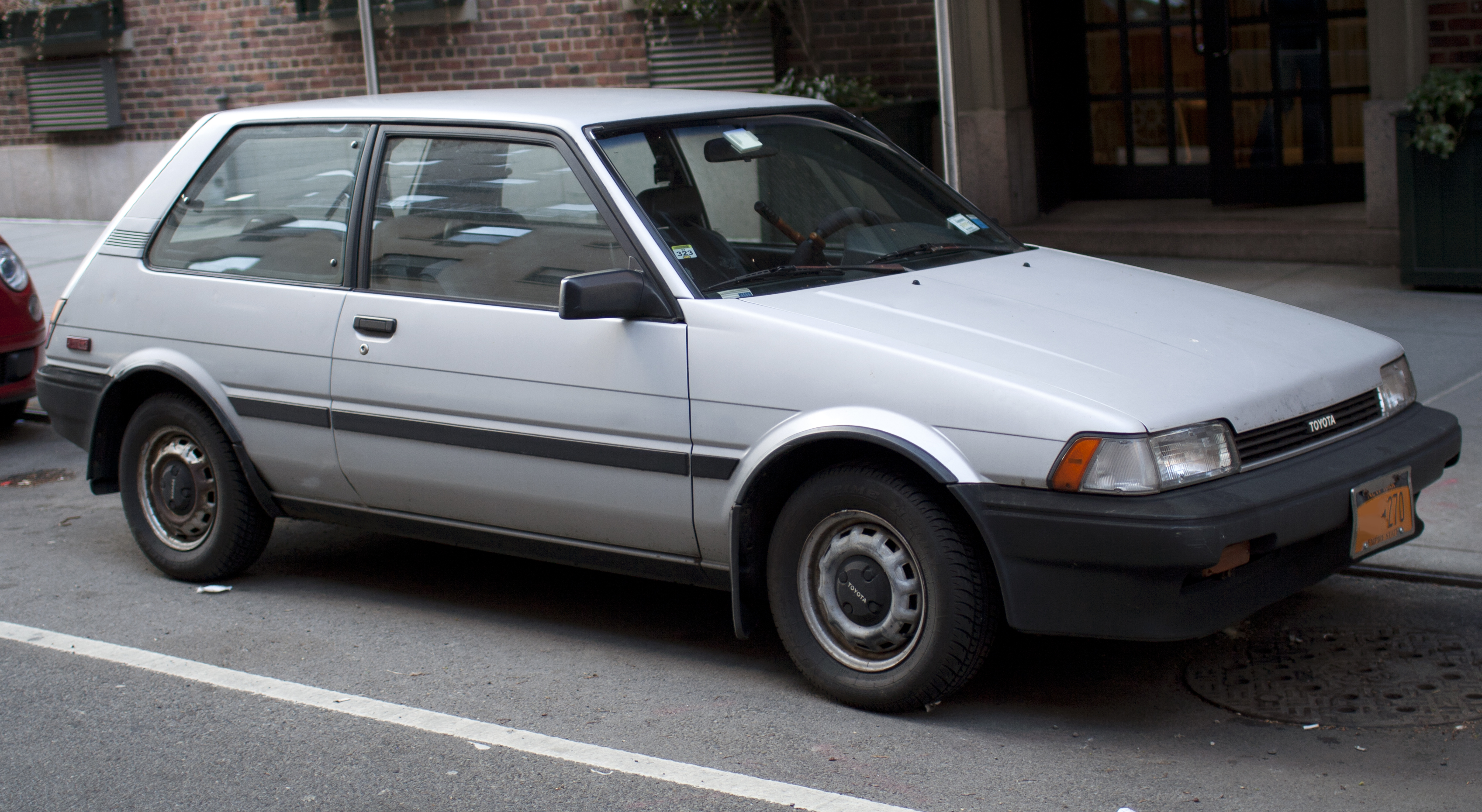
Toyota Corolla E80 хетчбек
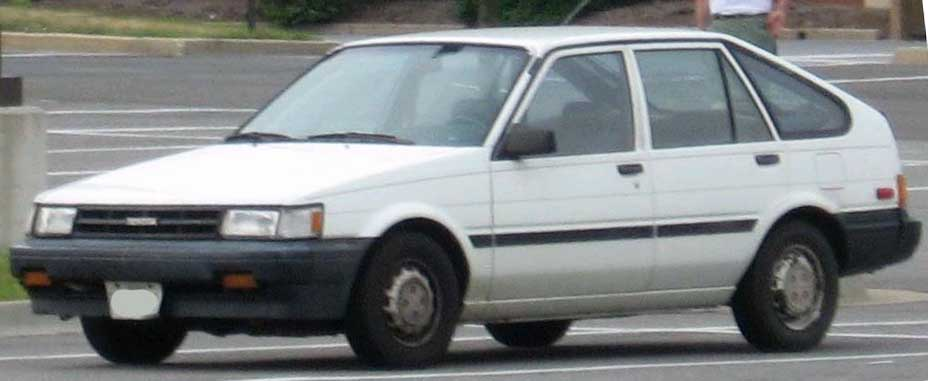
Toyota Corolla E80 ліфтбек
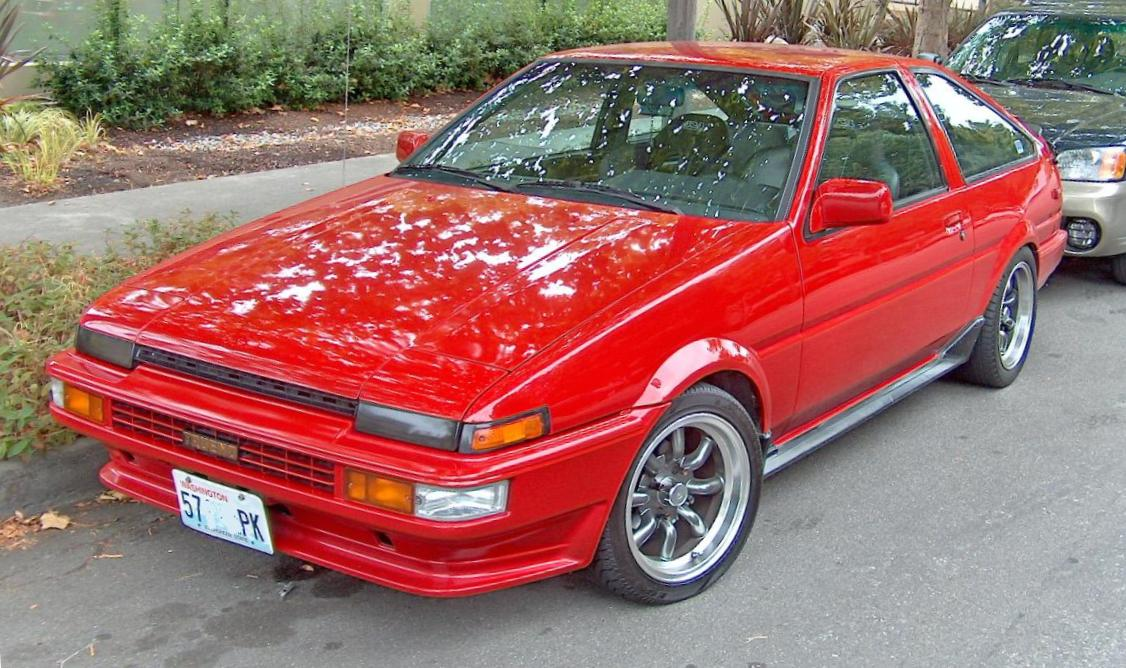
Toyota Corolla GT AE86

## Toyota Corolla E9 (1987-1992)

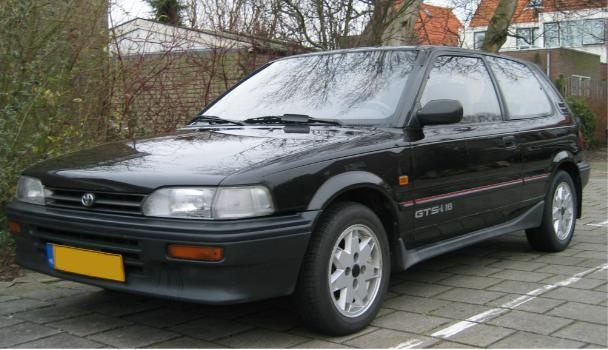
Toyota Corolla 6

Toyota Corolla шостого покоління з'явилася в Японії в травні 1987 року, але в Європі продажі почалися лише через рік. Платформа практично не змінилася, зате автомобіль став на 20 мм ширшим, а у виробничу програму повернувся універсал.
У жовтні 1987 року почалося виробництво седанів з постійним повним приводом
В 1988 році з'явився повнопривідний універсал з оригінальним кузовом, що продавався в Європі як Toyota Corolla Tercel.
Починаючи з 1990 року двигуни об'ємом 1,6 л стали оснащуватися системою впорскування палива і каталітичним нейтралізатором вихлопних газів. Була й «гаряча» тридверка Corolla GTi, на яку встановлювався двигун того ж об'єму, але форсований спочатку до 115, а потім і до 125 к.с.

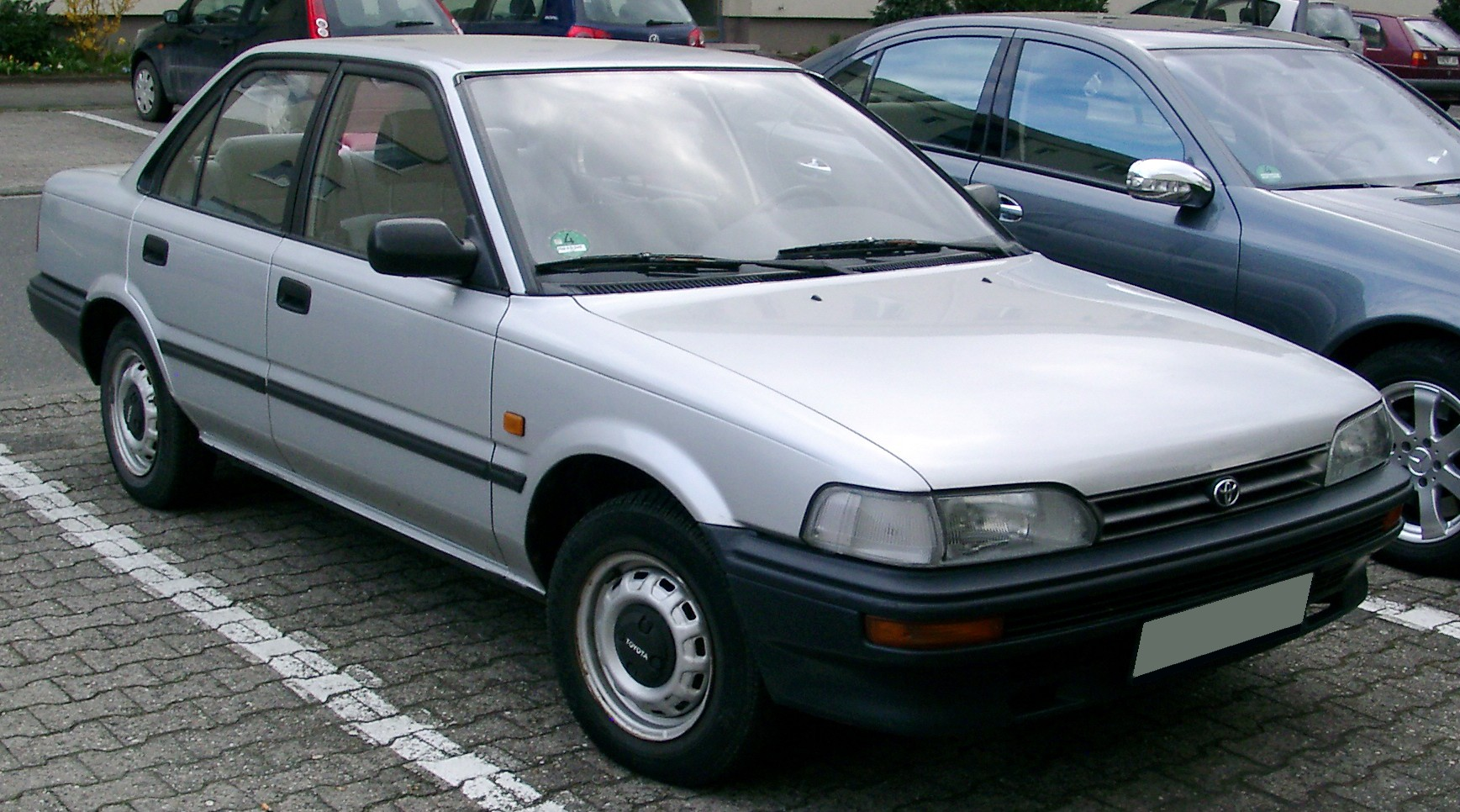
Toyota Corolla E90 седан
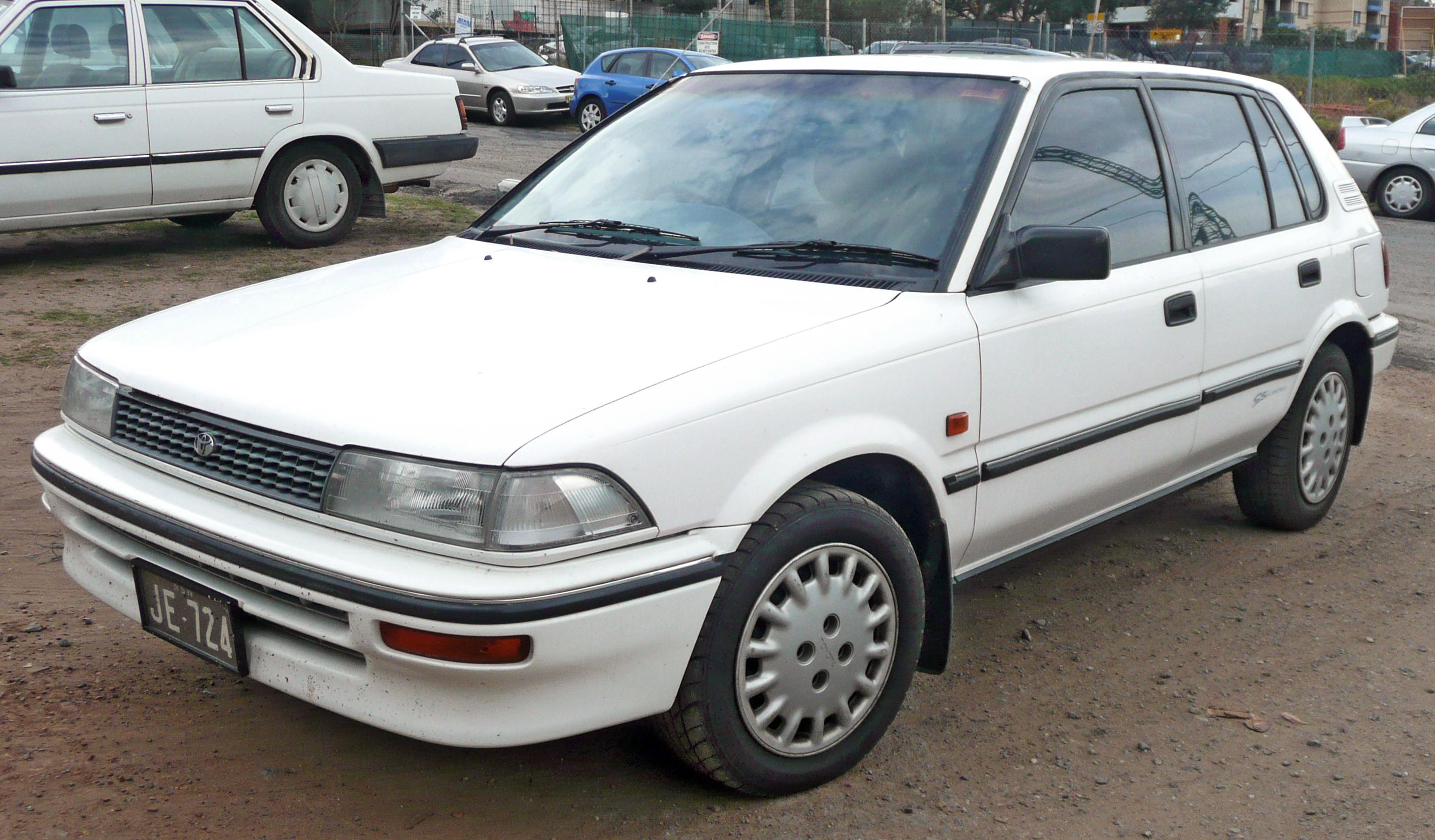
Toyota Corolla E94 5дв. хетчбек
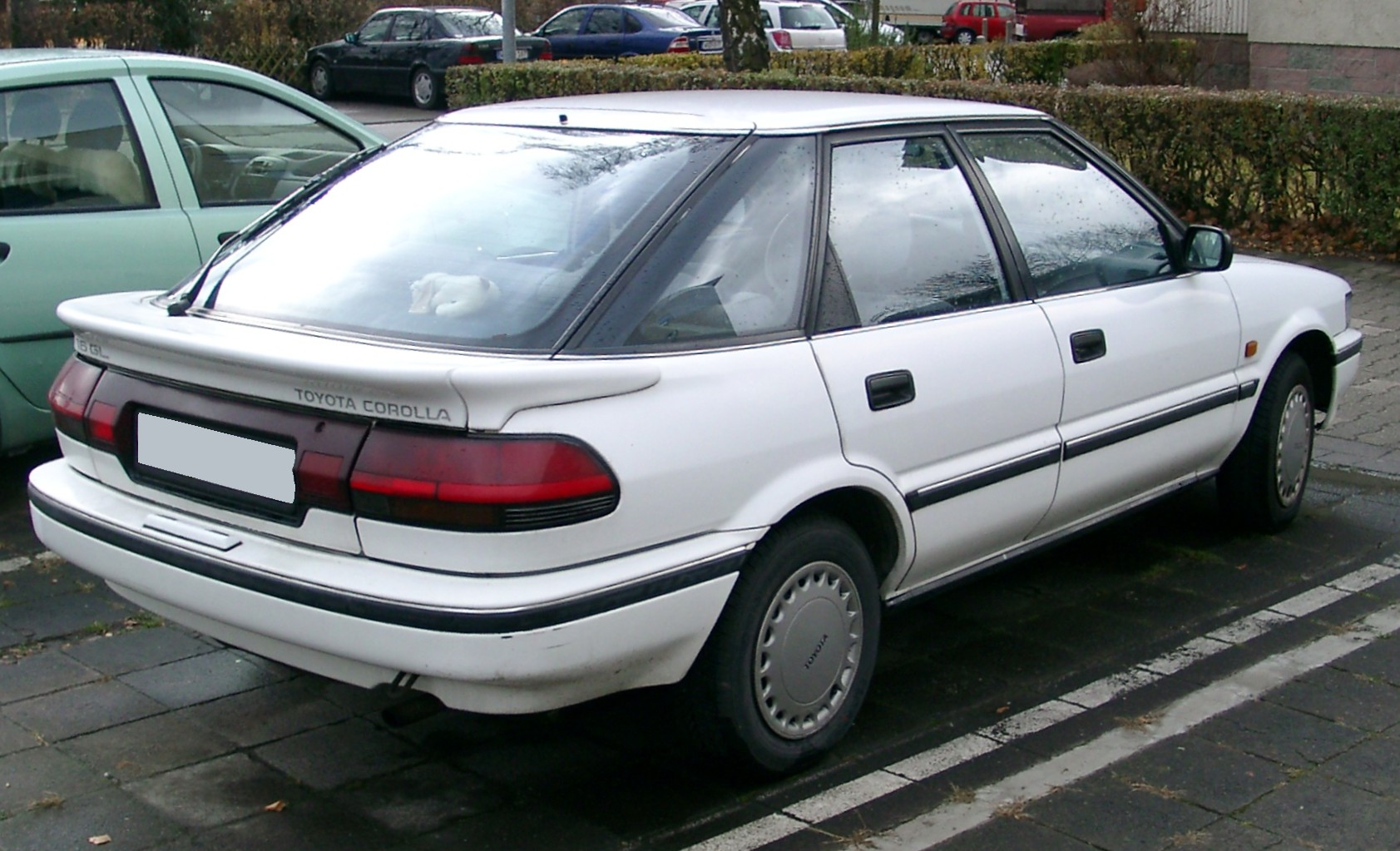
Toyota Corolla E90 ліфтбек
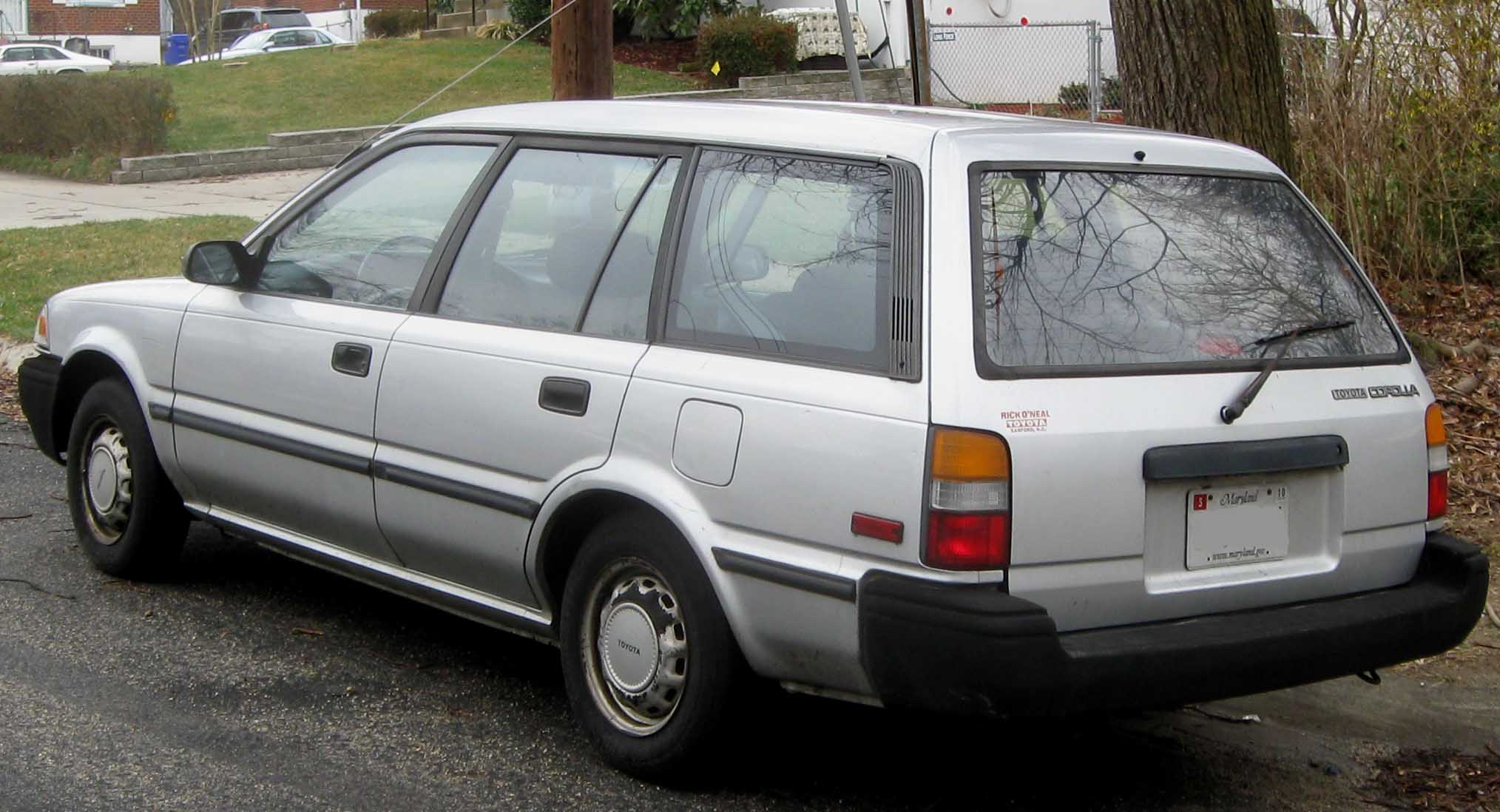
Toyota Corolla E90 універсал
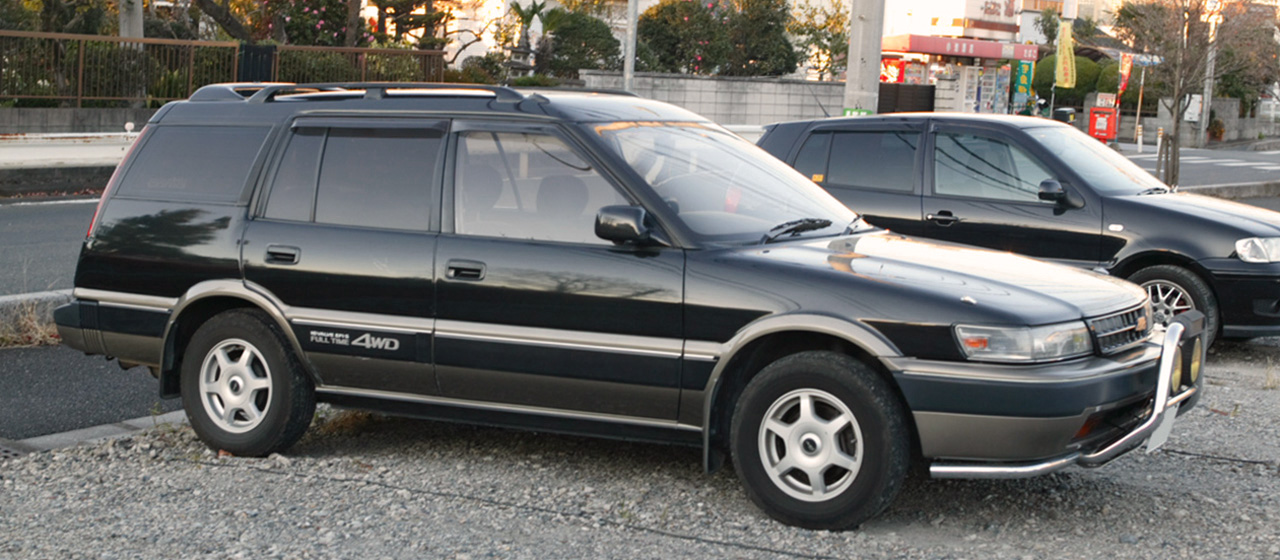
Toyota Corolla Tercel 4х4
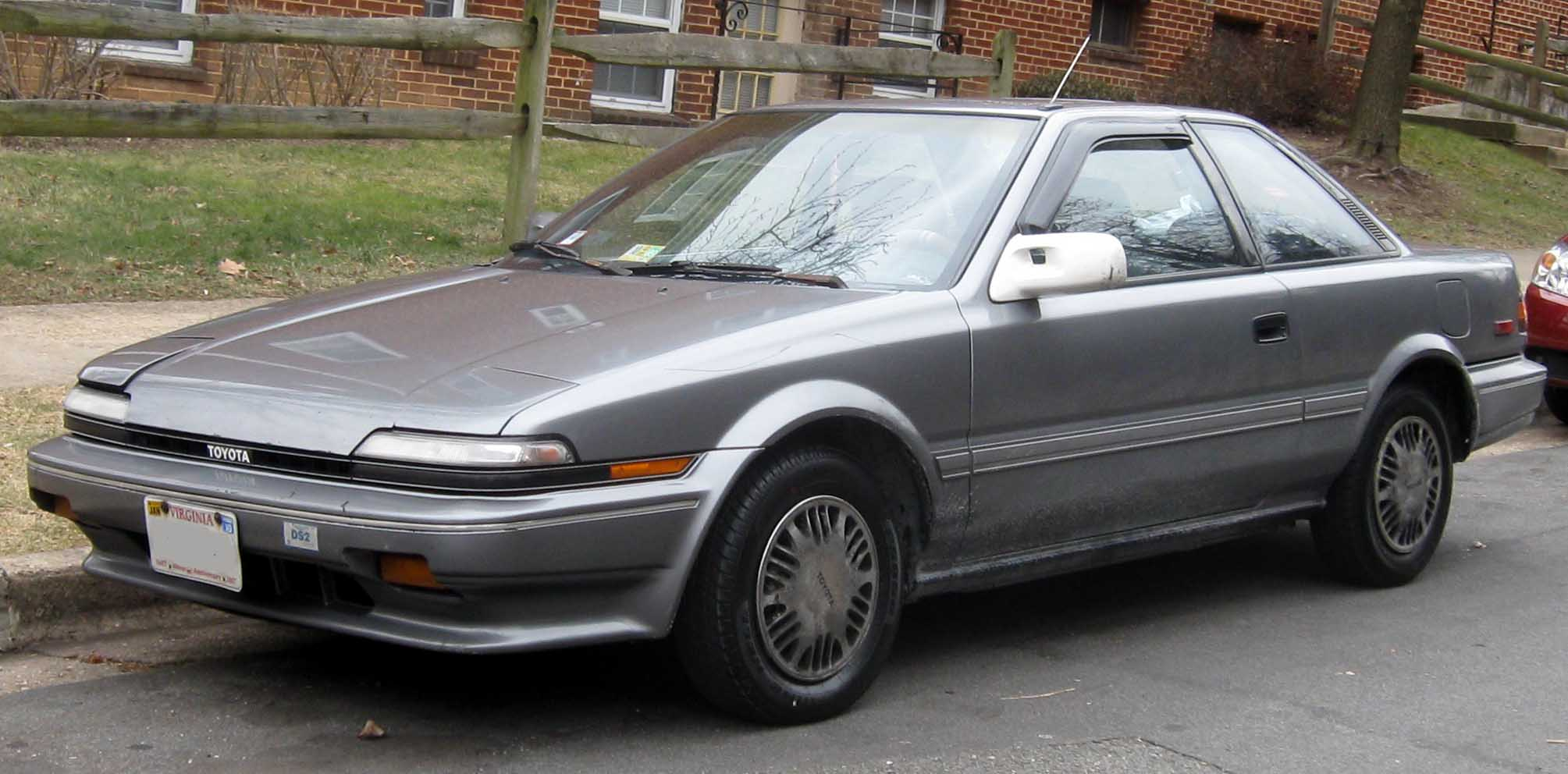
Toyota Corolla E90 купе (США)
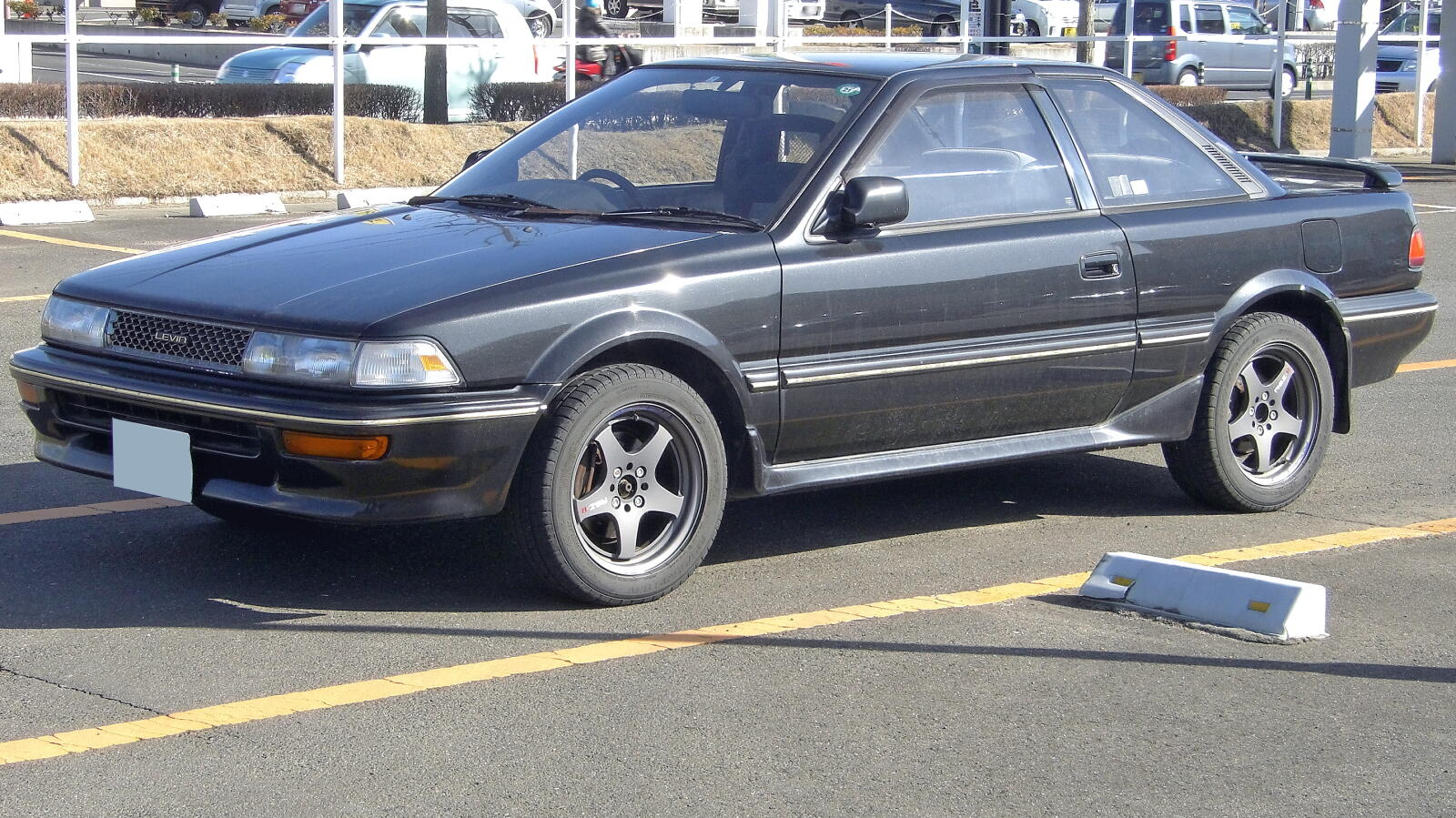
Toyota Corolla Levin купе (Японія)

### Двигуни
Бензинові
- 1,3 l, 1280 см³ 4 циліндри, 55 kW (75 к.с.), 2E
- 1,3 l, 1296 см³ 4 циліндри, 55 kW (75 к.с.), 2E-E (G-Kat)
- 1,6 l, 1587 см³ 4 циліндри, 66 kW (90 к.с.), 4A-F
- 1,6 l, 1587 см³ 4 циліндри, 77 kW (105 к.с.), 4A-FE
- 1,6 l, 1587 см³ 4 циліндри, 85 kW (116 к.с.), 4A-GE
- 1,6 l, 1587 см³ 4 циліндри, 92 kW (125 к.с.), 4A-GE (Liftback GT-i)
- 1,6 l, 1587 см³ 4 циліндри, 107 kW (145 к.с.), 4A-GZE, до 1990 в Японії і США
- 1,6 l, 1587 см³ 4 циліндри, 122 kW (165 к.с.), 4A-GZE, від 1990 в Японії і США
- 1,8 l, 1762 см³ 4 циліндри, 86 kW (117 к.с.), 7A-FE, немає в Європі

Дизельні
- 1,8 l D, 1840 см³ 4 циліндри, 47 kW (64 к.с.), 1C
- 1,8 l D, 1840 см³ 4 циліндри, 49 kW (67 к.с.), 1C

## Toyota Corolla E10 (1991-1997)

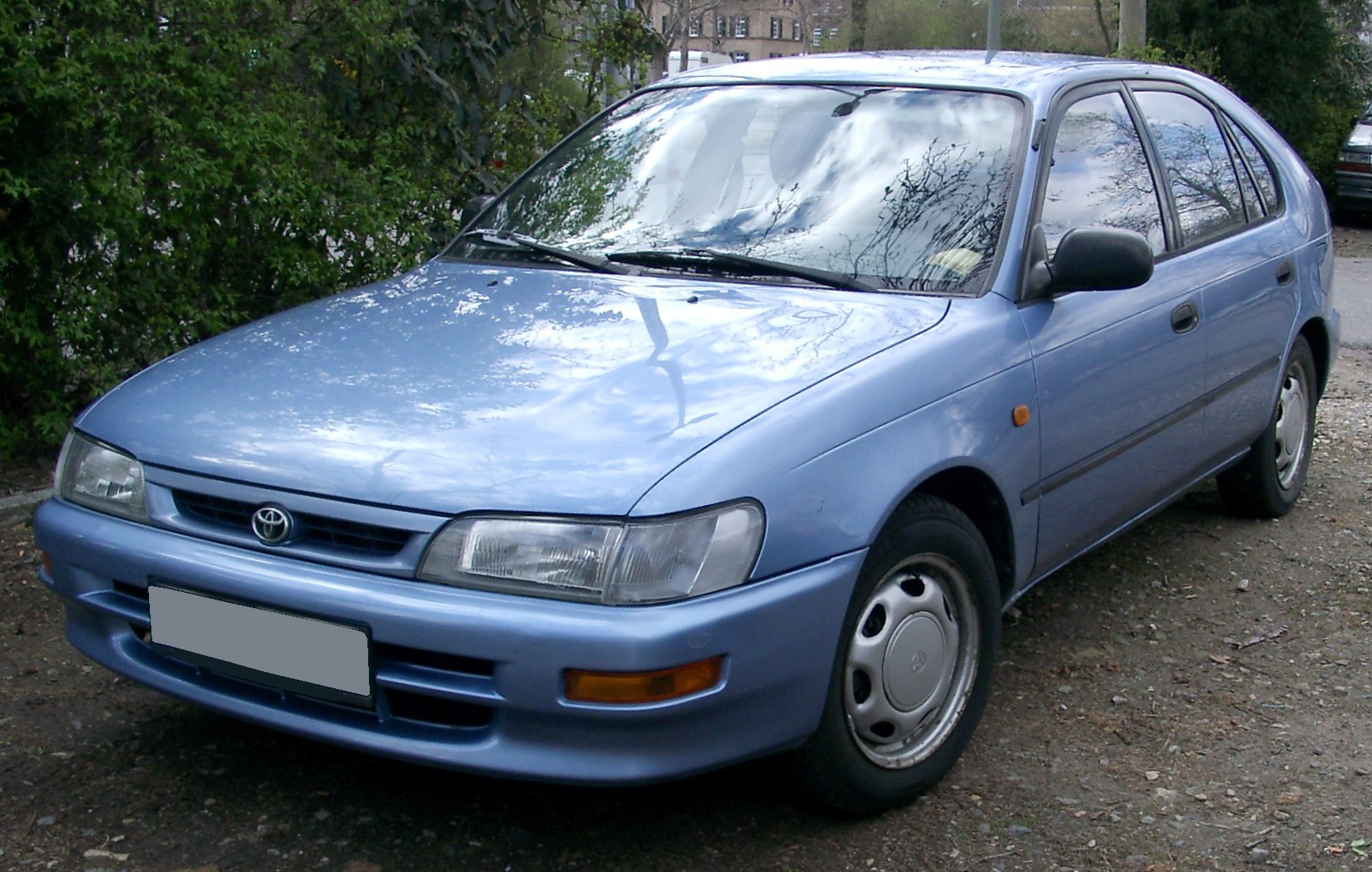
Toyota Corolla 7

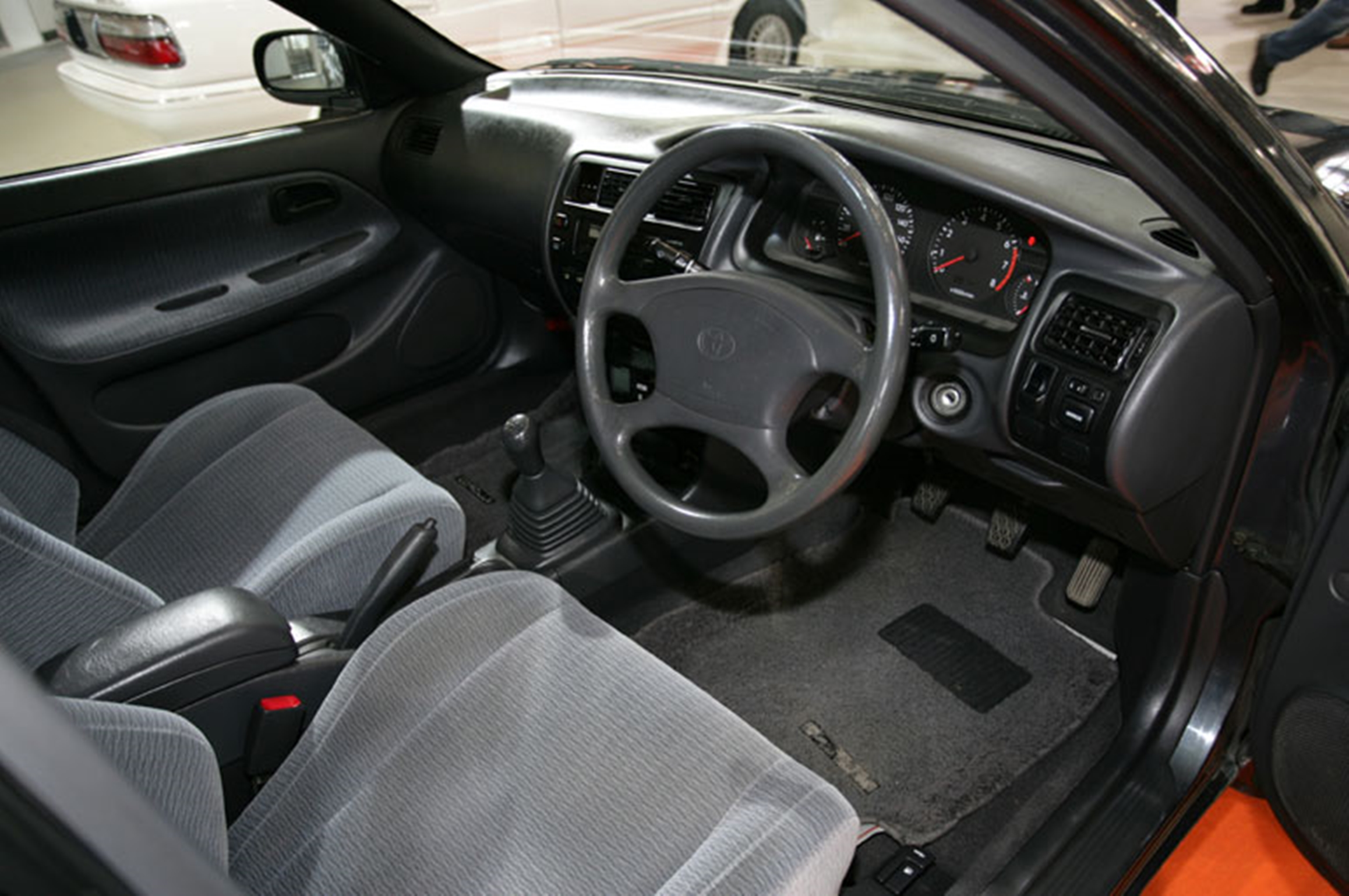

У червні 1991 року дебютувала Corolla сьомого покоління (індекс E100). Європейці побачили машину роком пізніше, коли з'явилися хетчбеки Compact. Вона ознаменувала початок випуску цієї моделі на заводах в Англії і Туреччині.
У деяких країнах продовжували поставлятися автомобілі з карбюраторними двигунами об'ємом 1,3 л 2E, хоча для Європи пропонувалися тільки двигуни з впорскуванням (1,3 л 4E-FE і 1,6 л 4A-FE), а також дволітровий атмосферний дизель. За доплату на Короллу встановлювали водійську подушку безпеки і АБС, а в 1995 році, після легкого рестайлінгу, це увійшло в список стандартного оснащення.
Toyota Corolla E100 не пропонувала жодних нових рішень ні в дизайні, ні в оснащенні. Головний акцент був зроблений на споживчі якості: висока плавність ходу, хороша керованість, комфорт. У порівнянні з Corolla E90 сімейством, салон Corolla E100 став трохи більшим і зручнішим. Практично всі моделі оснащувалися гідропідсилювачем керма, кондиціонером, електропакетом (за винятком найпростіших версій DX). У більш дорогих комплектаціях пропонувалися литі диски, задній спойлер, люк, постійний повний привід. Для внутрішнього японського ринку пропонувалася модель Toyota Sprinter, що мала ряд незначних відмінностей від Corolla E100.
Момент розробки і початку виробництва Corolla E100 припав на розквіт японської автомобільної промисловості, в результаті чого вийшов один з найнадійніших автомобілів у своєму класі. У 1995 році модель очолила рейтинг надійності ADAC (німецька автомобільна асоціація) в класі компактних сімейних автомобілів: показник поломок для 4-річних машин склав всього 5,3 на 1000 автомобілів і 10,1 для 6-річних. Для порівняння, показники тих же років для Volkswagen Golf - 12 і 21,8 відповідно.

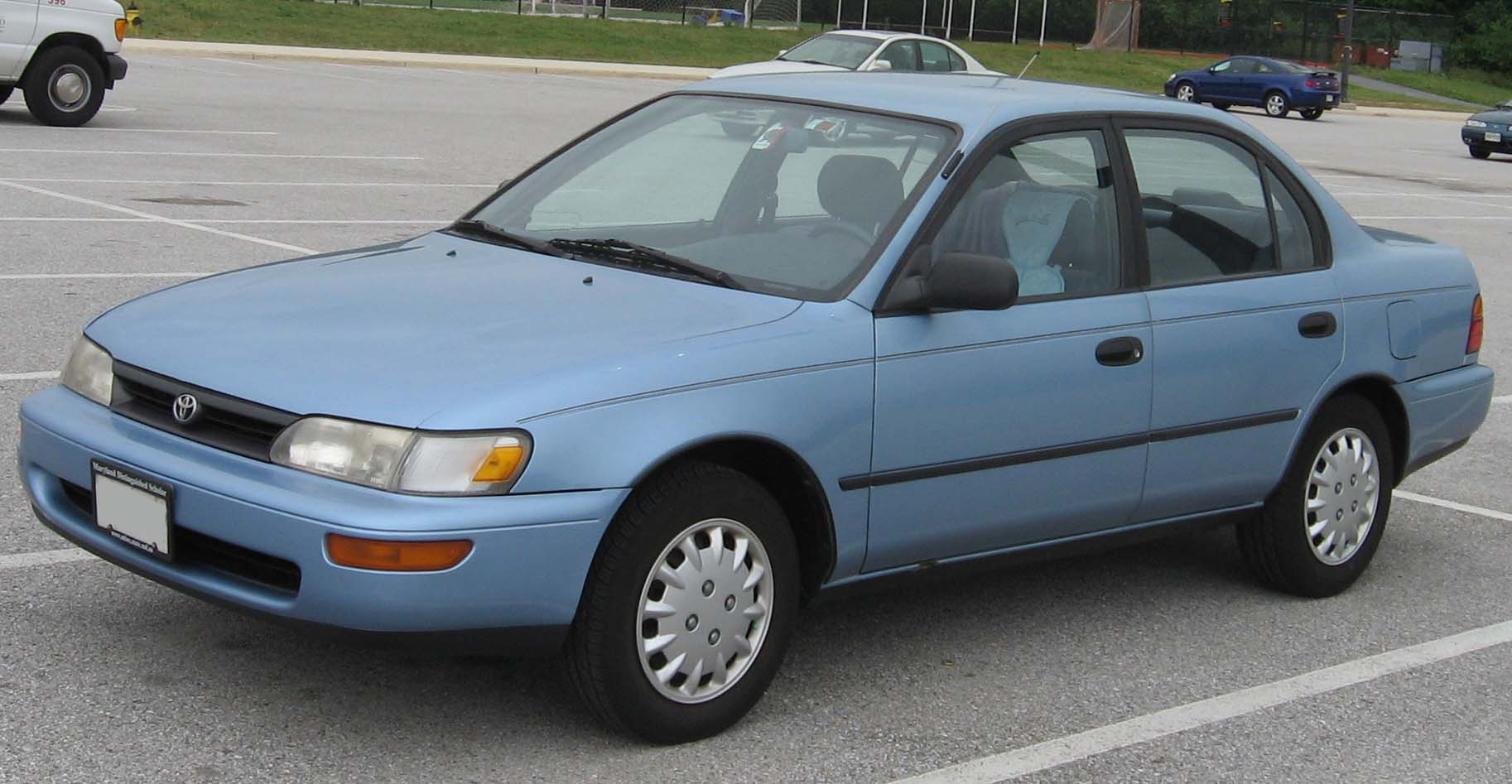
Toyota Corolla E101 седан
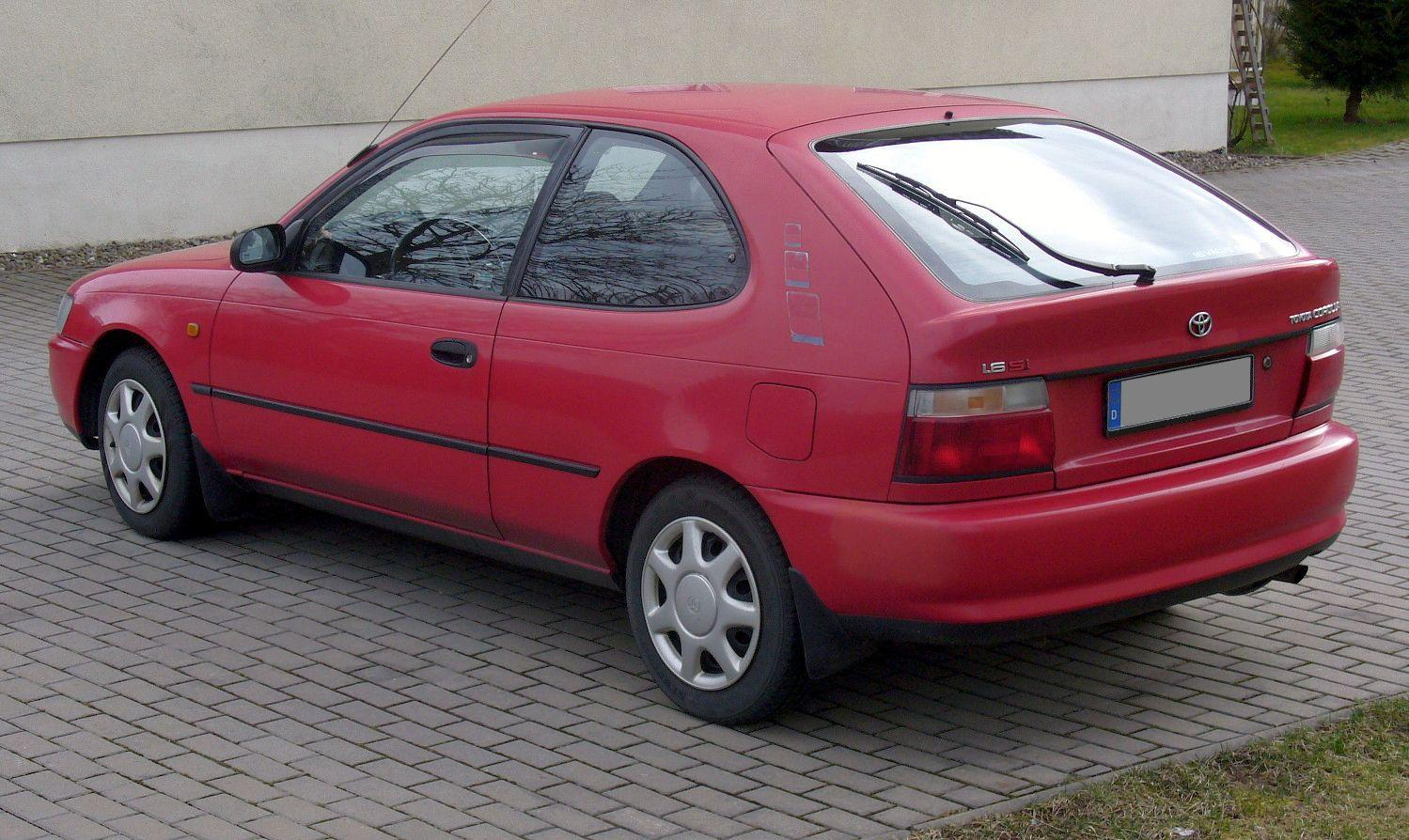
Toyota Corolla Compact E100 3дв. хетчбек
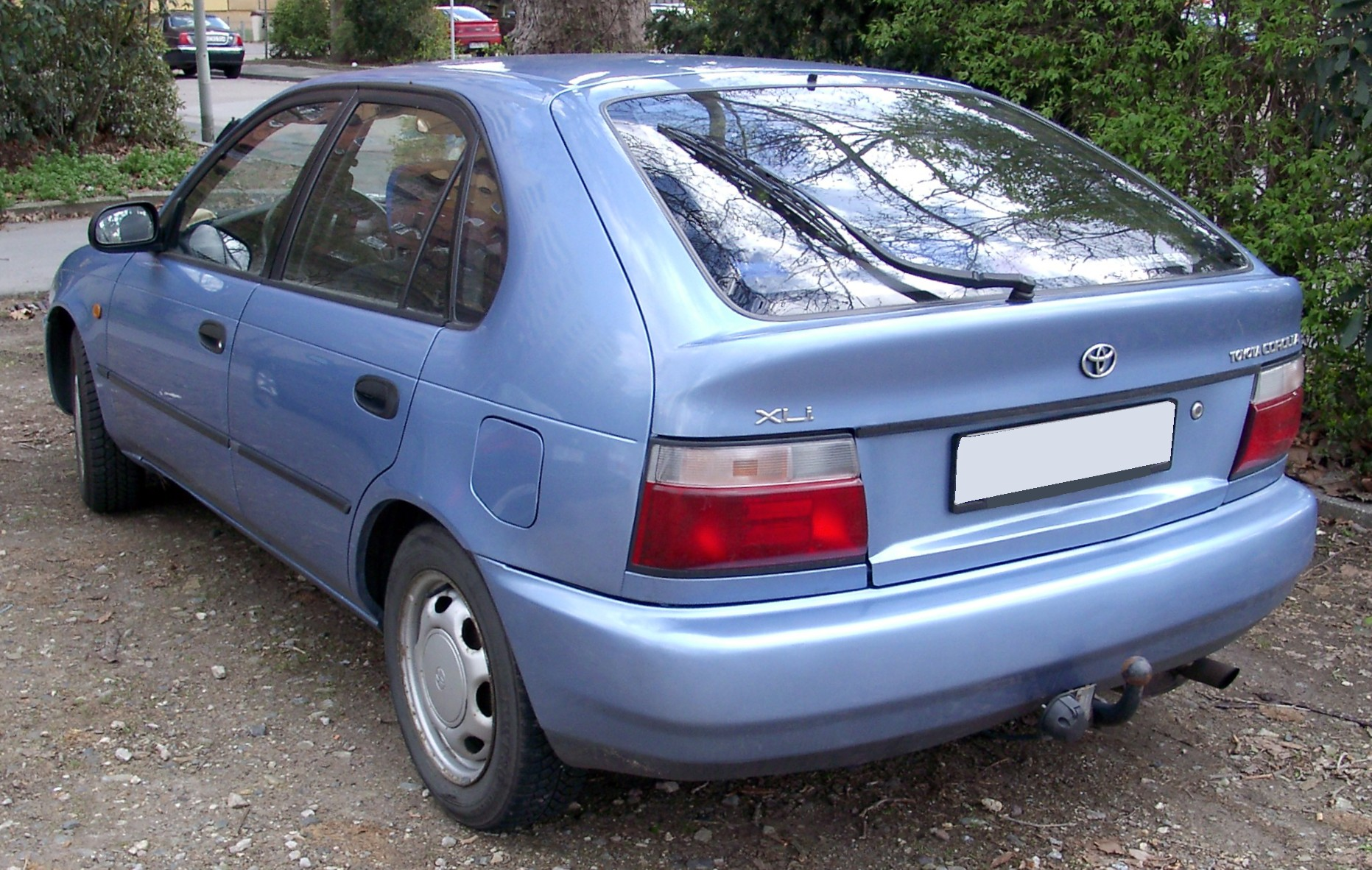
Toyota Corolla Compact E100 5дв. хетчбек
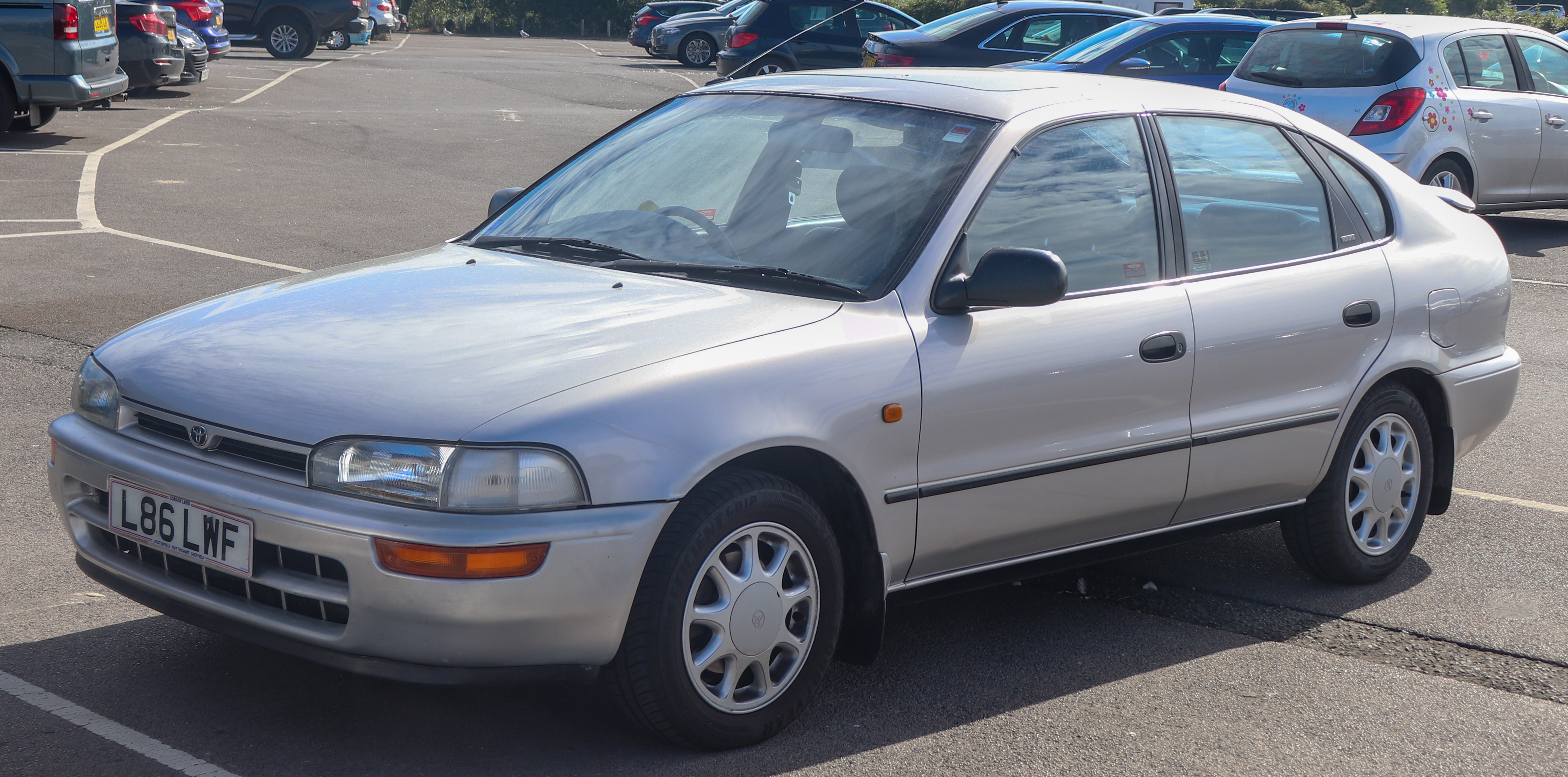
Toyota Corolla E100 ліфтбек
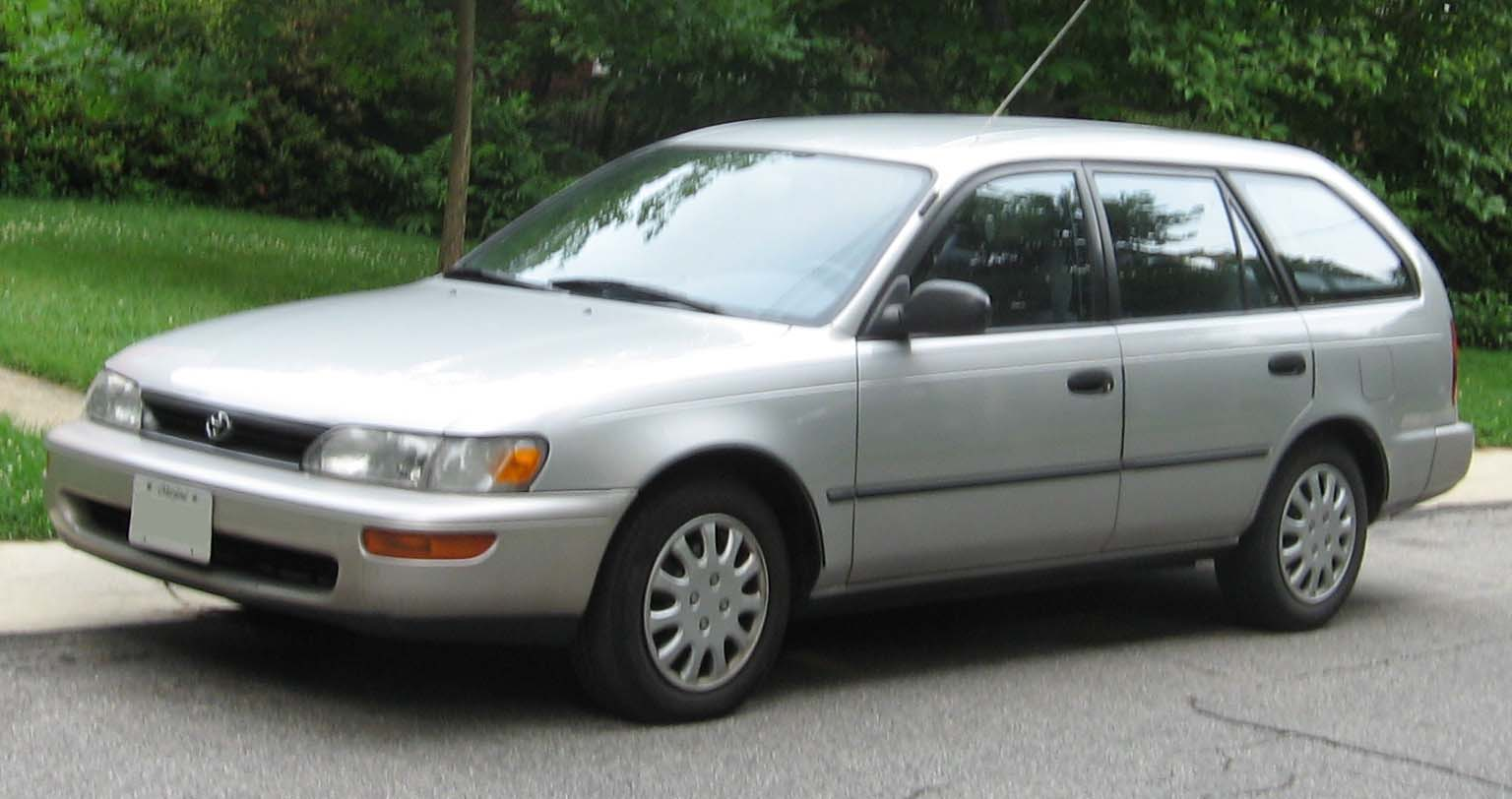
Toyota Corolla E100 універсал
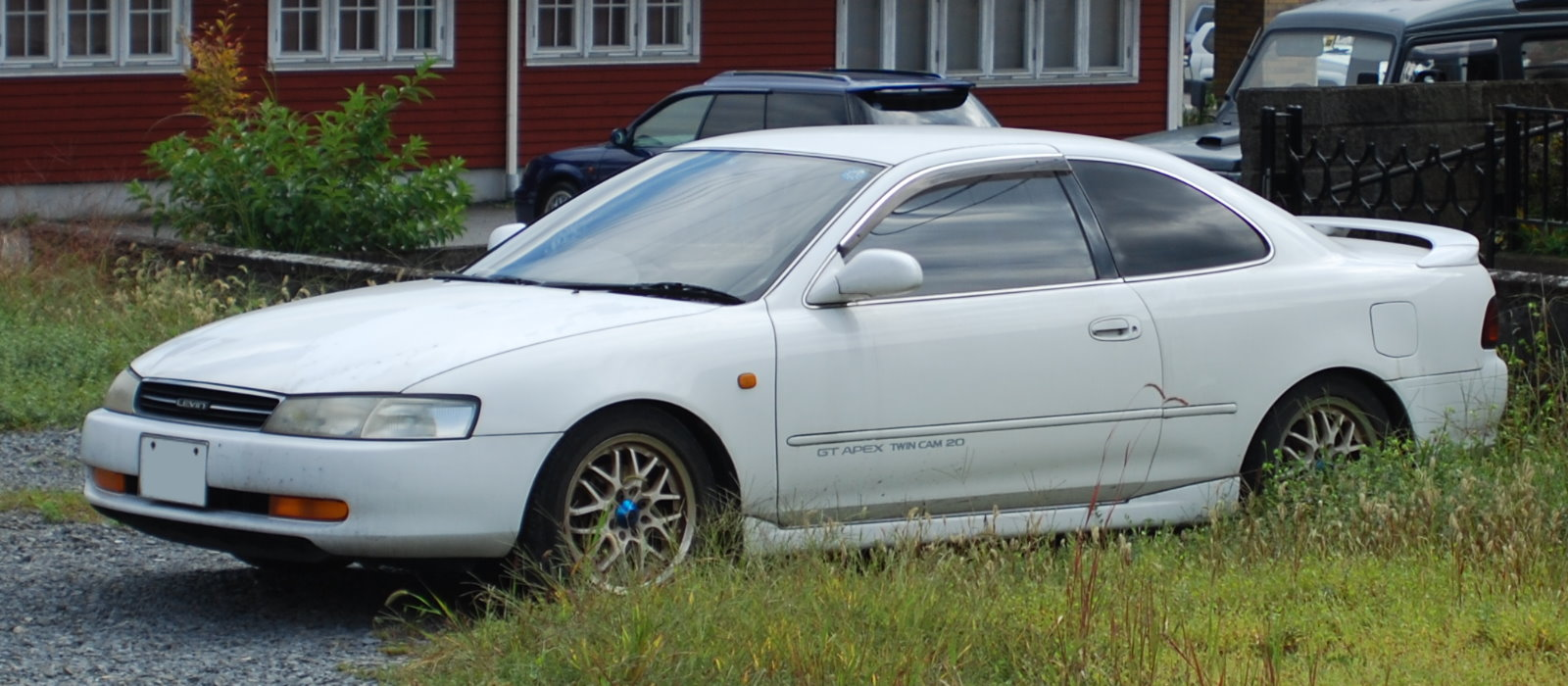
Toyota Corolla Levin купе (Японія)

### Двигуни
Бензинові
- 1.3 12V (2E), 1296 см³, 4 циліндри, 53 kW (72 к.с.), 05.92–04.95
- 1.4 XLI (4E-FE), 1332 см³ , 4 циліндри, 55 kW (75 к.с.), 09.95–04.97
- 1.4 XLI 16V (4E-FE), 1332 см³, 4 циліндри, 65 kW (88 к.с.), 05.92–09.95
- 1.6 Si 16V (4A-FE), 1587 см³, 4 циліндри, 84 kW (114 к.с.), 05.92–04.97

Дизельні
- 2,0 l D Kat (2C), 1975 см³, 4 циліндри, 53 kW (72 к.с.), 05.92–04.97

## Toyota Corolla E11 (1995-2002)

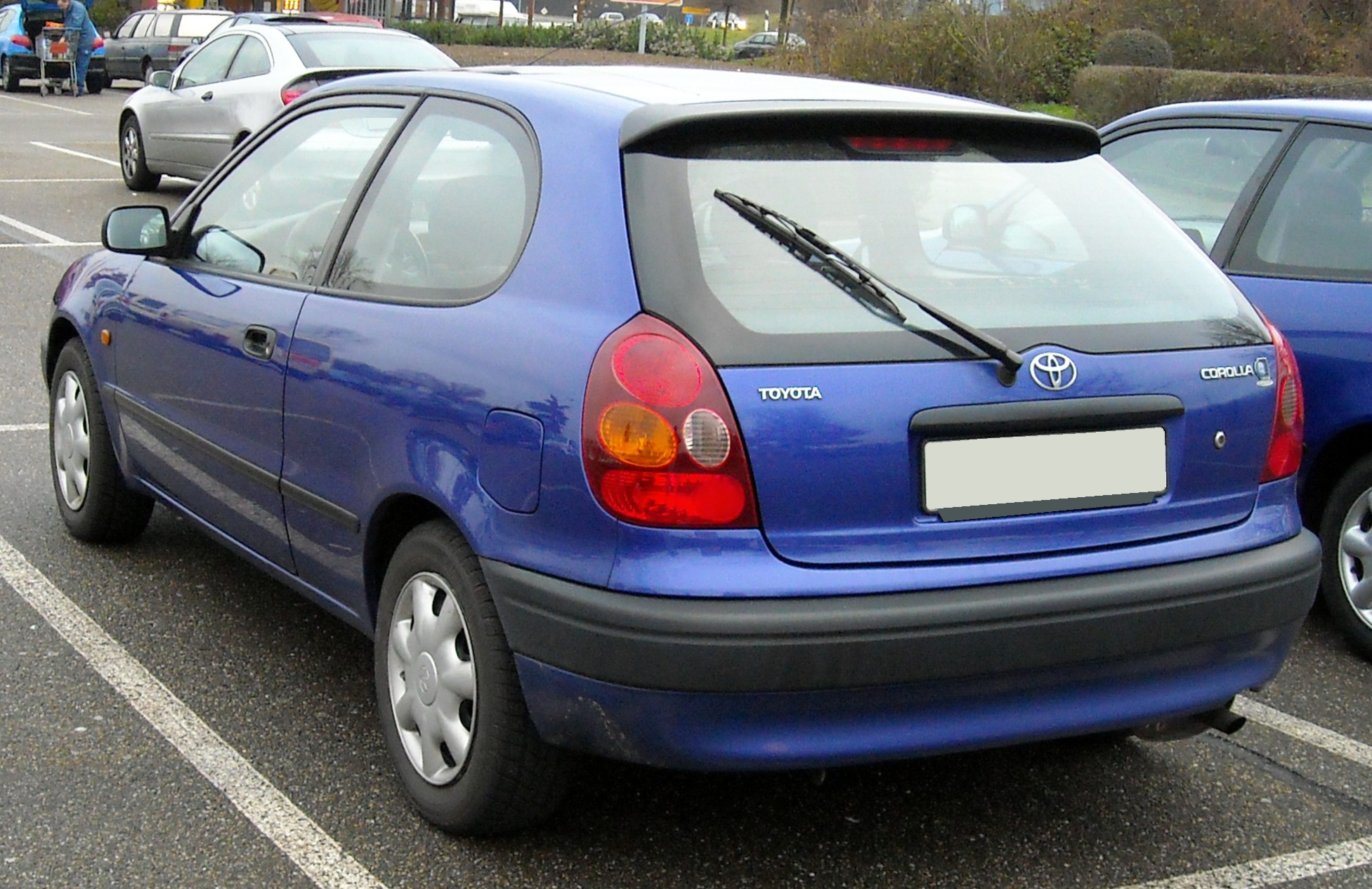
Toyota Corolla Compact E110 хетчбек (1997-1999)

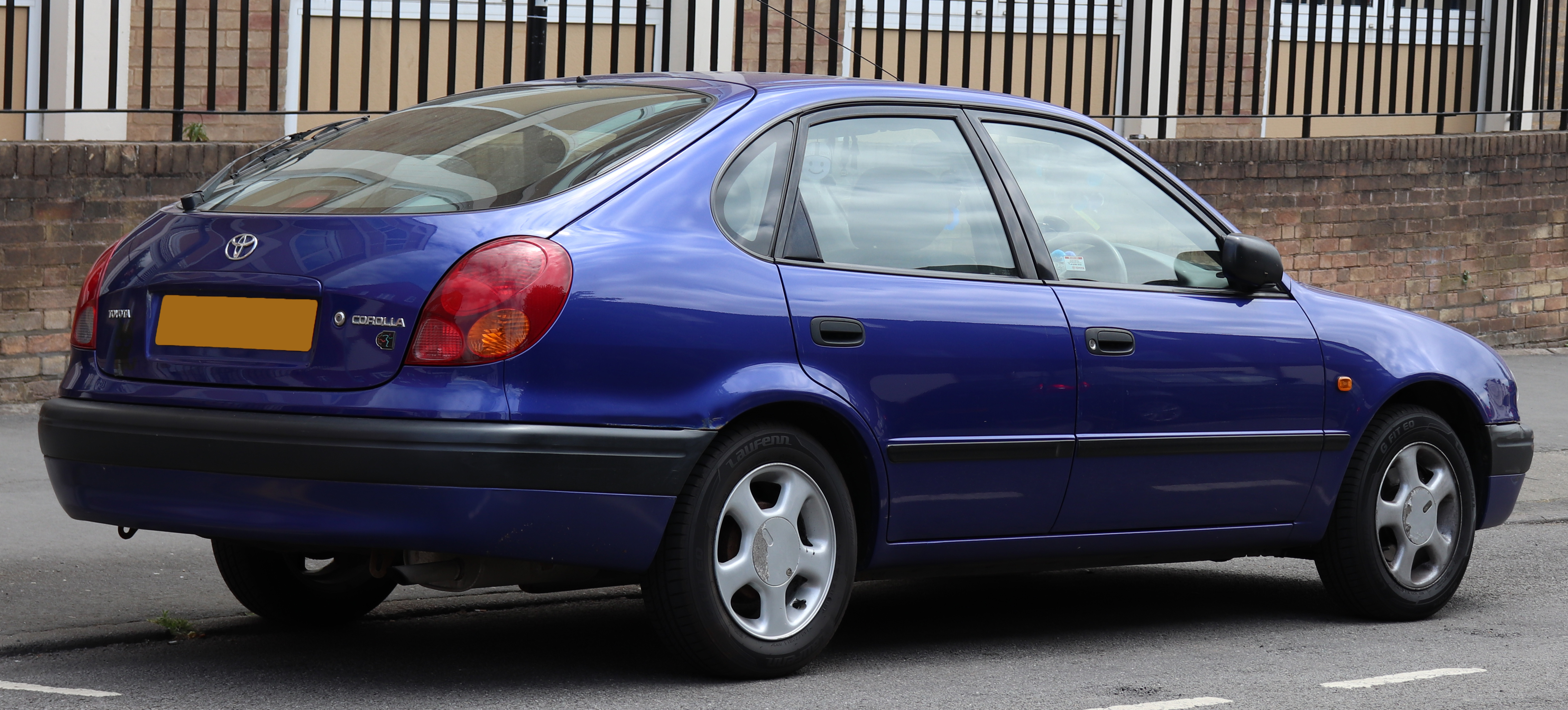
Toyota Corolla E110 ліфтбек (1997-1999)

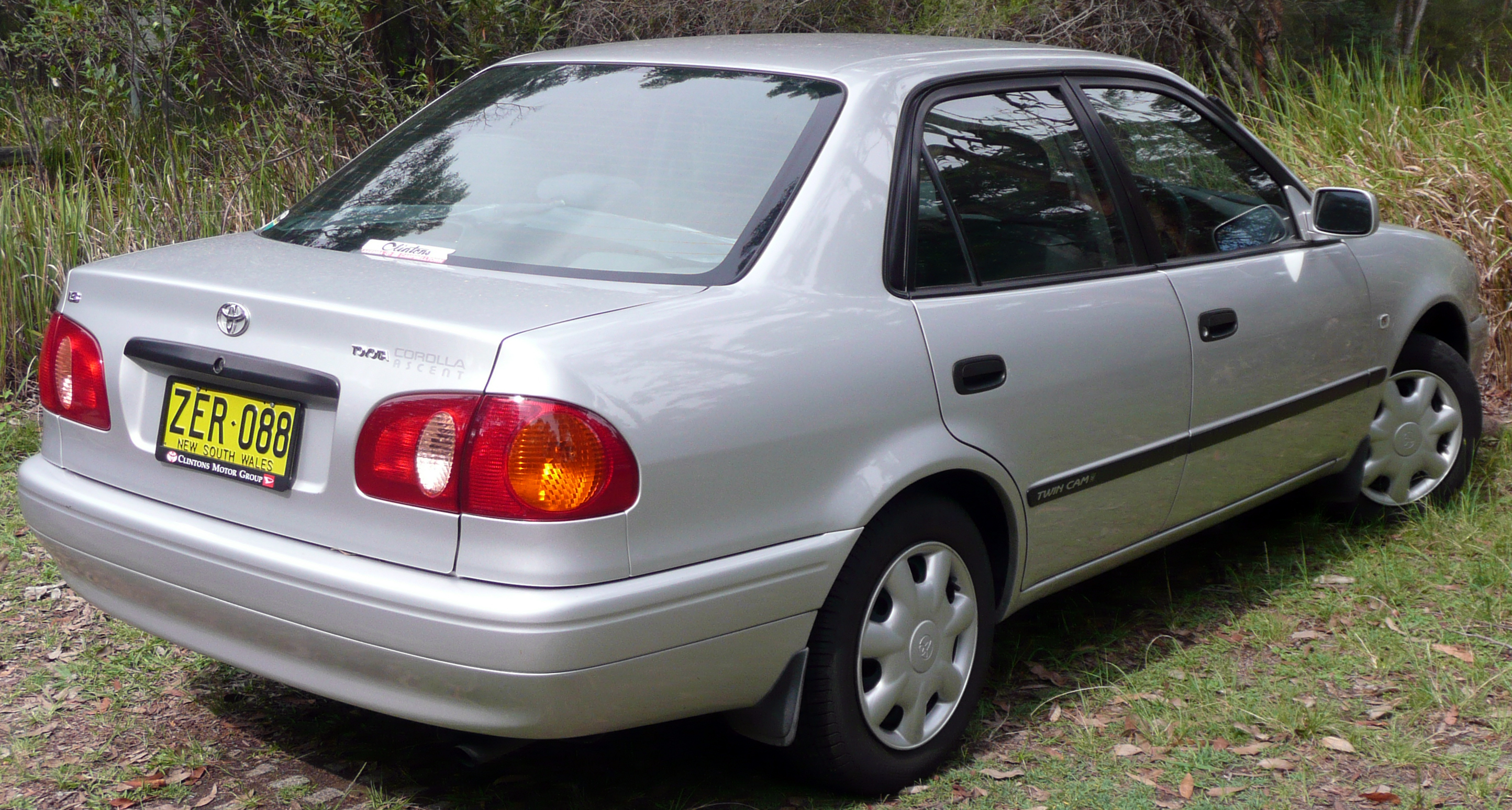
Toyota Corolla E110 седан (Європа) (1997-1999)

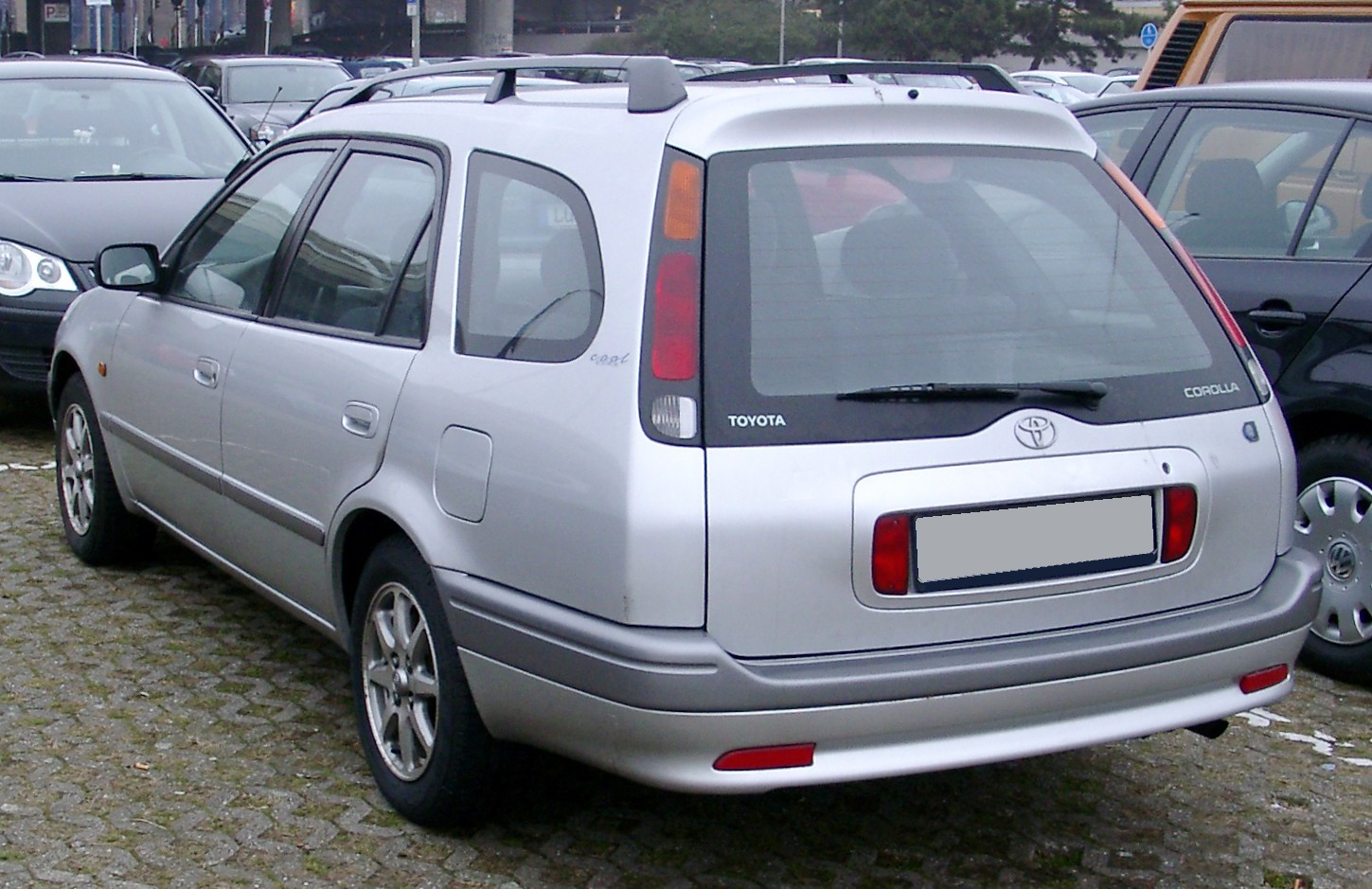
Toyota Corolla E110 універсал (1997-1999)

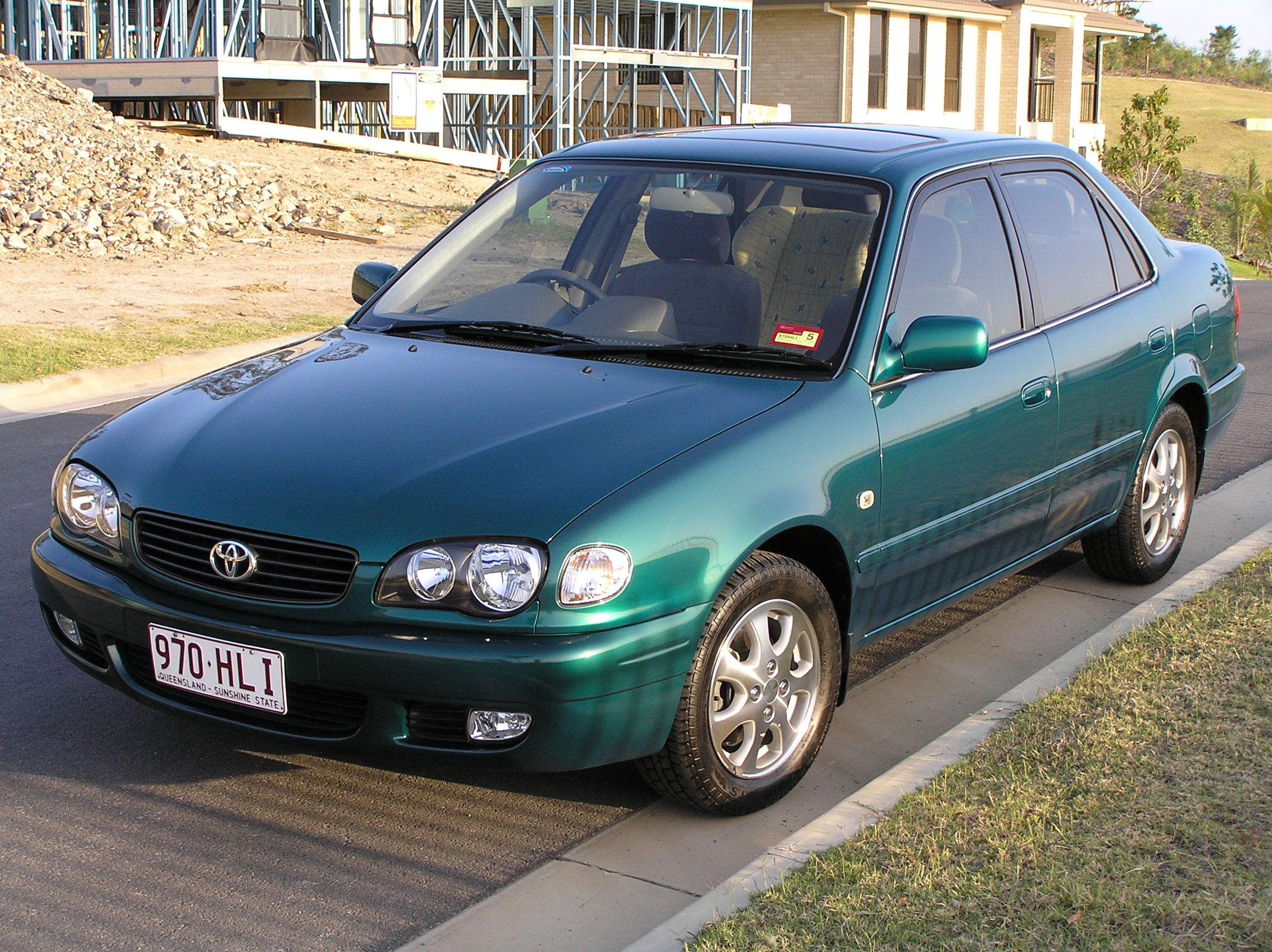
Toyota Corolla E110 седан (Європа) (1999-2002)

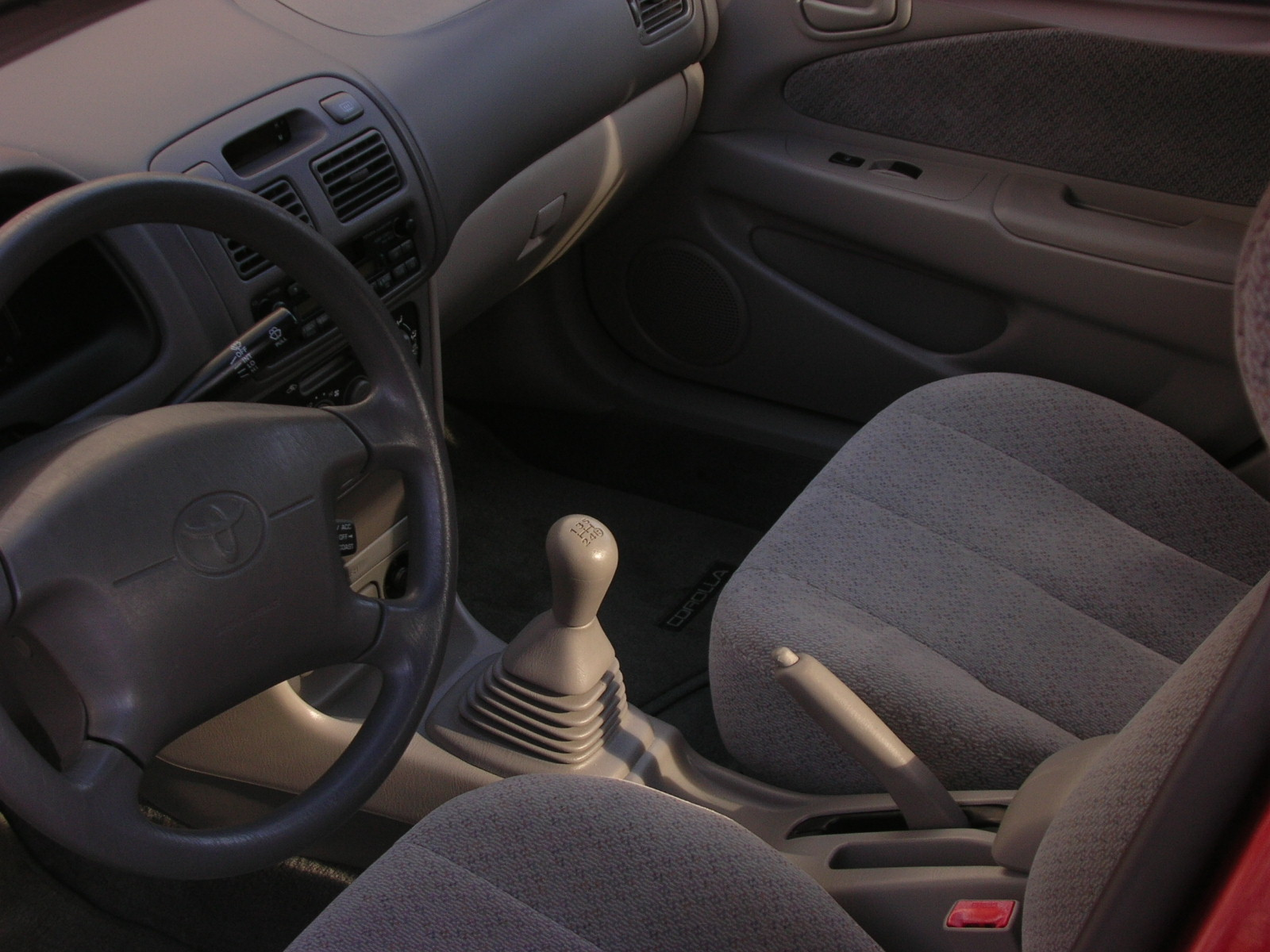
Toyota Corolla 8

В 1995 році дебютувало восьме покоління Toyota Corolla (індекс E110). Автомобіль не пропонував ніяких видатних технічних рішень. Модель була побудована на платформі попередньої Corolla E100, а більшу частину агрегатів становили майже ті ж двигуни і коробки передач, хоча дещо модернізовані модернізовані, які використовувалися ще в серії Е90. За рівнем оснащення особливих нововведень також не було.
Причиною тому була тривала рецесія японського ринку, коли в компанії Toyota змушені були максимально скорочувати витрати і використовувати вже існуючі технічні рішення. В цьому виявився і свій величезний плюс - консервативно налаштовані покупці вже знали, що їм пропонується по суті випробуваний часом, дуже надійний і практичний автомобіль. Не дивно, що Corolla E110 стала світовим хітом продажів. За назвою і опціями багато комплектацій майже повністю збігалися з тими, що пропонувалися для Королли E100. В дорогих комплектаціях можна було отримати на алюмінієві диски, електропакет, іммобілайзер, дві подушки безпеки, обробку салону «під дерево». Ряд невеликих змін в салоні сприяв більшій зручності: водійське сидіння з хорошою бічною підтримкою, більш інформативна панель приладів тощо.
Вперше для різних ринків пропонувалися оригінальні рішення по дизайну кузова, особливо його передньої і задньої частини. Однак на внутрішньому ринку автомобіль мав дещо консервативний вигляд, що перегукується з попереднім поколінням. В Японії на седан Toyota Corolla ставилися чотири різних двигуни. Це бензинові 1,3 л 4E-FE, 1,5 л 5A-FE, 1,6 л 4A-FE і дизельний 2,0 л 2C-III. На версію 1.6 GT ставився двадцатиклапанний двигун 4A-GE потужністю 165 к.с., правда, тільки в комплектації з автоматичною коробкою передач. Пропонувалася або 5-ступінчаста механічна коробка, або 3 або 4-ступінчаста АКПП. Особлива увага приділяється екологічності: зменшився витрата палива і кількість шкідливих викидів.
Схема підвіски залишилася колишньою - стійки McPherson спереду і напівзалежна підвіска з амортизаційними стійками ззаду. Поведінка автомобіля на дорозі теж практично не змінилося: він демонструє цілком прийнятну стійкість і надійну керованість. Динаміка когось може і розчарувати, але не варто забувати, що це класичний компактний сімейний седан. На внутрішньому ринку деякі моделі з бензиновим двигуном 4A-FE і дизелем 2C-III оснащувалися повним приводом (4WD FULLTIME).
За показниками пасивної безпеки автомобіль демонструє непогану підготовку і оснащений салоном підвищеної міцності з двома подушками безпеки, преднатяжителями ременів. Хороші результати підтверджені краш-тестом за методикою компанії NASVA (Японія) в 1995 році. А за результатами випробувань компанії EuroNCAP, яка встановлювала складніші вимоги, що пред'являються до нових автомобілів починаючи з жовтня 1998 року, Corolla показала задовільний результат, отримавши три зірки за безпеку, лише трохи не досягнувши чотирьох зірок.
Європейська модифікація дебютувала в 1997 році, від американської і японської модифікацій її відрізняли круглі чотири передні фари і змінена передня частина. Її збирали на заводах Toyota у Великій Британії та Туреччині.
У 1999 році Corolla для європейського ринку піддалася рестайлінгу, у бензинових двигунів з'явилася система регулювання фаз газорозподілу (VVT-i). Ззовні автомобіль можна відрізнити по нових більш овальних фарах і решітці радіатора.

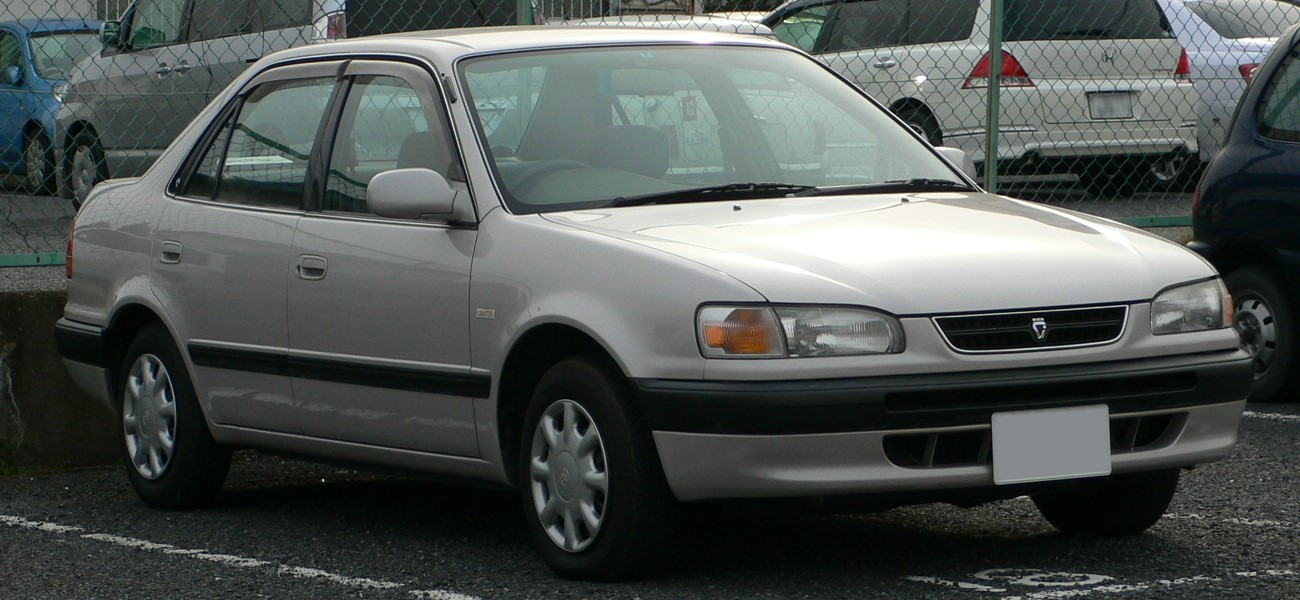
Toyota Corolla E110 седан (Японія) (1995-1997)
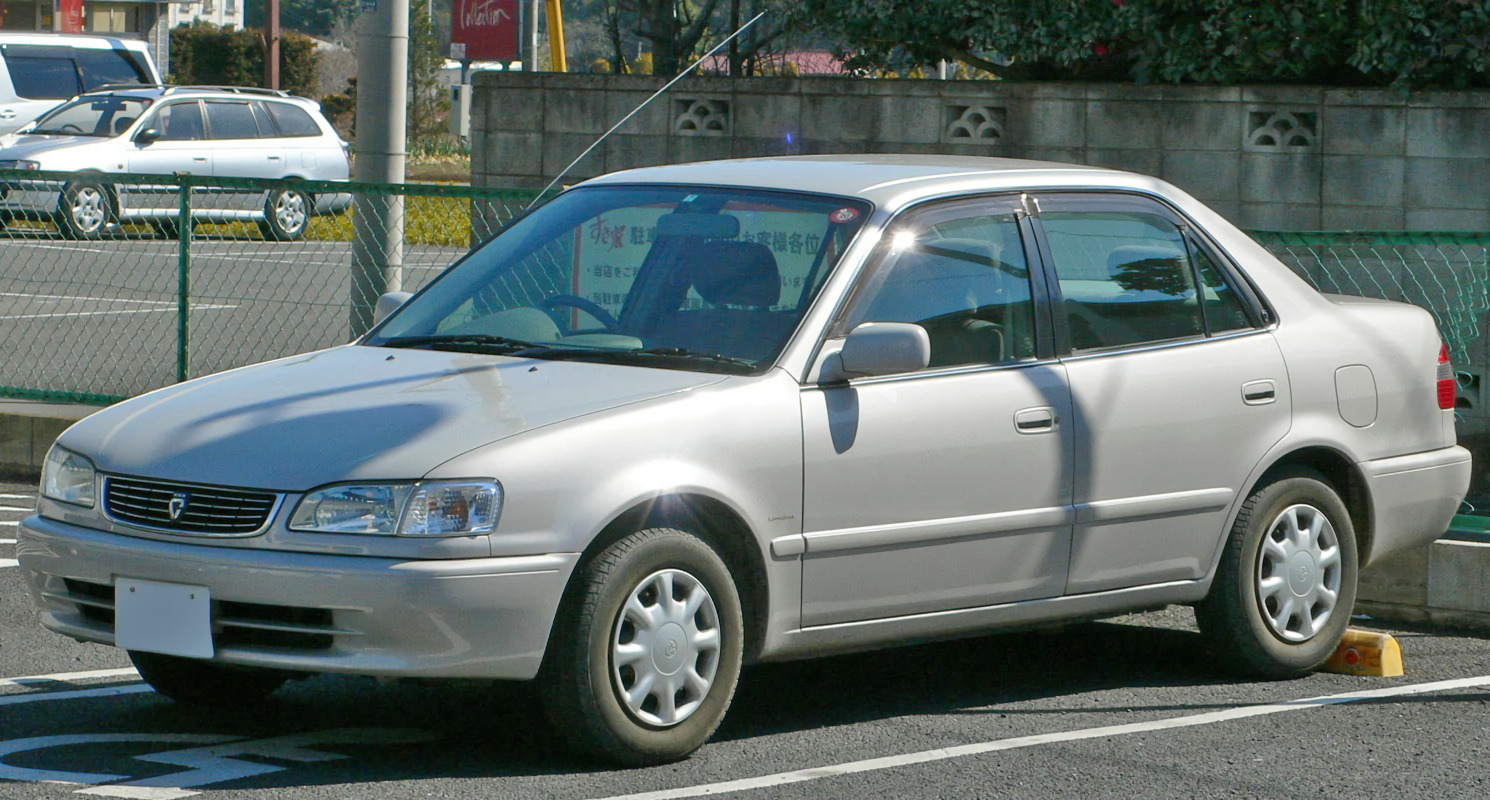
Toyota Corolla E110 седан (Японія) (1997-2000)
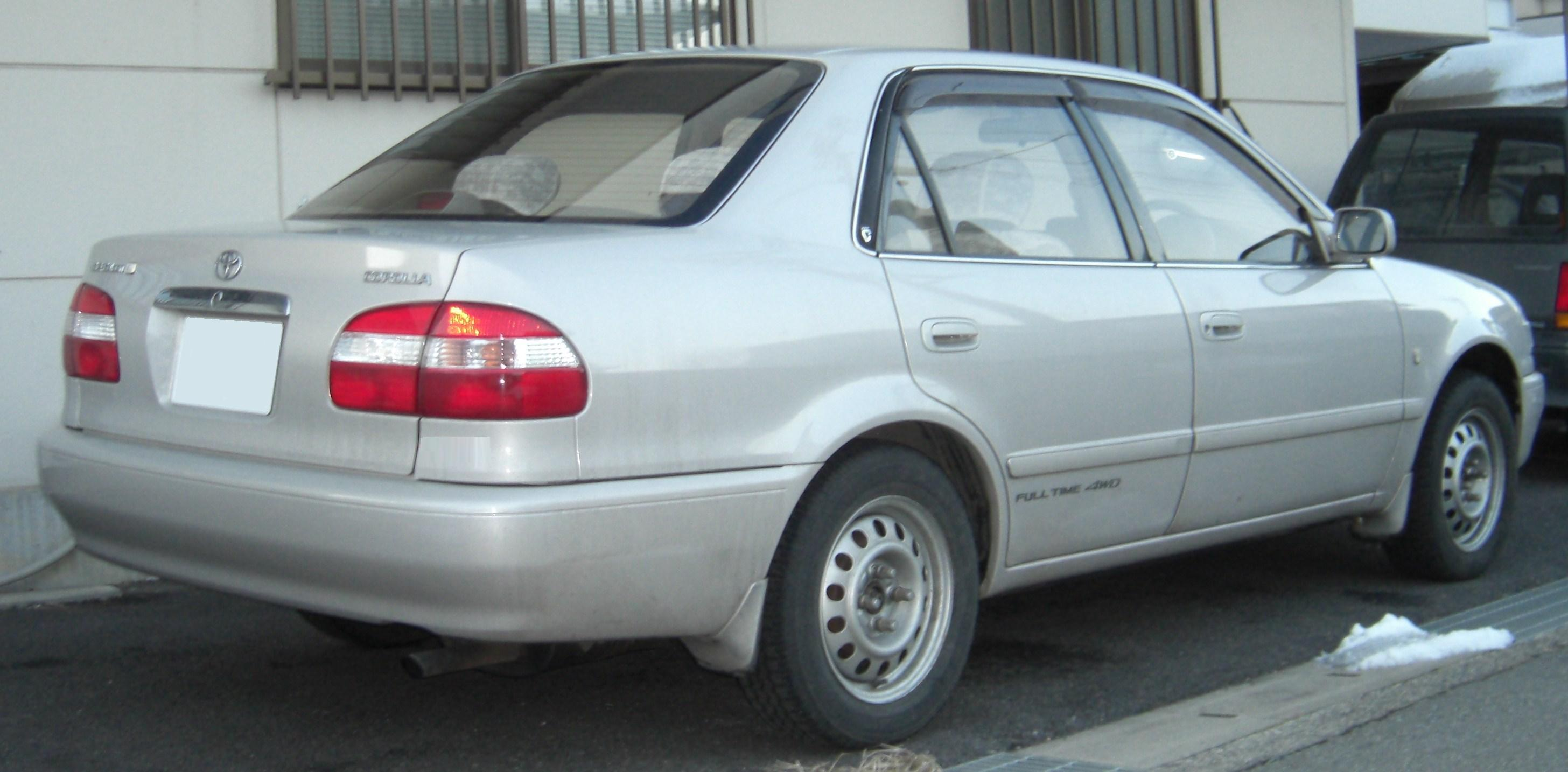
Toyota Corolla E110 седан (Японія) (1997-2000)
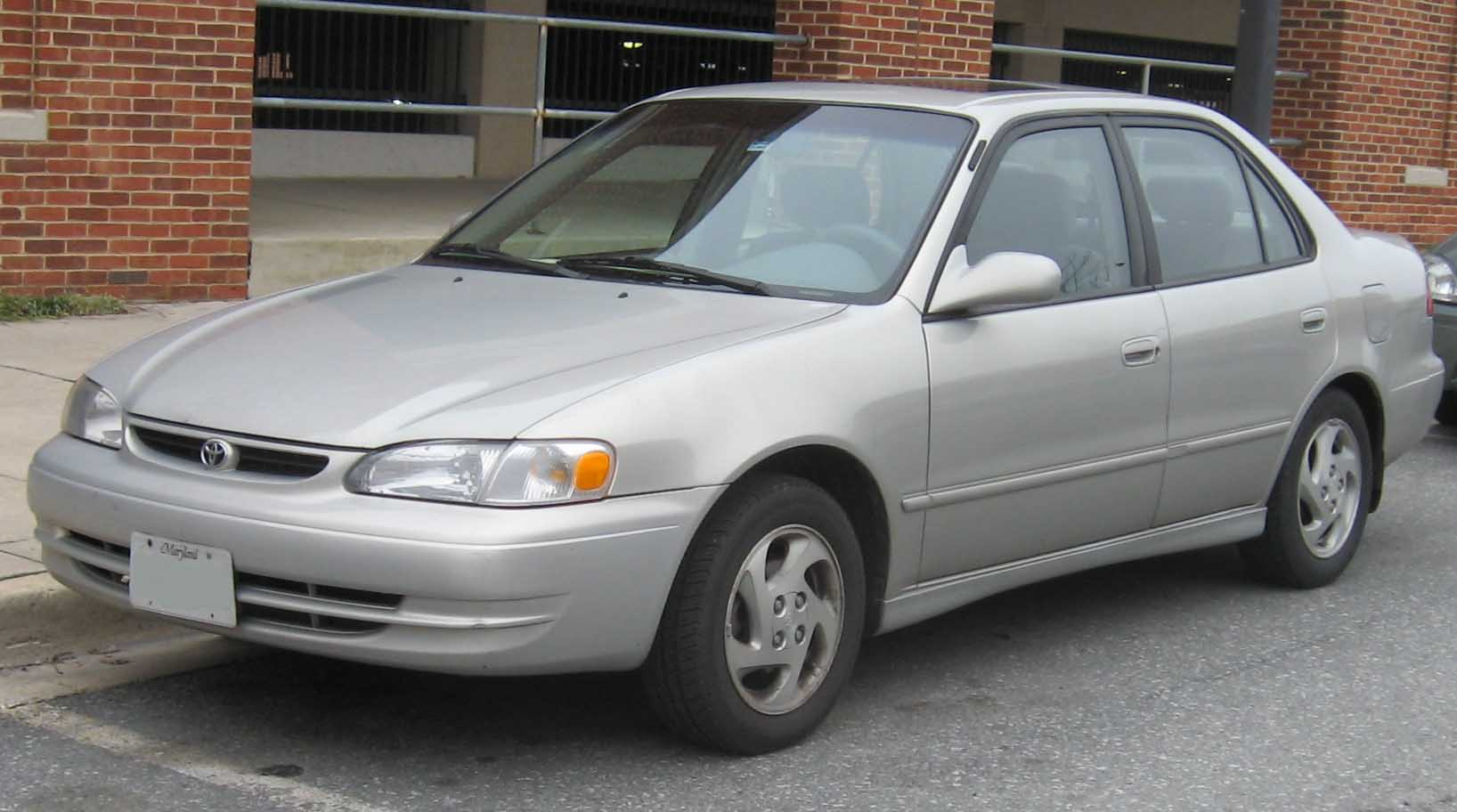
Toyota Corolla E110 седан (США) (1998-2000)
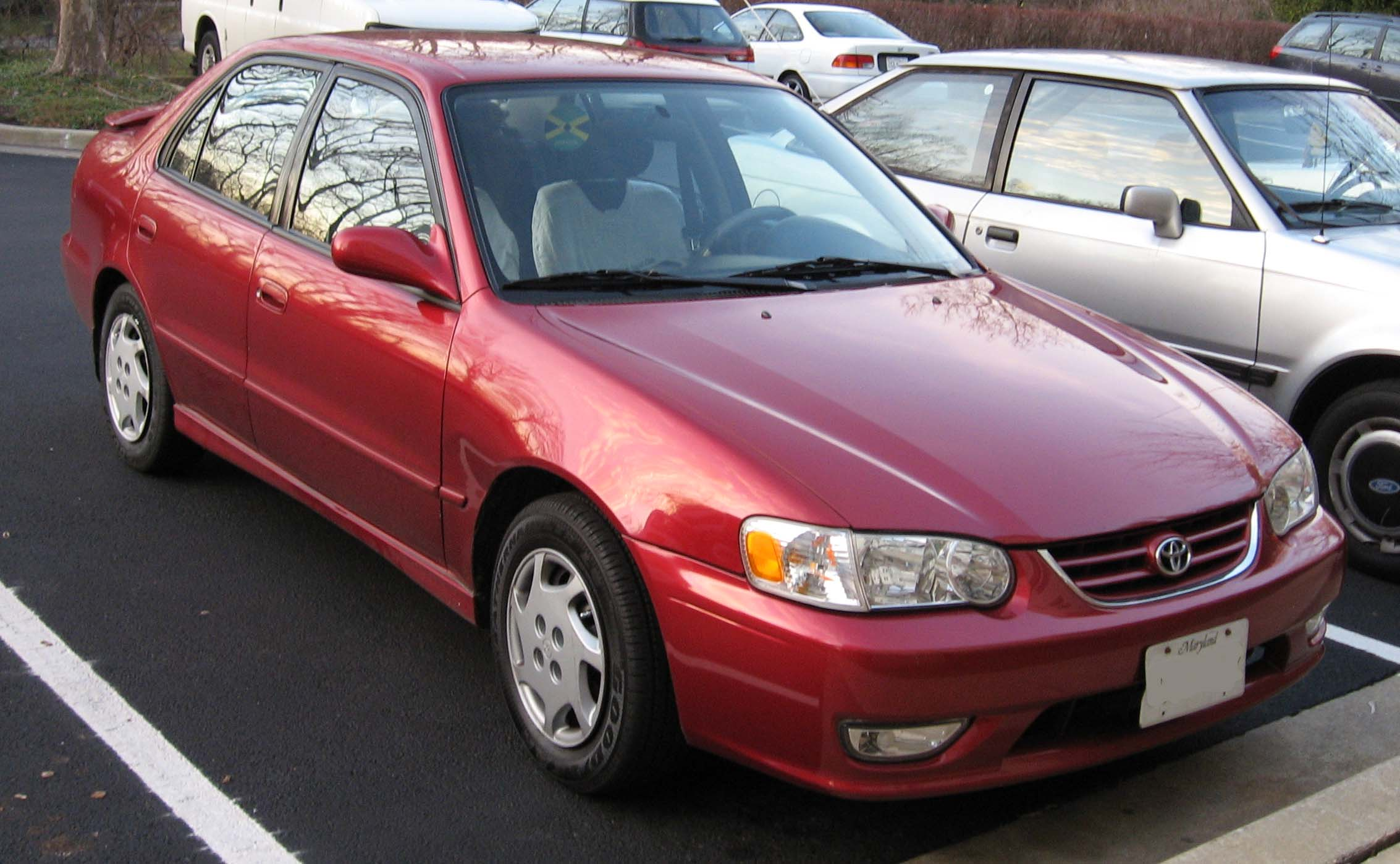
Toyota Corolla E110 седан (США) (2001-2002)
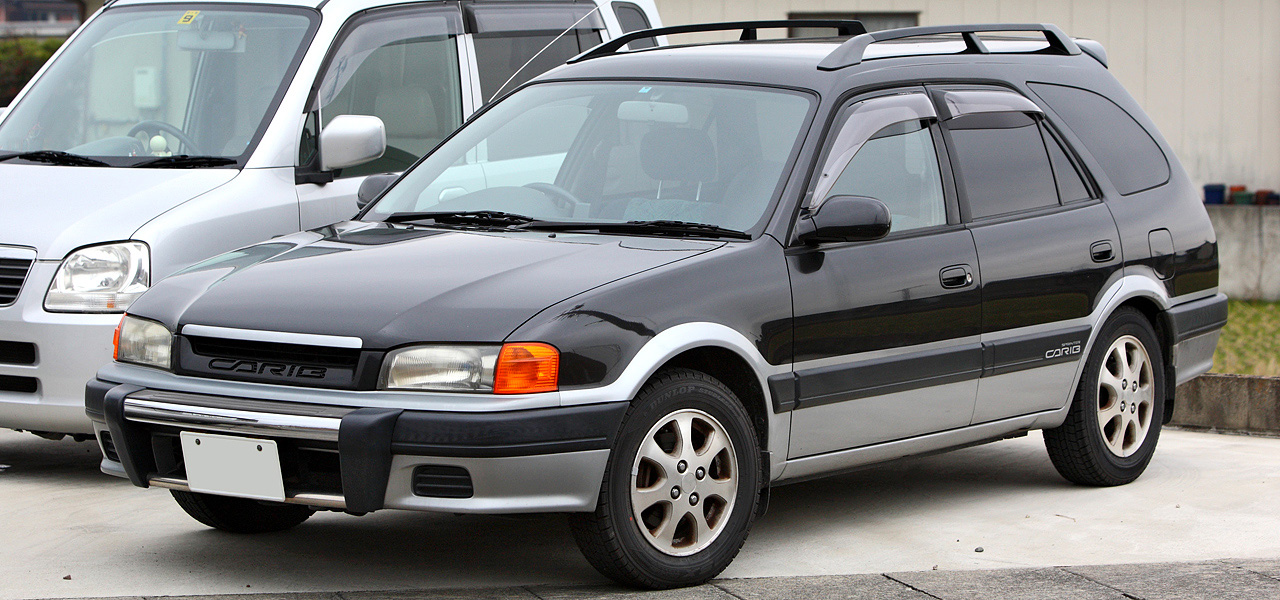
Toyota Sprinter Carib E110 універсал (Японія)
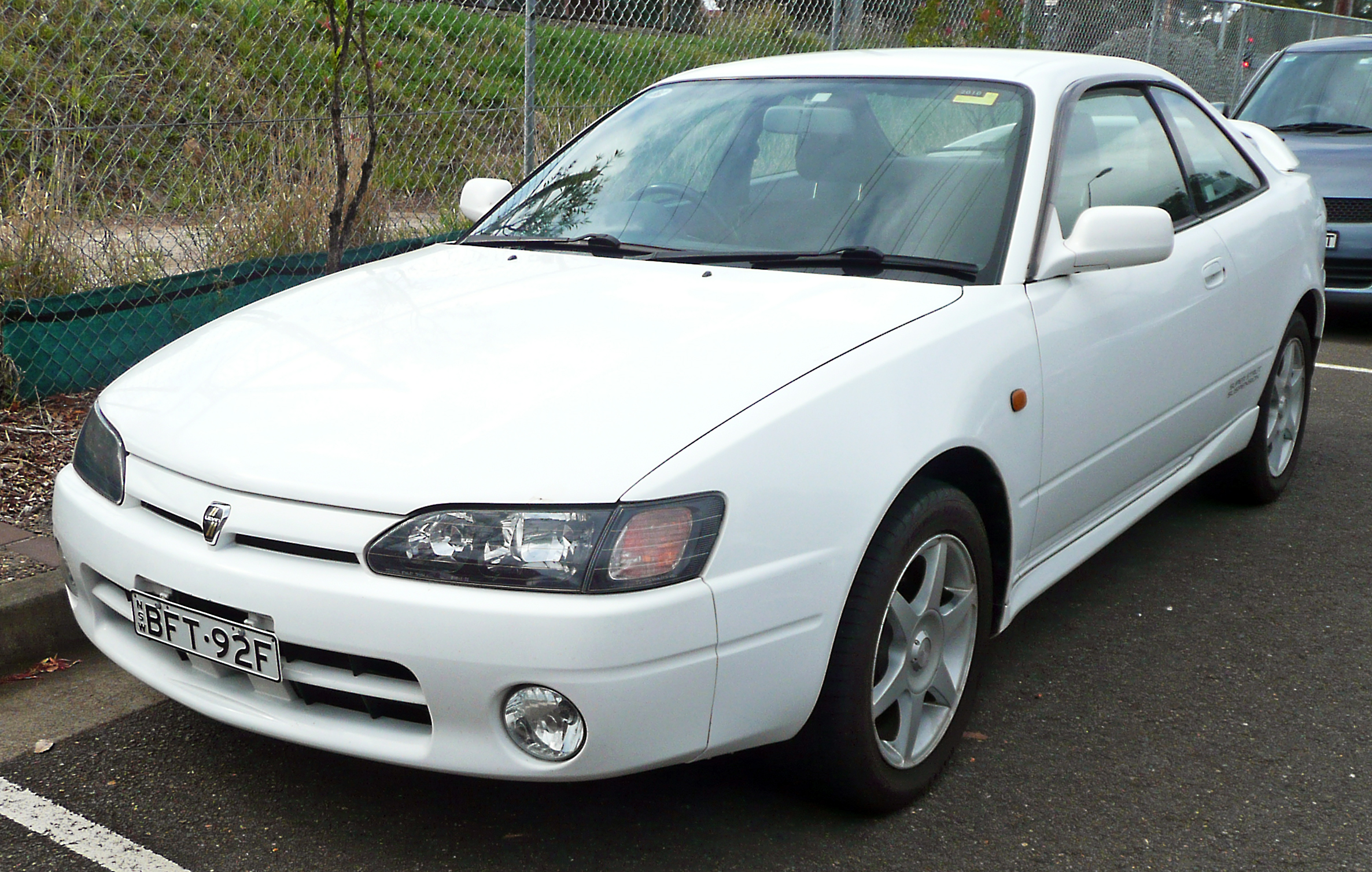
Toyota Corolla Levin купе (Японія)
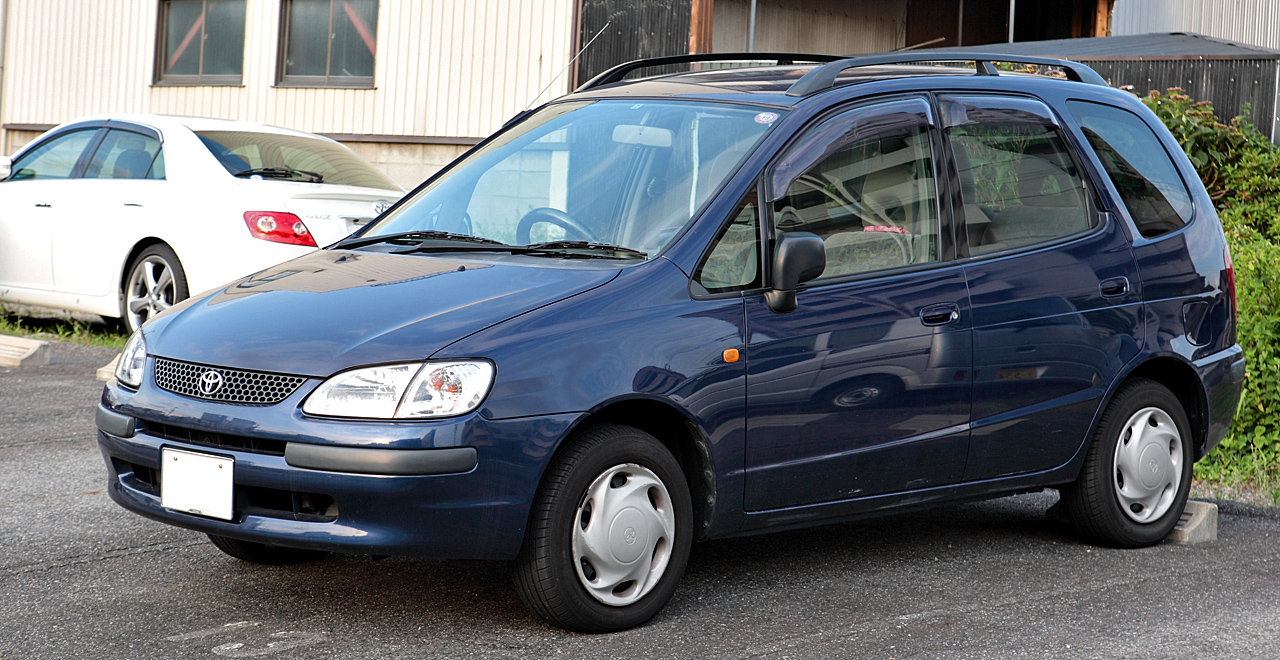
Toyota Corolla Spacio мінівен (Японія)

### Двигуни
Бензинові:
- 1,331 л 4E-FE Р4 (E110) 88 к.с.
- 1,398 л 4ZZ-FE Р4 95 к.с.
- 1,498 л 5A-FE Р4 100 к.с.
- 1,587 л 4A-GE Р4 165 к.с.
- 1,587 л 4A-FE Р4 115 к.с.
- 1,762 л 7A-FE Р4 (AE112/115) 120 к.с.

Дизельні:
- 1,974 л 2C-III Р4 73 к.с.
- 2,184 л 3C-E Р4 79 к.с.

### Toyota Corolla WRC

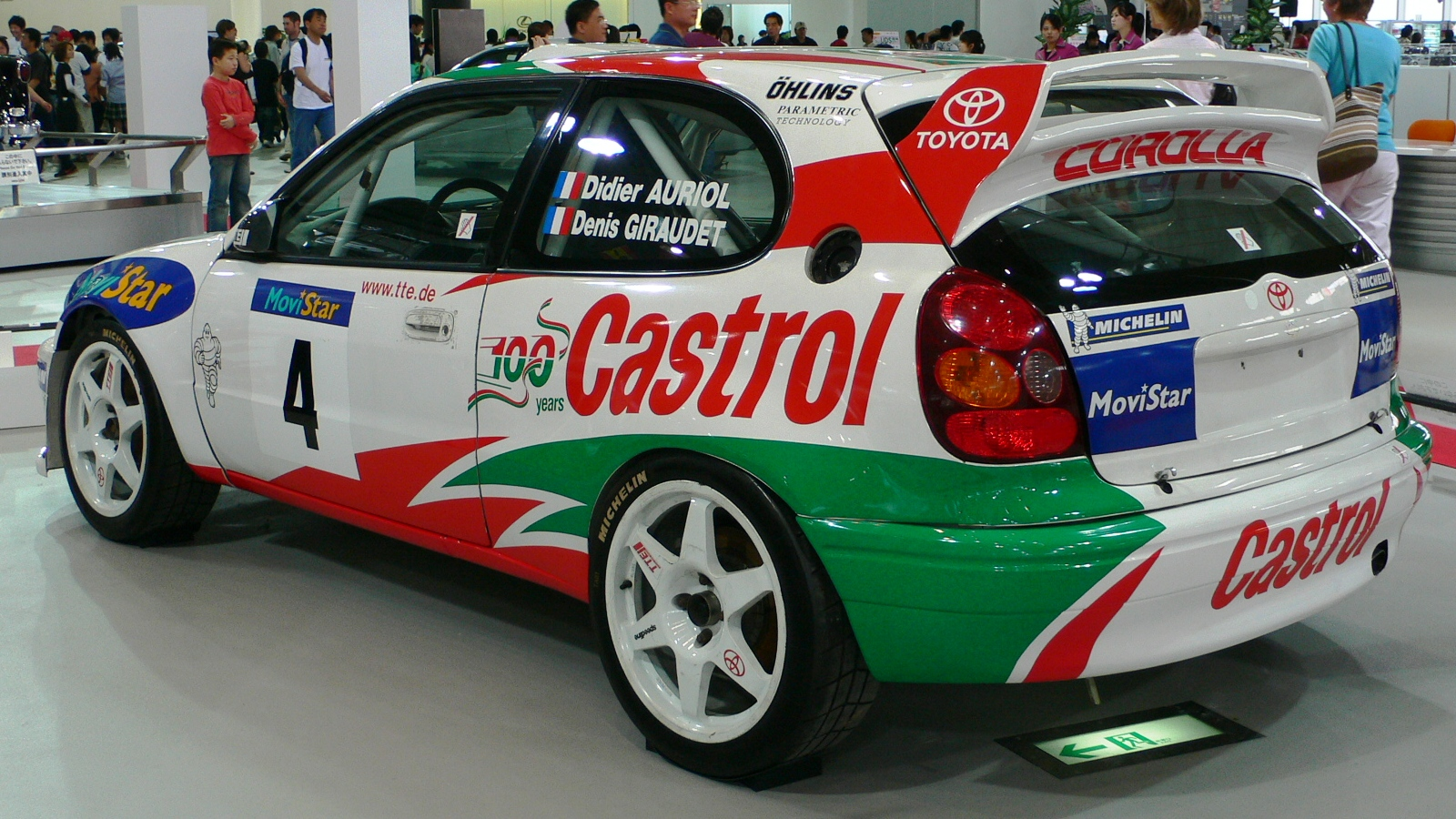
Toyota Corolla WRC

Toyota Corolla WRC (World Rally Car(англ.)) є спеціальною моделлю підготовленою для ралі на основі європейського 3-дверного хетчбека Toyota Corolla E110, яка комплектувалась двигуном 3S-GTE потужністю 300 к.с. і системою 4WD від Toyota Celica GT-Four.
Модель була представлена в липні 1997 року, і дебютувала у Ралі Фінляндії 1997.  За кермом автомобіля виступали Дідьє Оріоль (Чемпіон світу з ралі 1994 року), і Маркус Гронхольм.
У сезоні WRC 1998 року до команди Toyota Team Europe приєднався дворазовий чемпіон світу з ралі Карлос Сайнс, який виграв в 1998 році Ралі Монте-Карло. Це була перша перемога Corolla WRC. Дідьє Оріоль виграв в 1999 році ралі Китаю, і "Тойота" виграла в 1999 році кубок конструкторів.

## Toyota Corolla E12 (2000-2006)

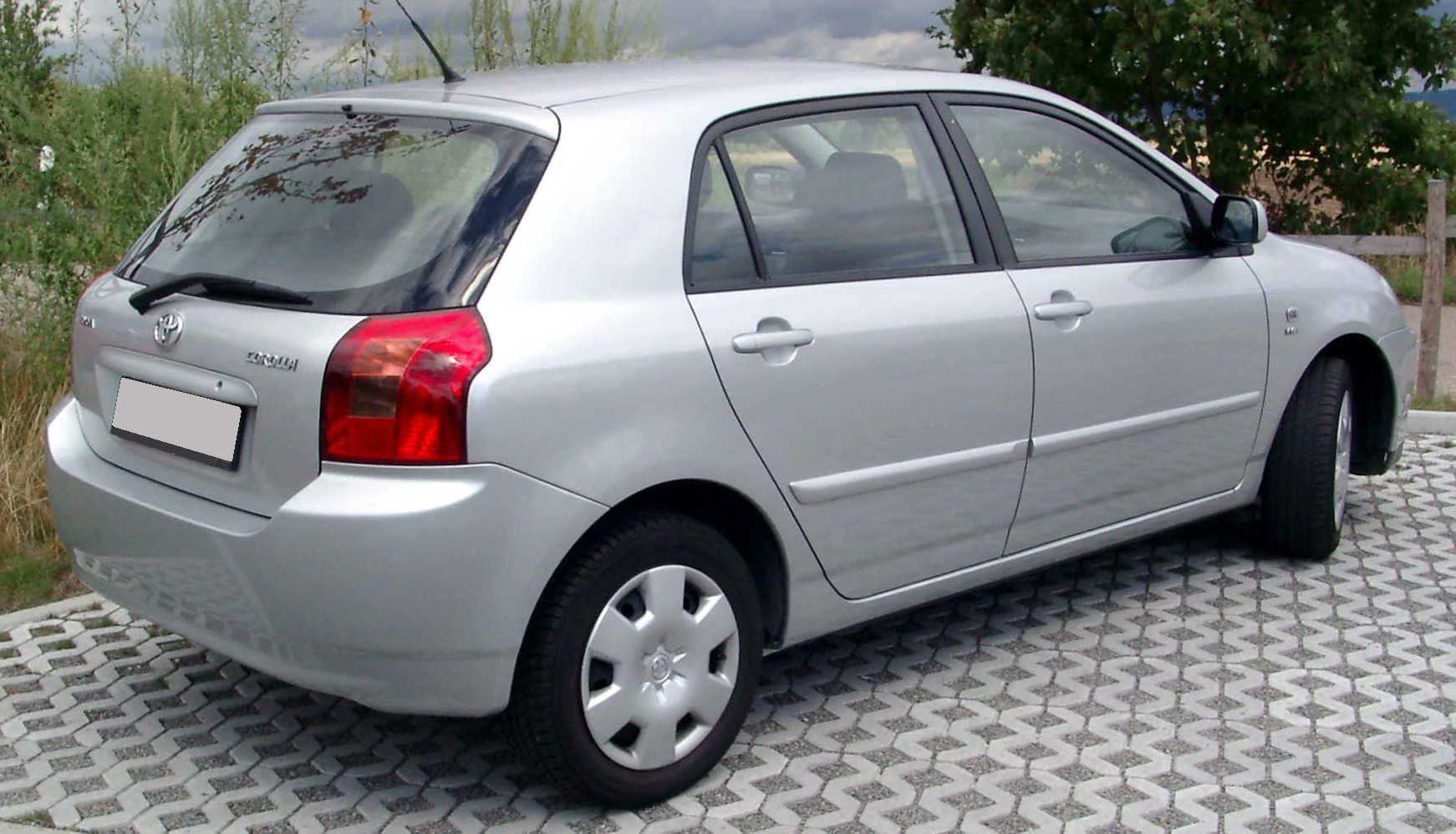
Toyota Corolla Compact E120 5дв. хетчбек

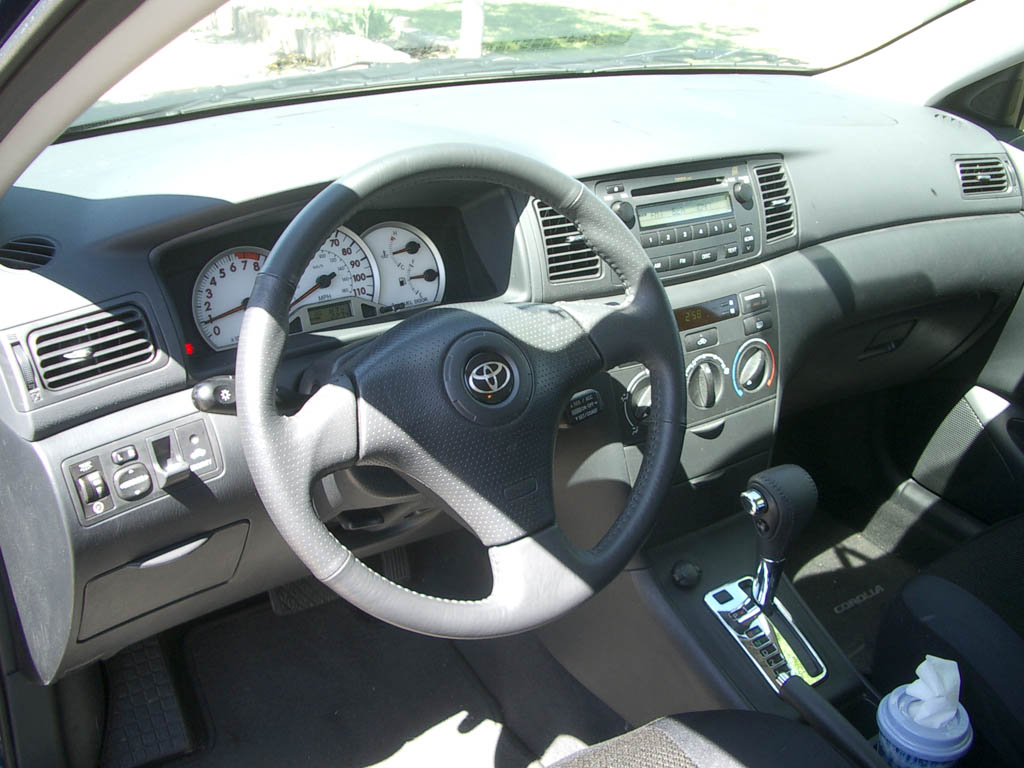

В 2000 році в Японії дебютувала Toyota Corolla дев'ятого покоління (E120) в кузові седан. Абсолютно новий автомобіль, побудований на укороченій платформі моделі Toyota Vista 5 для японського ринку.
В Європі автомобіль дебютував в 2001 році. Трьох-і п'ятидверний хетчбеки отримали максимально уніфіковані кузова, а їх виробництво було налагоджено в Англії. Седани та універсали вироблялися в Туреччині і відрізнялися трохи іншим оформленням передка - аналогічному японській версії.
В 2002 році в США представили модель в кузові седан для місцевого ринку зі зміненою в порівнянні з європейськими моделями передньою частиною.
У базовий список оснащення нової моделі входять кондиціонер, електропривід бічних дзеркал, вертикальна регулювання керма, електричні склопідйомники, ABS і дві подушки безпеки. Рестайлінг 2002 року внесла невеликі зміни в дизайн і інтер'єр. З цього ж часу на внутрішньому ринку навіть найпростіші модифікації на "механіці" і з базовим 1,3-літровим двигуном передбачали випуск лімітованих версій, за рівнем оснащення наближених до топовим комплектації, і оснащувалися електроприводом і електропідігрівом водійського сидіння, CD-плеєр, навігаційної системою, кольоровим багатофункціональним дисплеєм і т.д. Для всіх комплектацій було передбачено два типи трансмісії: 5-ступінчаста механіка (за винятком 1,8) і 4-ступінчастий автомат.
Як і попередні покоління, автомобіль пропонувався з досить широкою гамою двигунів. Це мотори нового покоління: три бензинових (4DOHC) - 2NZ-FE (88 к.с.), 1NZ-FE (110 к.с.), 1ZZ-FE (136 к.с.) з об'ємом відповідно 1,3 л, 1,5 л і 1,8 л; а також атмосферний 2,2-літровий дизель 3C-E потужністю 79 к.с. Для європейського ринку пропонувалися інші двигуни, в тому числі дизельні двигуни сімейства D-4D, що отримали систему common-rail і турбонадув. Головна відмінність бензинових моторів від силових агрегатів попереднього покоління - більш надійний ланцюговий привід газорозподільного механізму. Значну увагу було приділено економічності, екологічності моторів, перспективам їх подальшої модернізації, покращилися тягові характеристики на низах і крутний момент, знизилася маса двигунів, завдяки чому зросла питома потужність. Однак є й недоліки: мала ремонтопридатність, підвищені вимоги до якості масла і палива.
Заслуговує приємних слів підвіска Toyota Corolla E120, яка, як і раніше, забезпечує оптимальне поєднання керованості і комфорту. При цьому вона демонструє дивовижну життєстійкість навіть в умовах поганих доріг; в плюси можна занести простоту обслуговування і доступність запчастин. У поєднанні з повним приводом (1,5 л і 1,8 л з АКПП), автомобіль дозволить водієві відчувати себе більш впевнено в несприятливих погодних умовах. Можна відзначити характерну для «Тойоти» м'якість гальмівної системи, яка робить гальмування зрозумілим і безпечним. У порівнянні з попереднім поколінням практично незмінним залишився радіус розвороту, параметр настільки важливий в міських умовах.
У плані безпеки Toyota Corolla серії E120 пропонує стандартний набір: подушки безпеки для водія і переднього пасажира (в максимальних комплектаціях з 2002 року - бічні подушки і шторки безпеки), преднатяжители передніх ременів безпеки, обмежувачі навантажень, інерційні замки і кріплення ISOFIX. Дане покоління, представлене різними типами кузовів, неодноразово відчувалося в серії краш-тестів компаній NASVA (Японія) і EuroNCAP. Отримані результати випробувань суворо укладаються в діапазон між 4-ю та 5-ю зірками. Єдиний зазначений недолік, багато в чому обумовлений дизайном передньої частини, - недостатня безпека при наїзді на пішоходів.
На вершину гами для ринку європи встала модифікація Corolla T-Sport з 192-сильним двигуном об'ємом 1,8 л, оснащеним системою зміни ходу клапанів (VVTL-i).

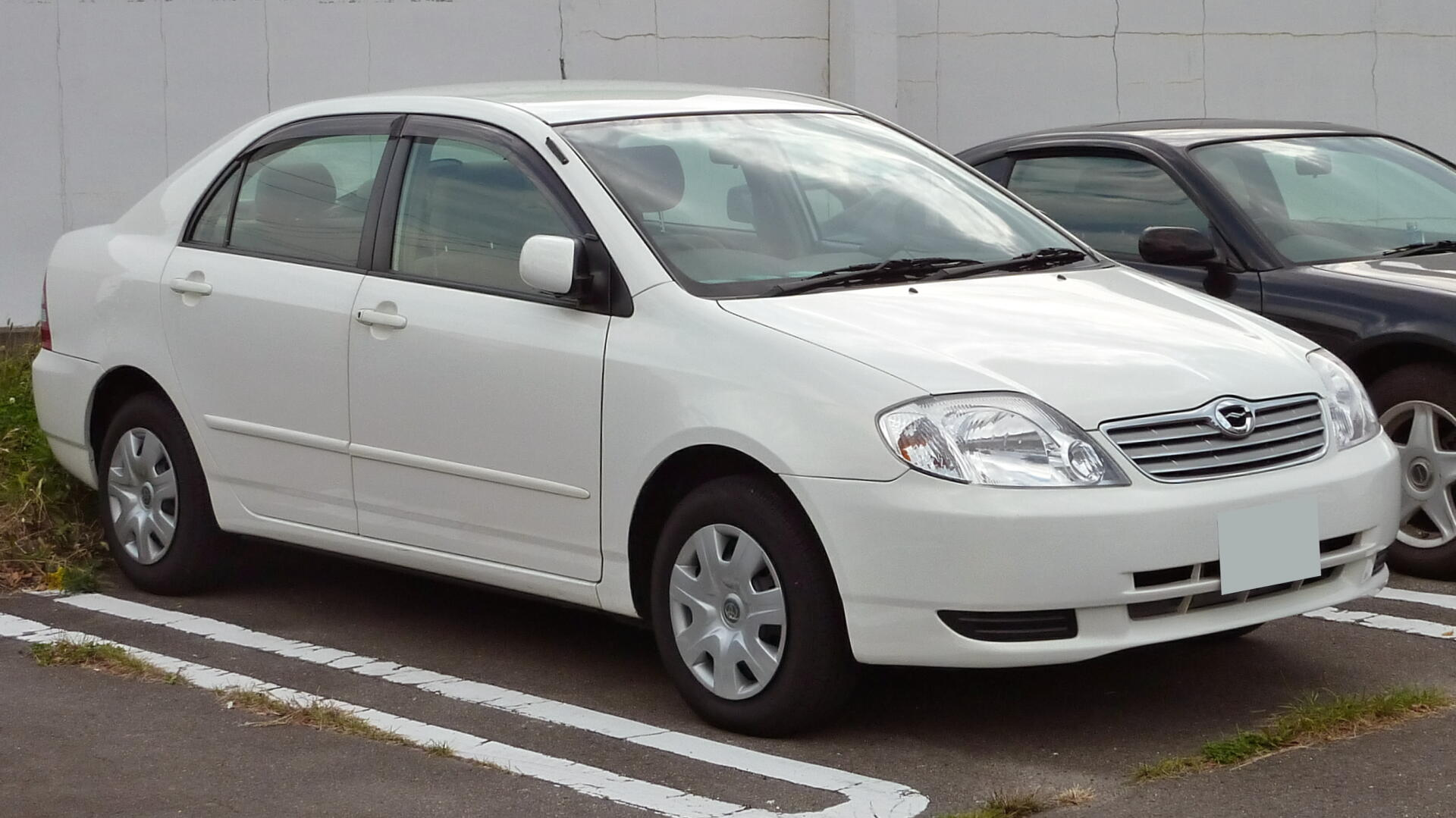
Toyota Corolla E120 седан (Європа, Японія)
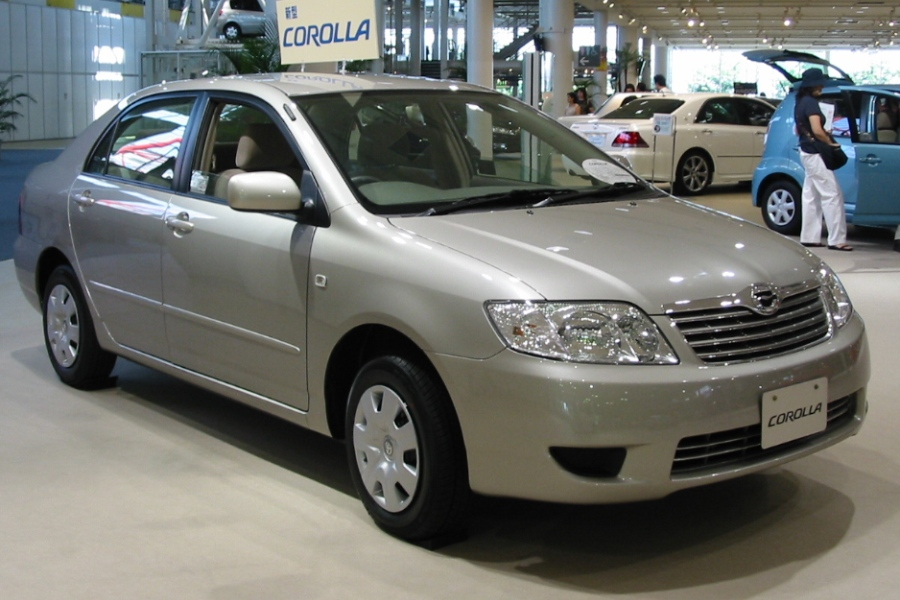
Toyota Corolla E120 седан фейсліфт (Європа, Японія)
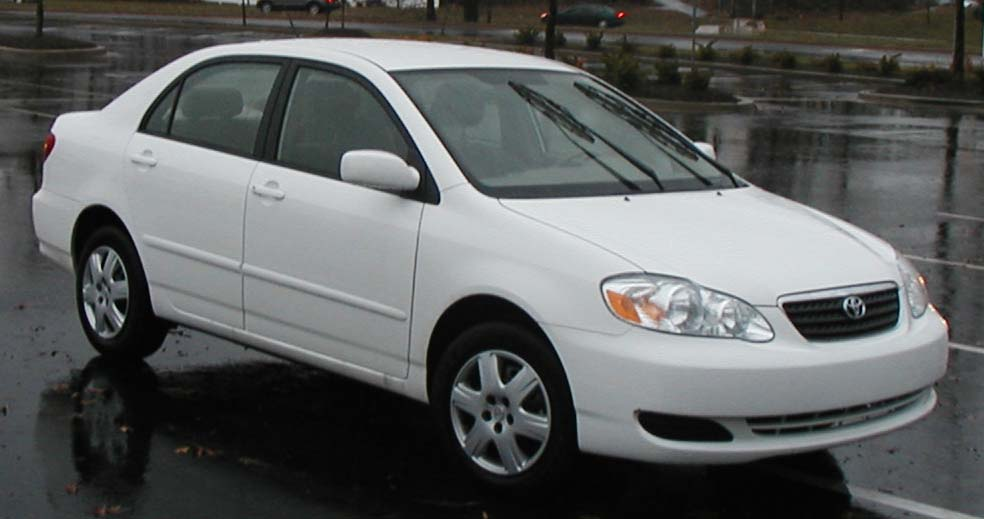
Toyota Corolla E120 седан (США)
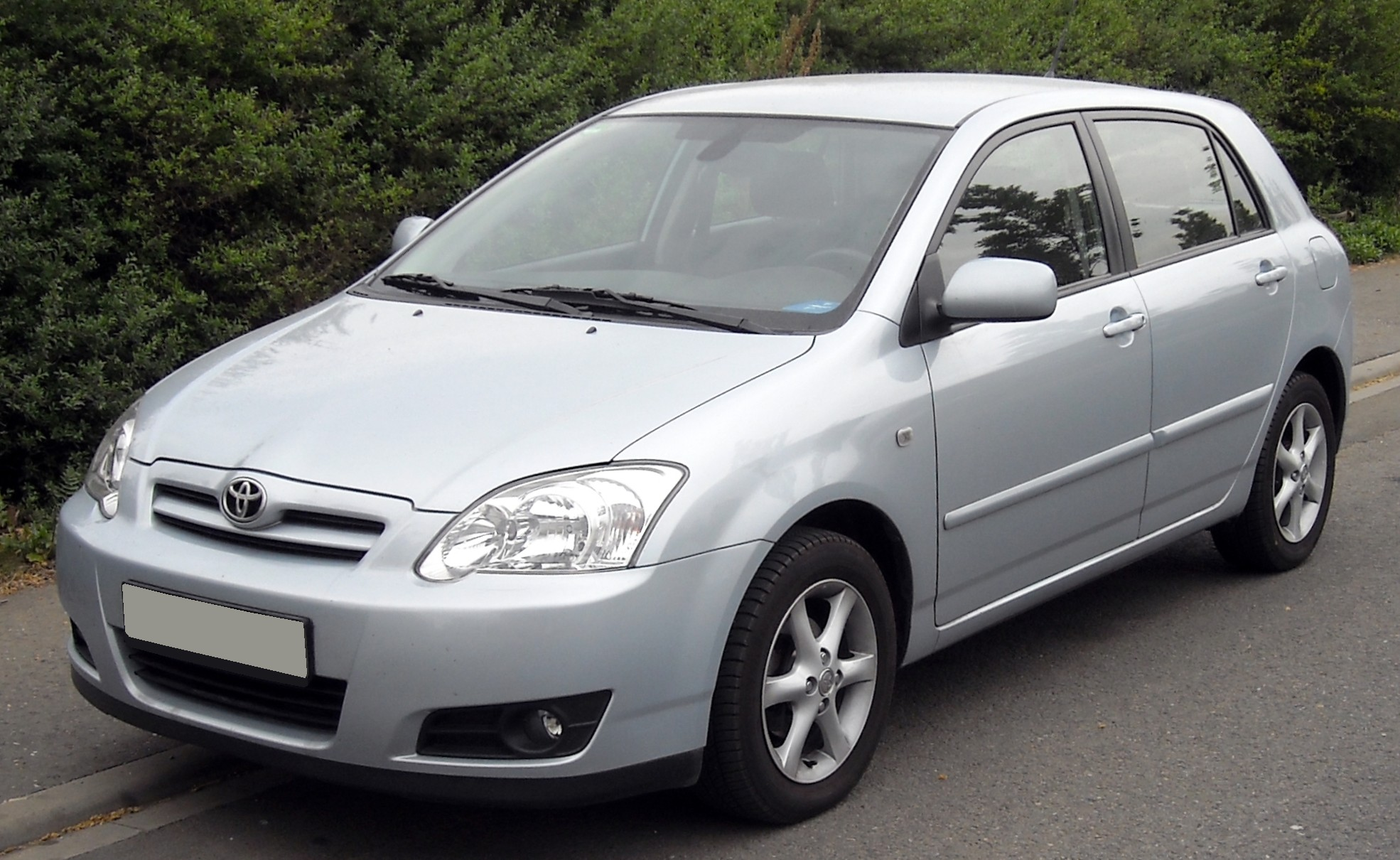
Toyota Corolla Compact E120 5дв. хетчбек фейсліфт
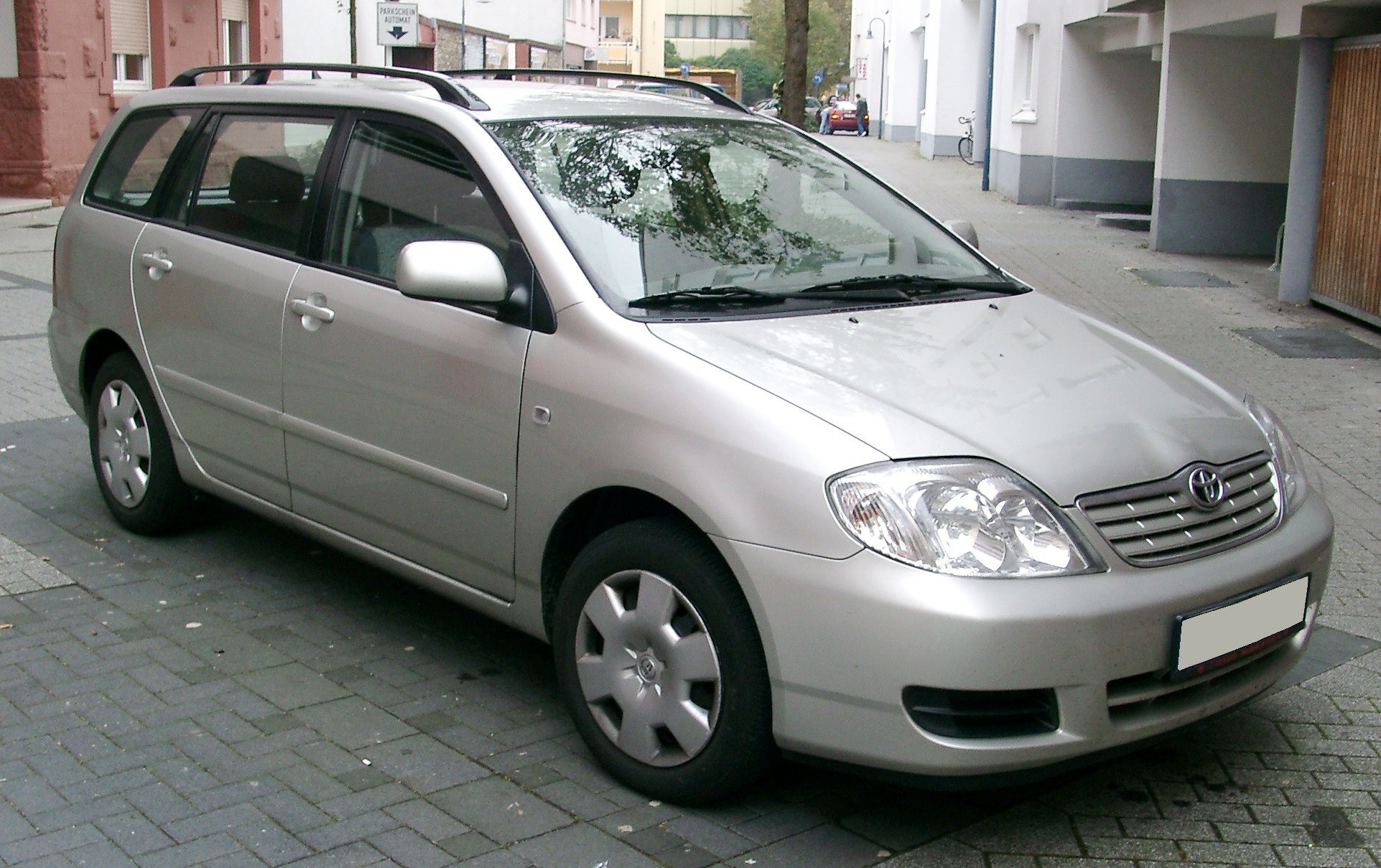
Toyota Corolla E120 універсал
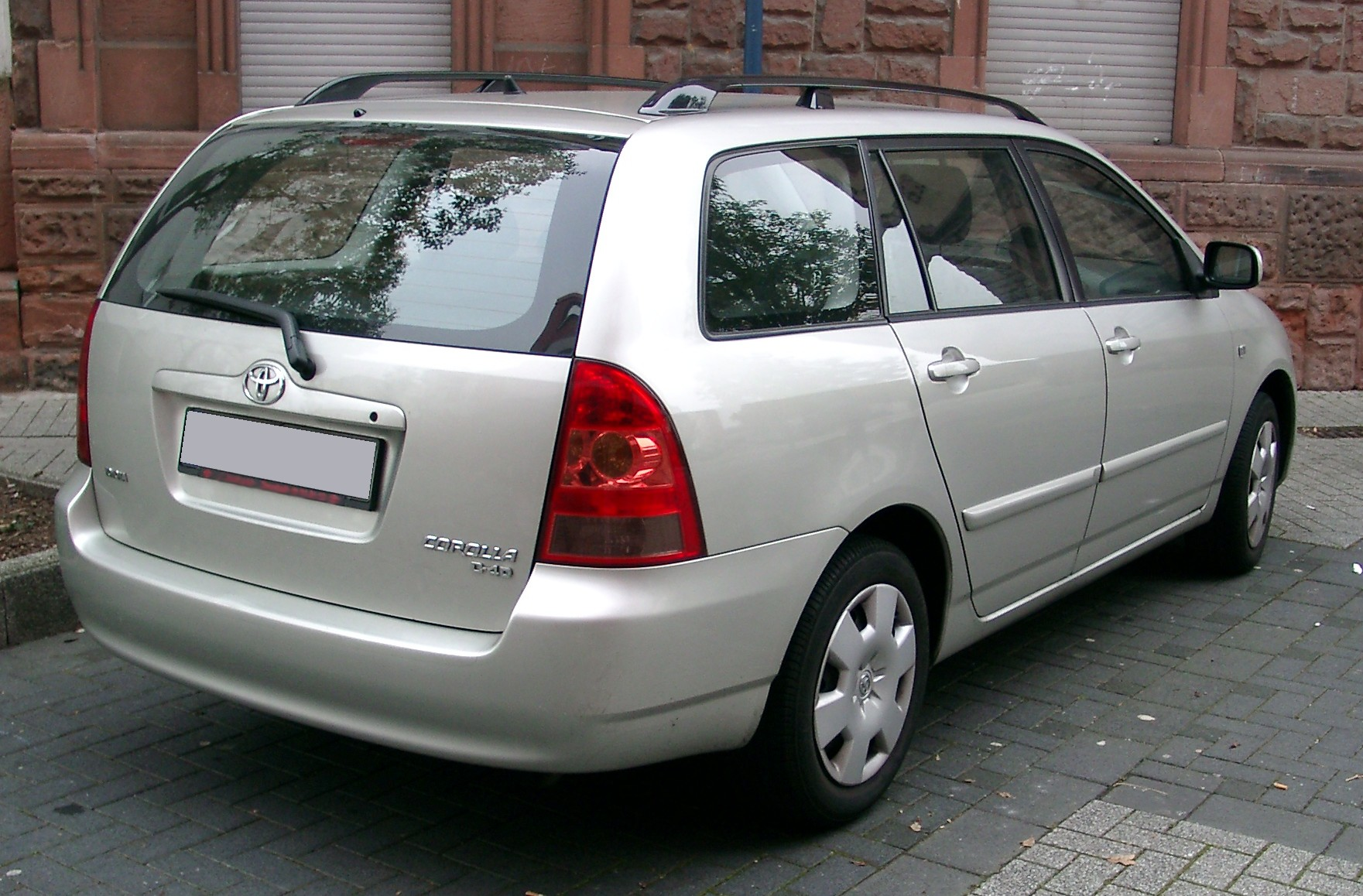
Toyota Corolla E120 універсал
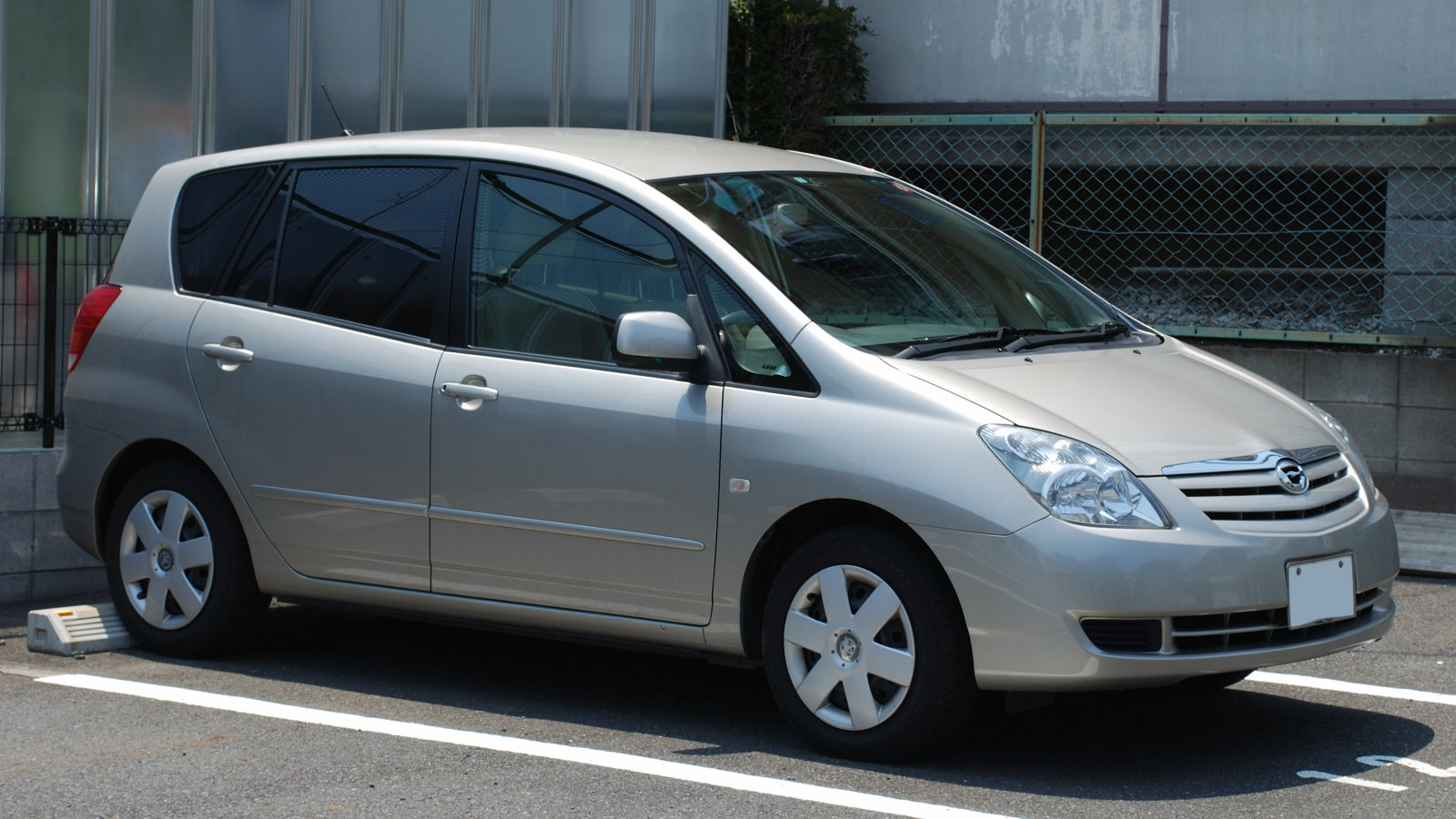
Toyota Corolla Verso мінівен

### Двигуни
| Бензинові                  | Бензинові   | Бензинові | Бензинові | Бензинові         | Бензинові        |
| Модель                     | Тип двигуна | Об'єм     | Циліндри  | Потужність        | Роки виробництва |
| -------------------------- | ----------- | --------- | --------- | ----------------- | ---------------- |
| 1.4 VVT-i                  | (4ZZ-FE)    | 1398 см³  | 4         | 71 kW (97 к.с.)   | 11.2001–02.2007  |
| 1.6 VVT-i                  | (3ZZ-FE)    | 1598 см³  | 4         | 81 kW (110 к.с.)  | 11.2001–02.2007  |
| 1.8 TS (VVTL-i)            | (2ZZ-GE)    | 1796 см³  | 4         | 141 kW (192 к.с.) | 04.2002–07.2005  |
| 1.8 TS VVTL-i (Kompressor) | (2ZZ-GE)    | 1796 см³  | 4         | 165 kW (224 к.с.) | 08.2005–12.2006  |
| Дизельні                   |             |           |           |                   |                  |
| 1.4 D-4D                   | (1ND-TV)    | 1364 см³  | 4         | 66 kW (90 к.с.)   | 07.2004–02.2007  |
| 2.0 D-4D                   | (1CD-FTV)   | 1995 см³  | 4         | 66 kW (90 к.с.)   | 11.2001–06.2004  |
| 2.0 D-4D                   | (1CD-FTV)   | 1995 см³  | 4         | 81 kW (110 к.с.)  | 11.2001–04.2003  |
| 2.0 D-4D                   | (1CD-FTV)   | 1995 см³  | 4         | 85 kW (116 к.с.)  | 05.2003–02.2007  |

## Десяте покоління (E140, E150; 2006—2012)

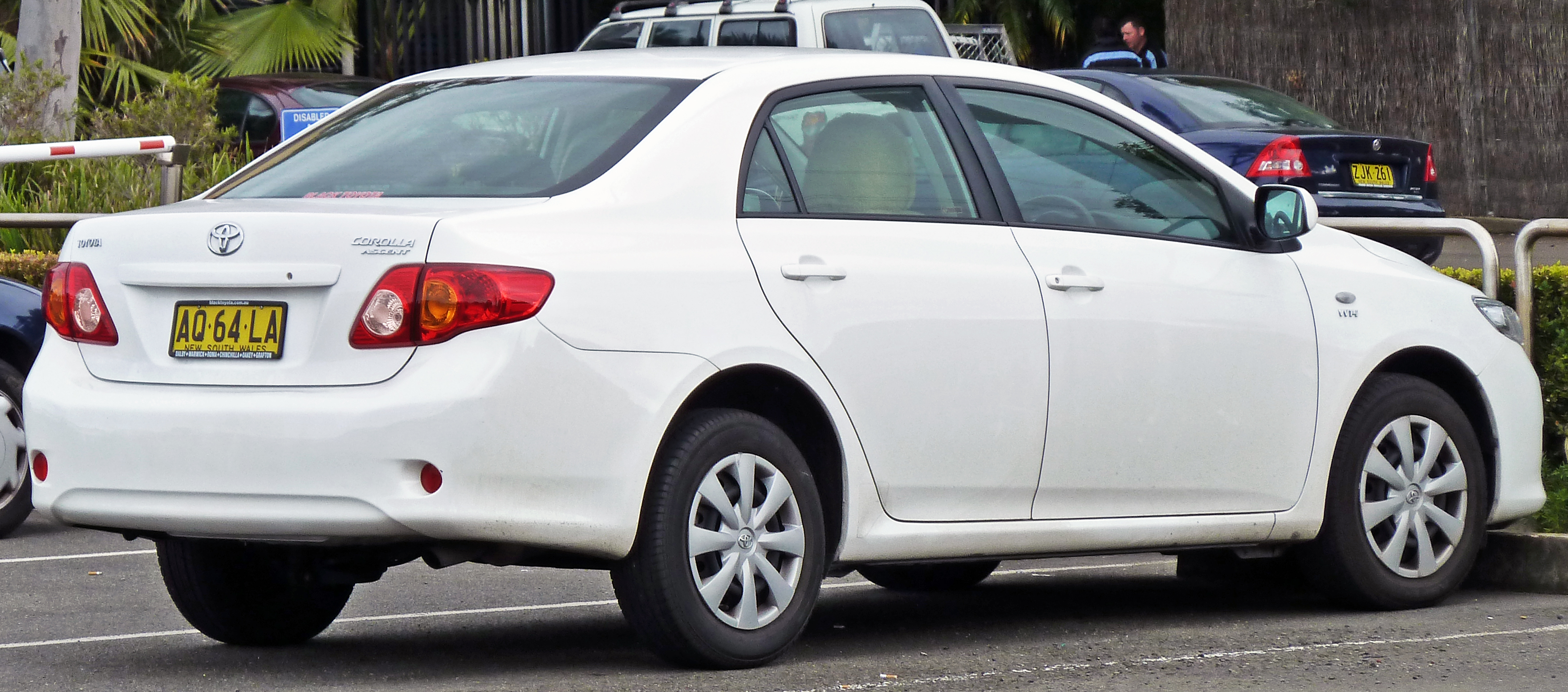
Toyota Corolla E140 седан (2007—2010)

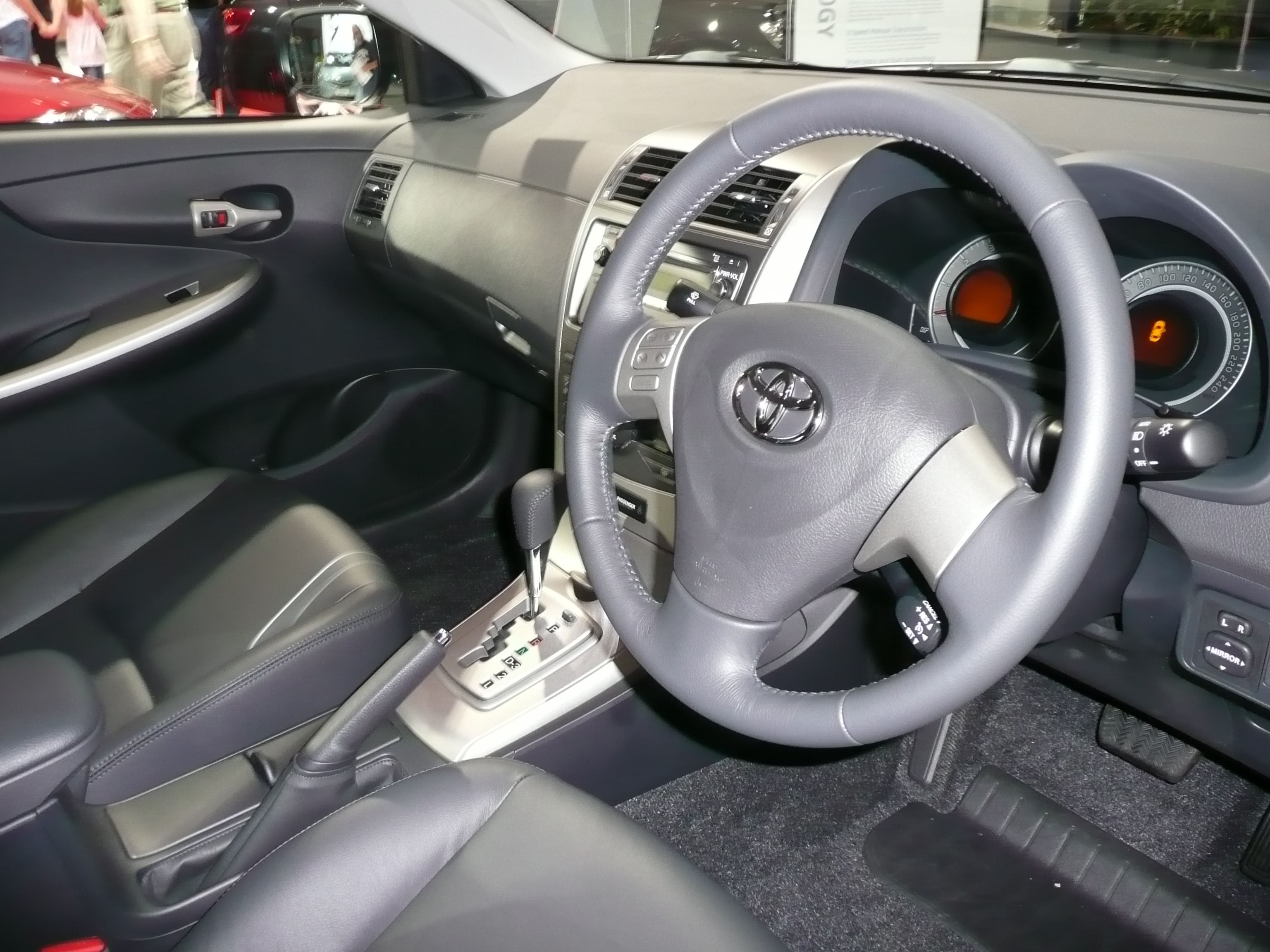

Дебют Королли десятого покоління відбувся в Японії 10 жовтня 2006 року. На внутрішньому ринку новинка була представлена з двома типами кузовів (седан Corolla Axio і універсал Corolla Fielder), дизайн яких помітно відрізняється від «всесвітньої» версії. Універсал виробляють виключно для японців.
Європейський дебют десятого покоління Toyota Corolla відбувся в 2007 році. При цьому відбулося брендовий поділ сімейства: оригінальна назва залишилося за седаном, а для хетчбека придумано власне ім'я — Toyota Auris. У порівнянні з попереднім поколінням «ювілейна» Corolla стала більш солідною і стильною, а завдяки деяким деталям, візуально наближає модель до більш дорогим седанам, автомобіль навіть здається більшим, ніж насправді.
Схема підвіски залишилася такою ж, як у минулої Королли, — стійки McPherson спереду і напівзалежна балка ззаду.
У список стандартного устаткування базової комплектації «Комфорт» входять кондиціонер, передні електросклопідйомники, омивачі фар в передньому бампері, підігрів передніх сидінь, зовнішні дзеркала з підігрівом і електроприводом, центральний замок, іммобілайзер і CD-магнітола з можливістю читання mp3-файлів. На сходинку вище — комплектація «Елеганс». У цій версії до вищепереліченого можна додати склопідйомники задніх дверей, автоматичний клімат-контроль, додаткові два динаміка магнітоли, шкіряне кермове колесо, оснащене клавішами управління аудіосистемою і передні протитуманні фари. Найбагатша комплектація «Престиж» хоч і не перетворює Corolla в преміум-клас, але все ж доводить оснащення до дуже високого рівня: тут є датчик світла, датчик дощу, електрохромноє дзеркало заднього виду, круїз-контроль, кнопка пуску двигуна, литі колісні диски.
Для машин доступні два двигуни: базовий об'ємом 1,33 літра і потужністю 101 к.с., а також 1,6-літровий 124-сильний силовий агрегат, який може працювати як з 6-ступінчастою механічною, так і з автоматичною коробкою передач. Окремі версії Toyota Corolla оснащувалися мультимодальной трансмісією (ММТ) — або, простіше кажучи, «роботизованою» КПП. На відміну від звичайної механічної коробки, вибір передач і робота зчеплення відбувається автоматично. Однак часті претензії до поведінки «робота» змусили відмовитися від нього на користь більш звичною і надійною 4-ступінчастою АКПП. Слід відзначити непогану економічність Toyota Corolla. Наприклад, з двигуном 1,3 і на «механіці» витрата по місту становить 5,8 літра на «сотню», за містом — 4,9. З мотором 1,6 і теж на «механіці» — 6,9 і 5,8 літрів відповідно. Навіть з автоматичною коробкою передач цей показник становить прийнятні 7,2 і 6 літрів на 100 км.
У 2010 році всесвітню версію Toyota Corolla модернізували, змінивши бампери, решітку радіатора, фари і силові агрегати.

### Двигуни
- 1.3 л I4 2NZ-FE
- 1.4 л I4 4ZZ-FE
- 1.5 л I4 1NZ-FE
- 1.6 л I4 3ZZ-FE
- 1.6 л I4 1ZR-FE
- 1.8 л I4 1ZZ-FE
- 1.8 л I4 2ZR-FE
- 2.0 л I4 3ZR-FE
- 2.4 л I4 2AZ-FE
- 1.4 л I4 1ND-TV D-4D diesel
- 2.0 л I4 1CD-FTV D-4D diesel

Технічні характеристики
| Модель          | Код двигуна | Циліндри/Клапани | Об'єм    | Потужність                       | Крутний момент        | Vмакс                           |
| --------------- | ----------- | ---------------- | -------- | -------------------------------- | --------------------- | ------------------------------- |
| Бензинові       |             |                  |          |                                  |                       |                                 |
| 1.33 Dual VVT-i | 1NR-FE      | Р4/16            | 1329 см³ | 101 к.с. (73 кВт) при 6000 об/хв | 132 Нм при 4000 об/хв | 180 км/год                      |
| 1.6 Dual VVT-i  | 1ZR-FE      | Р4/16            | 1598 см³ | 124 к.с. (91 кВт) при 6000 об/хв | 157 Нм при 5200 об/хв | 190 км/год (МТ) 183 км/год (АТ) |

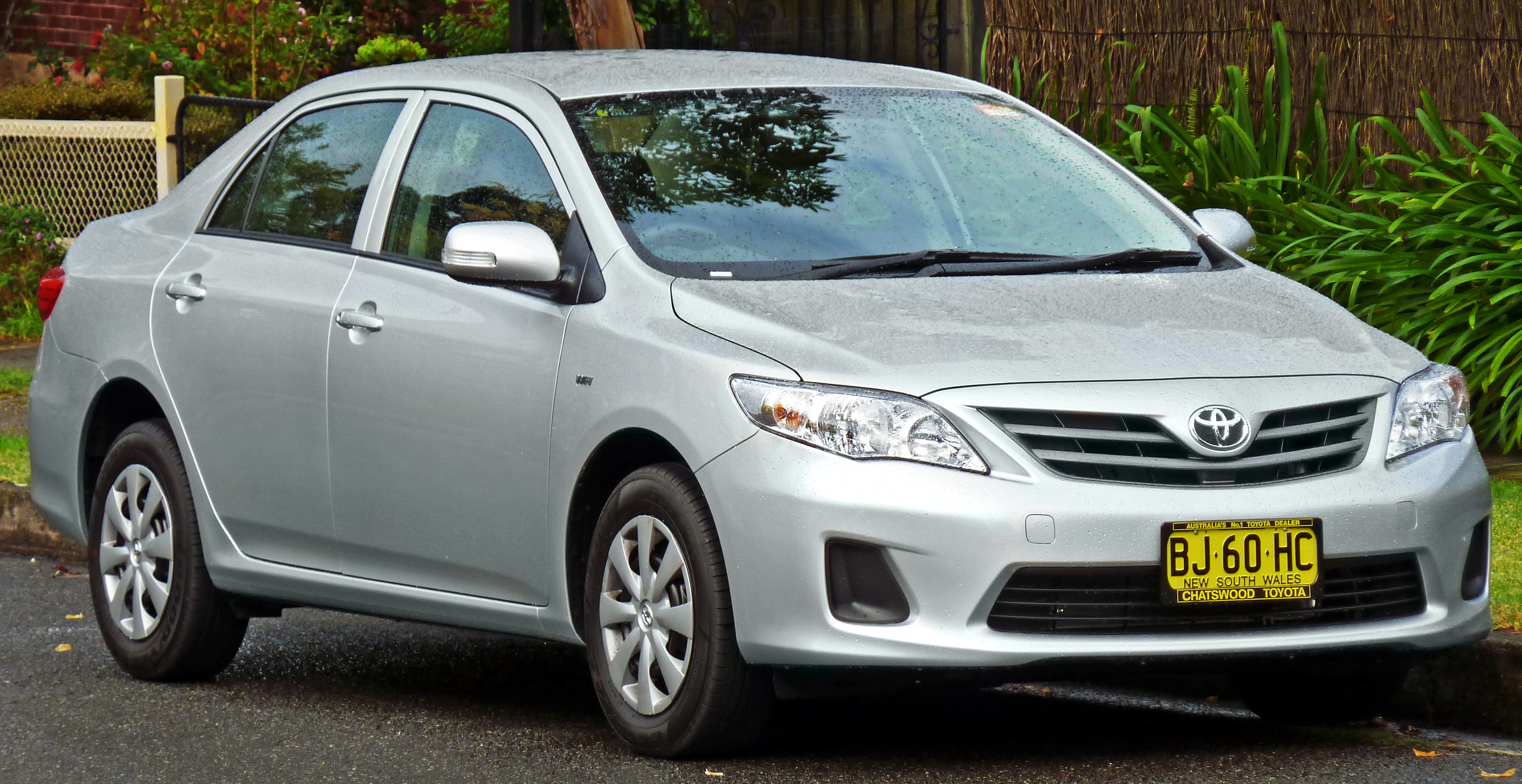
Toyota Corolla E140 седан (з 2012)
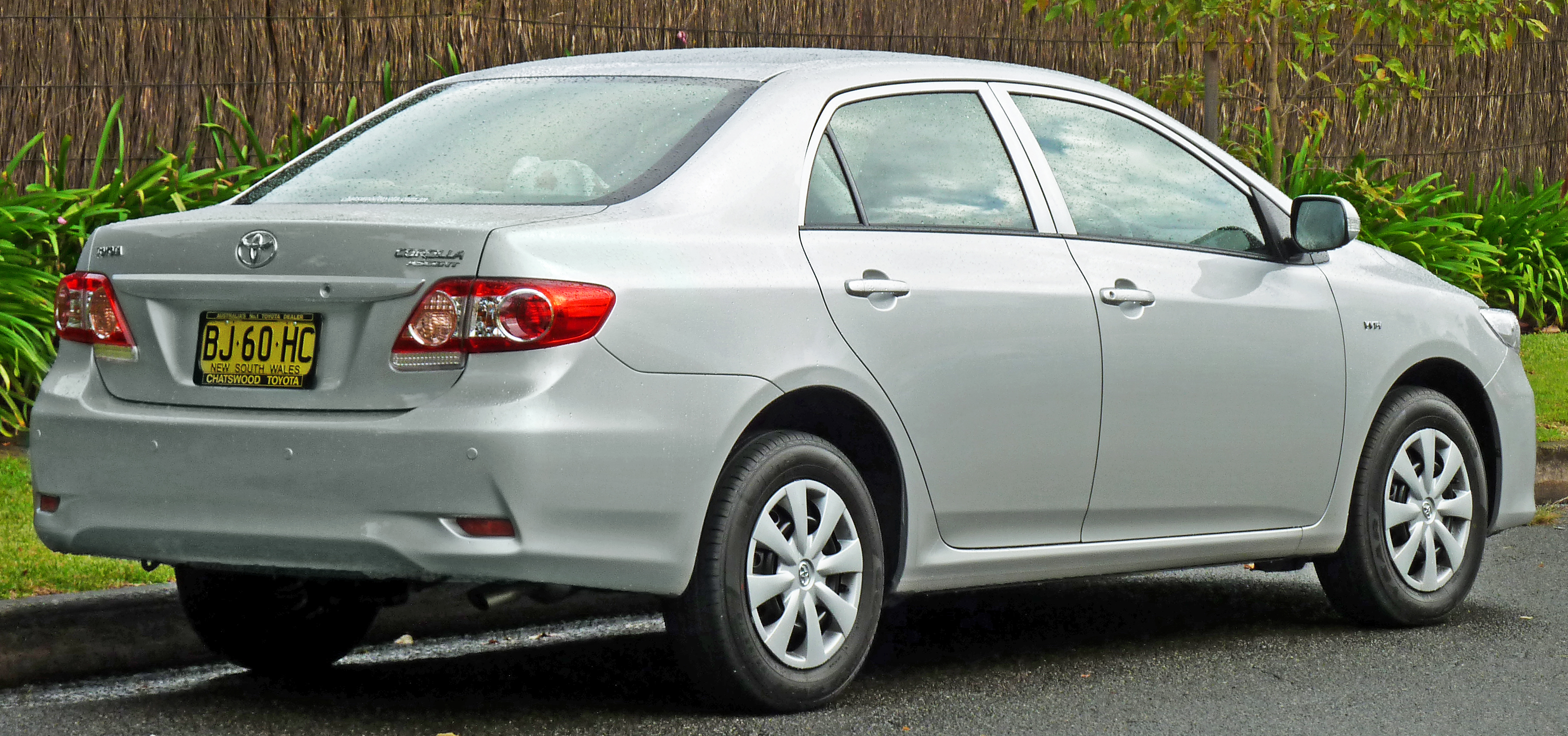
Toyota Corolla E140 седан (з 2012)
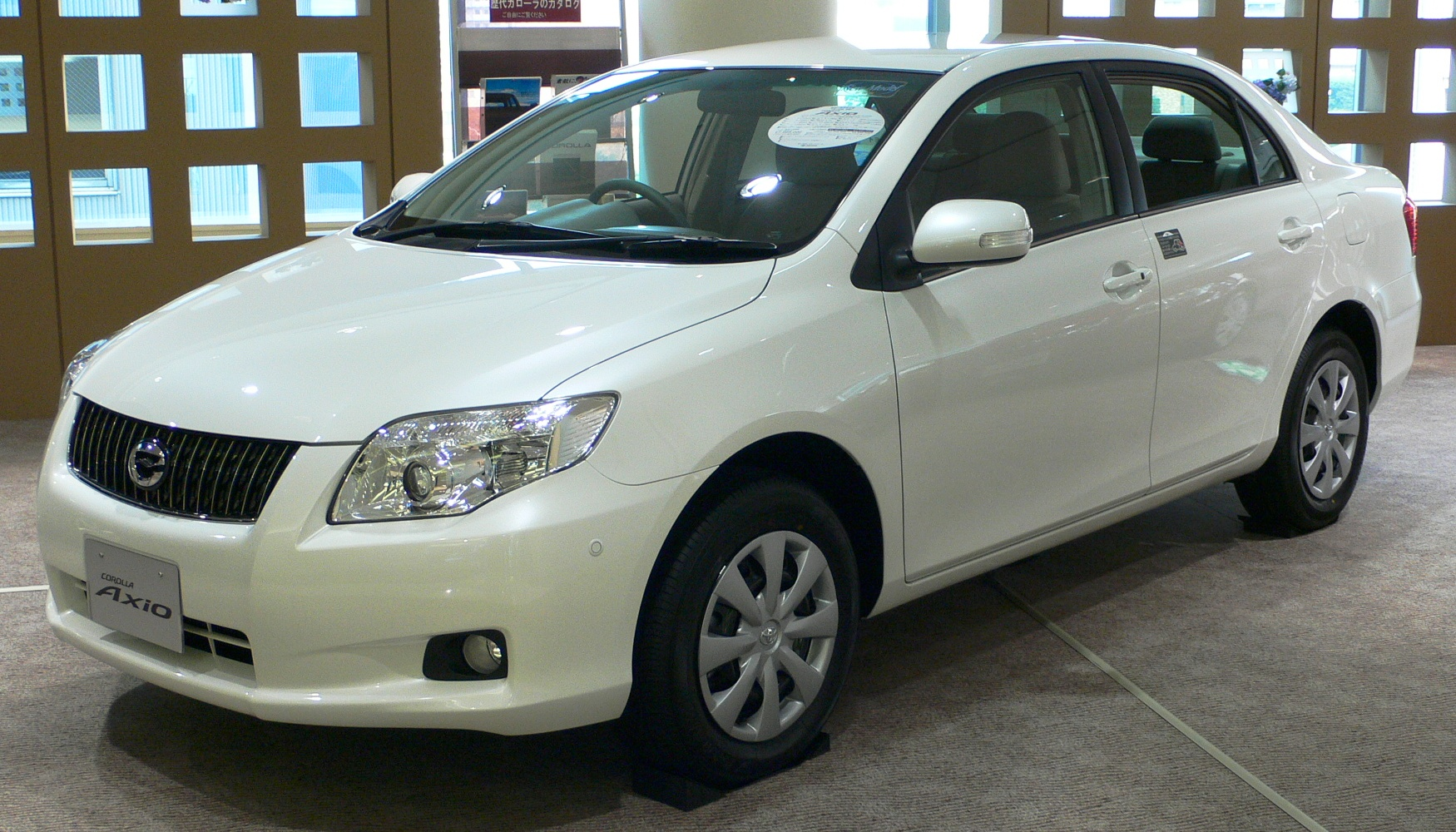
Toyota Corolla Axio E140 седан (Японія)
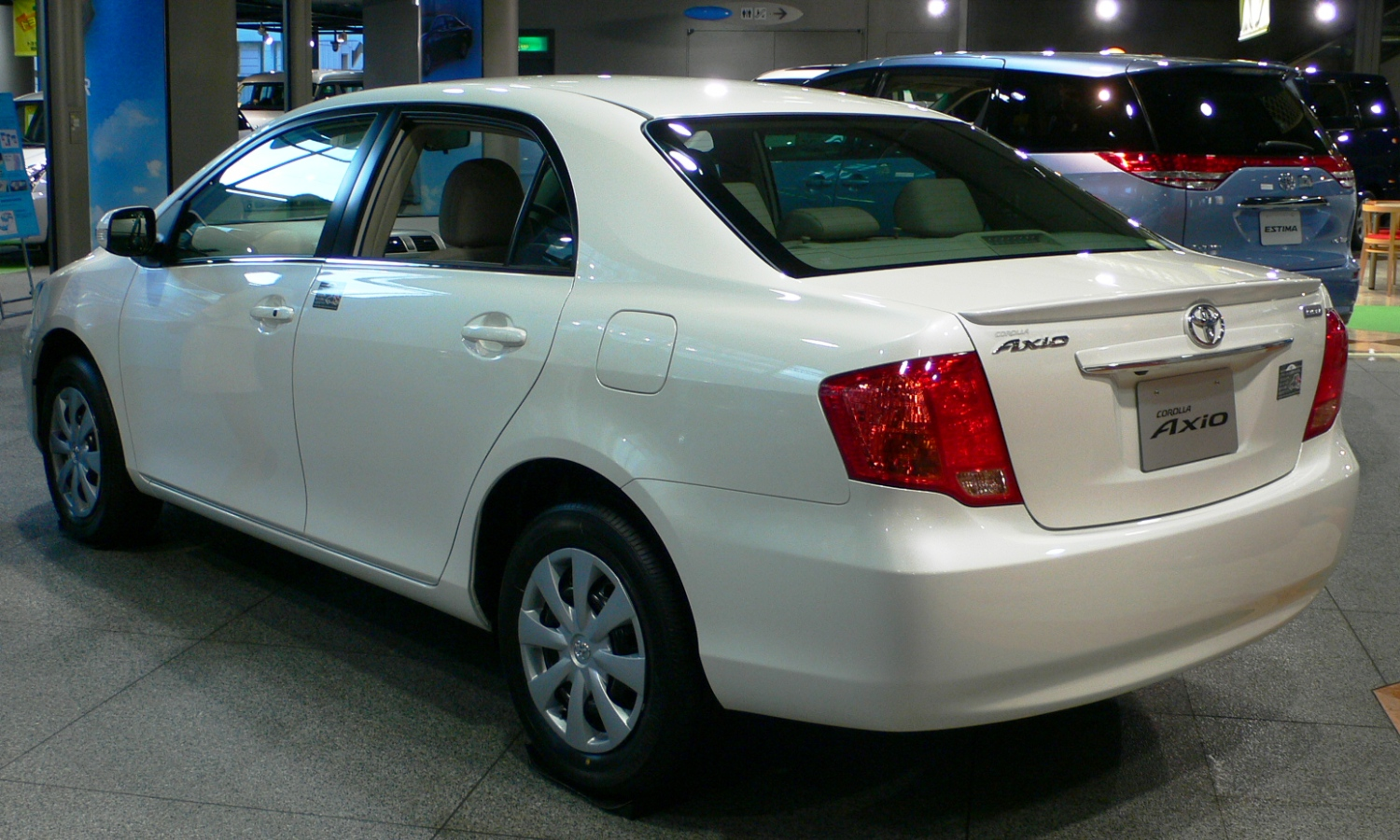
Toyota Corolla Axio E140 седан (Японія)
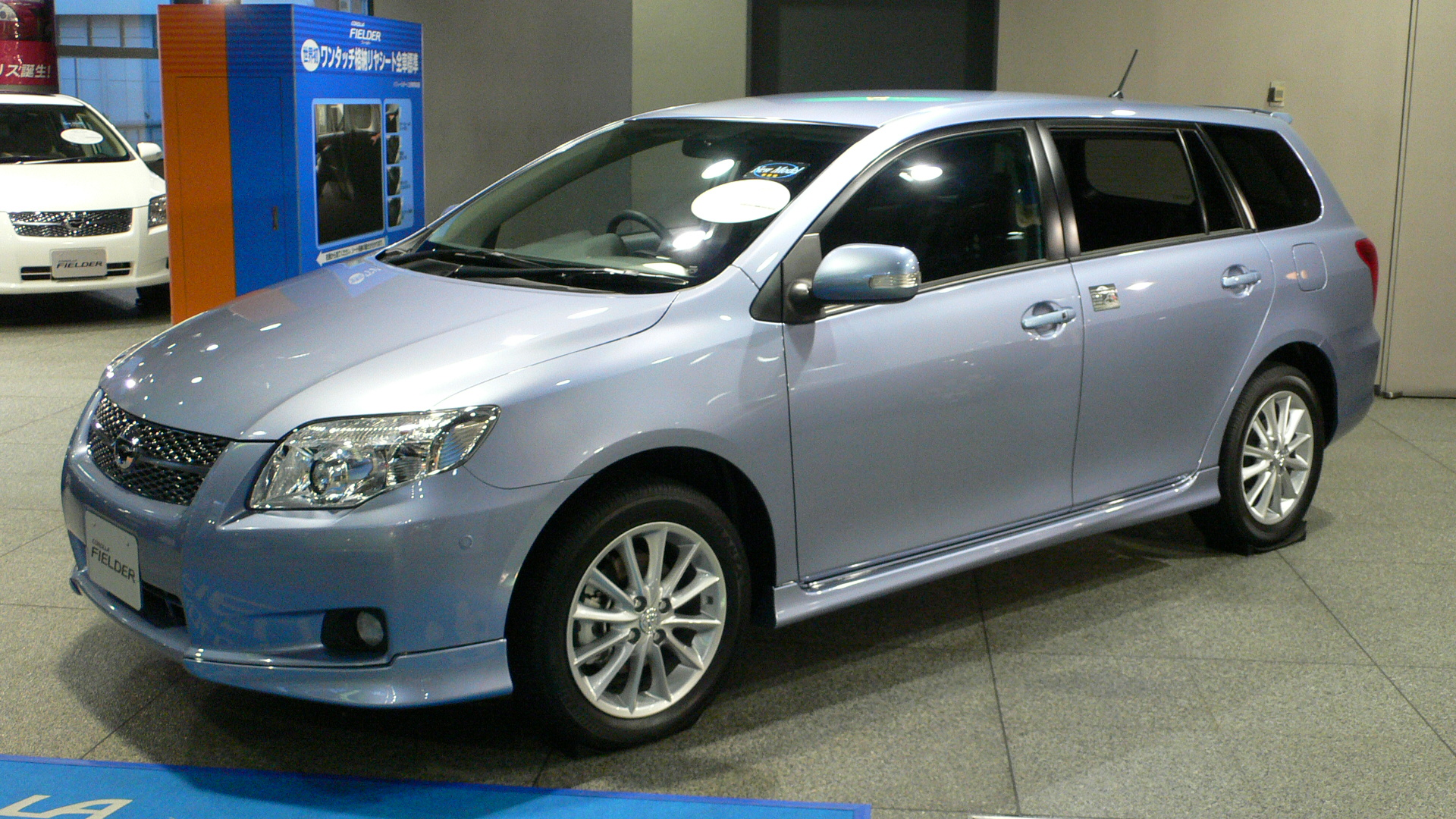
Toyota Corolla Fielder E140 універсал (Японія)
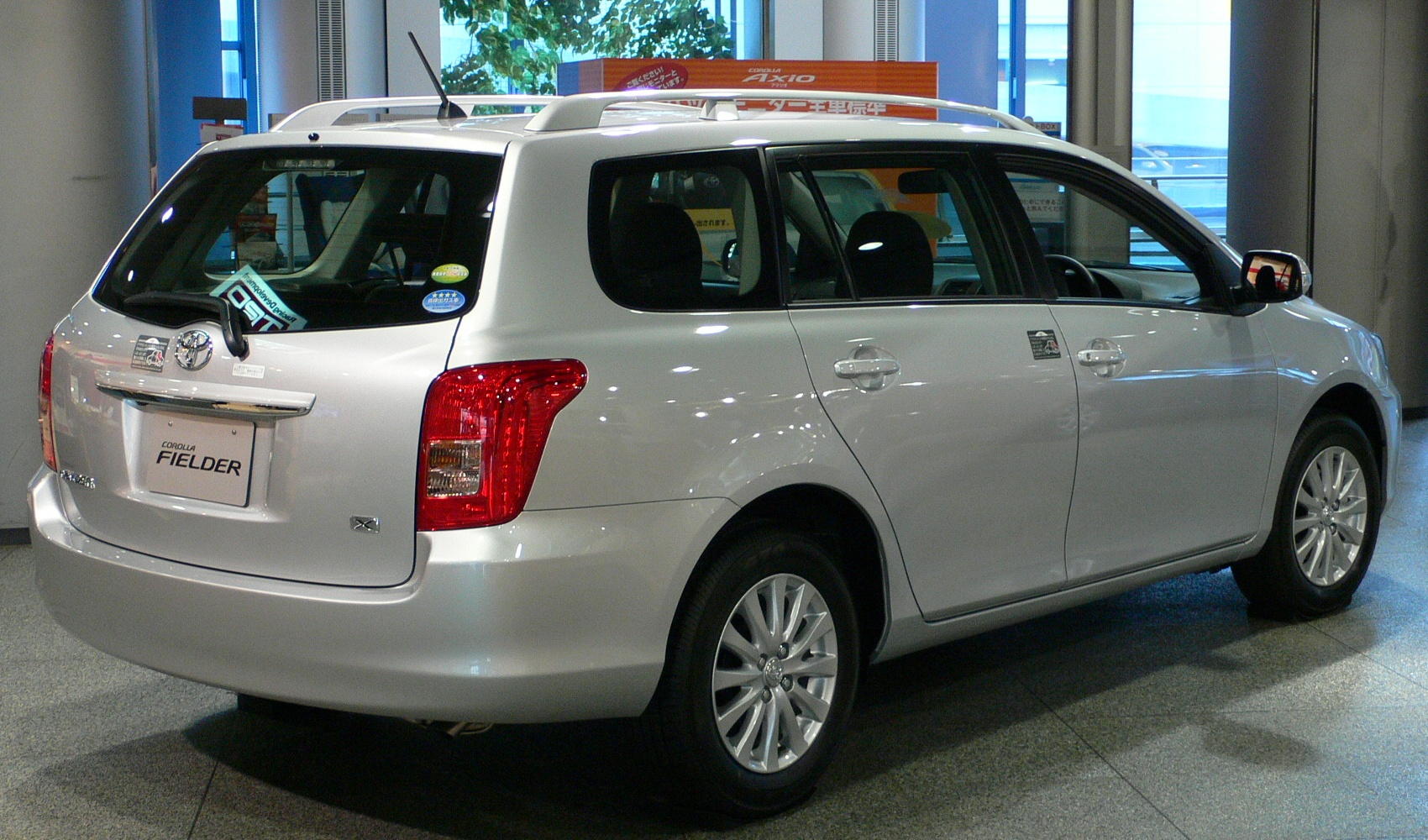
Toyota Corolla Fielder E140 універсал (Японія)
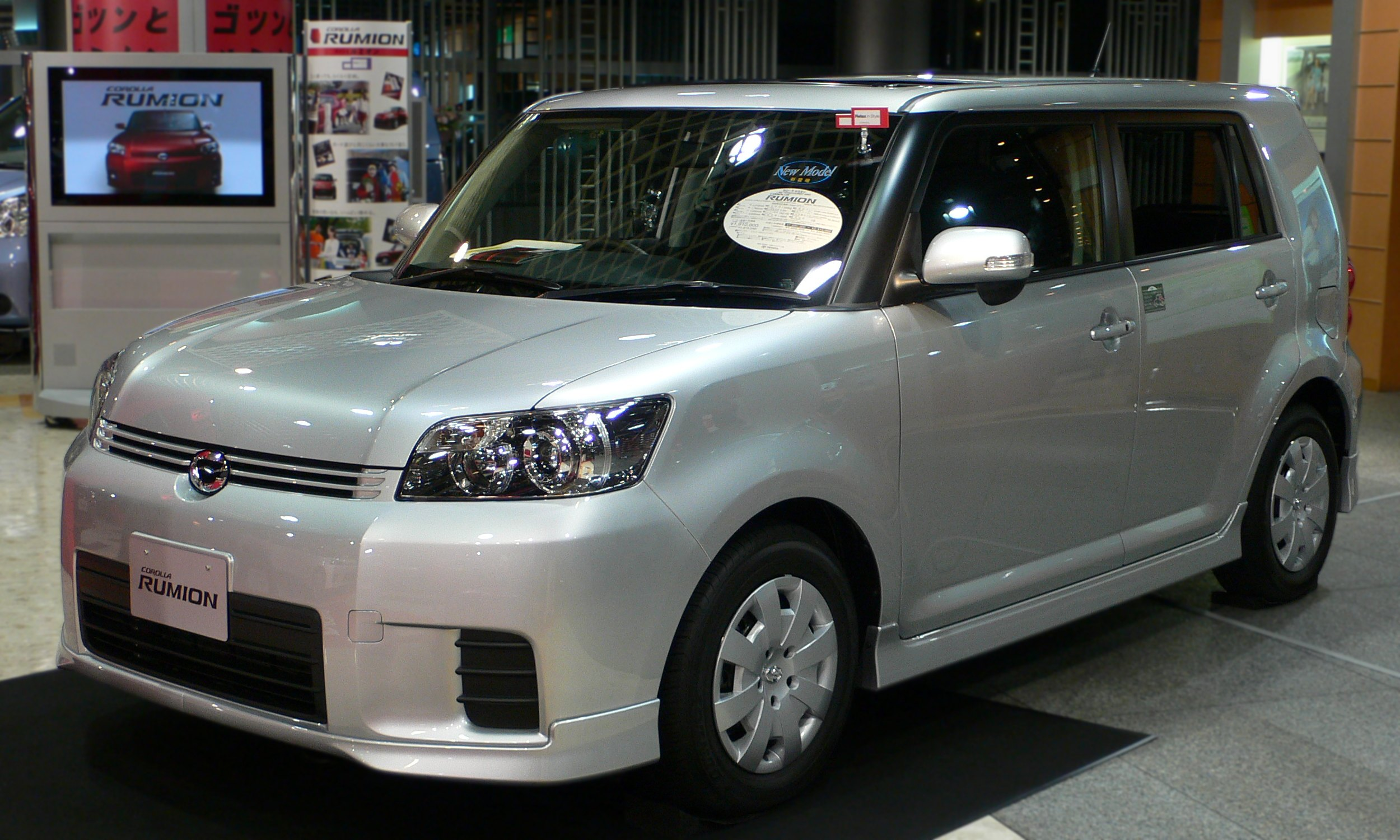
Toyota Corolla Rumion E150 мінівен (Японія)

## Одинадцяте покоління (E160, E170/E180; 2012—2018)

### Європа

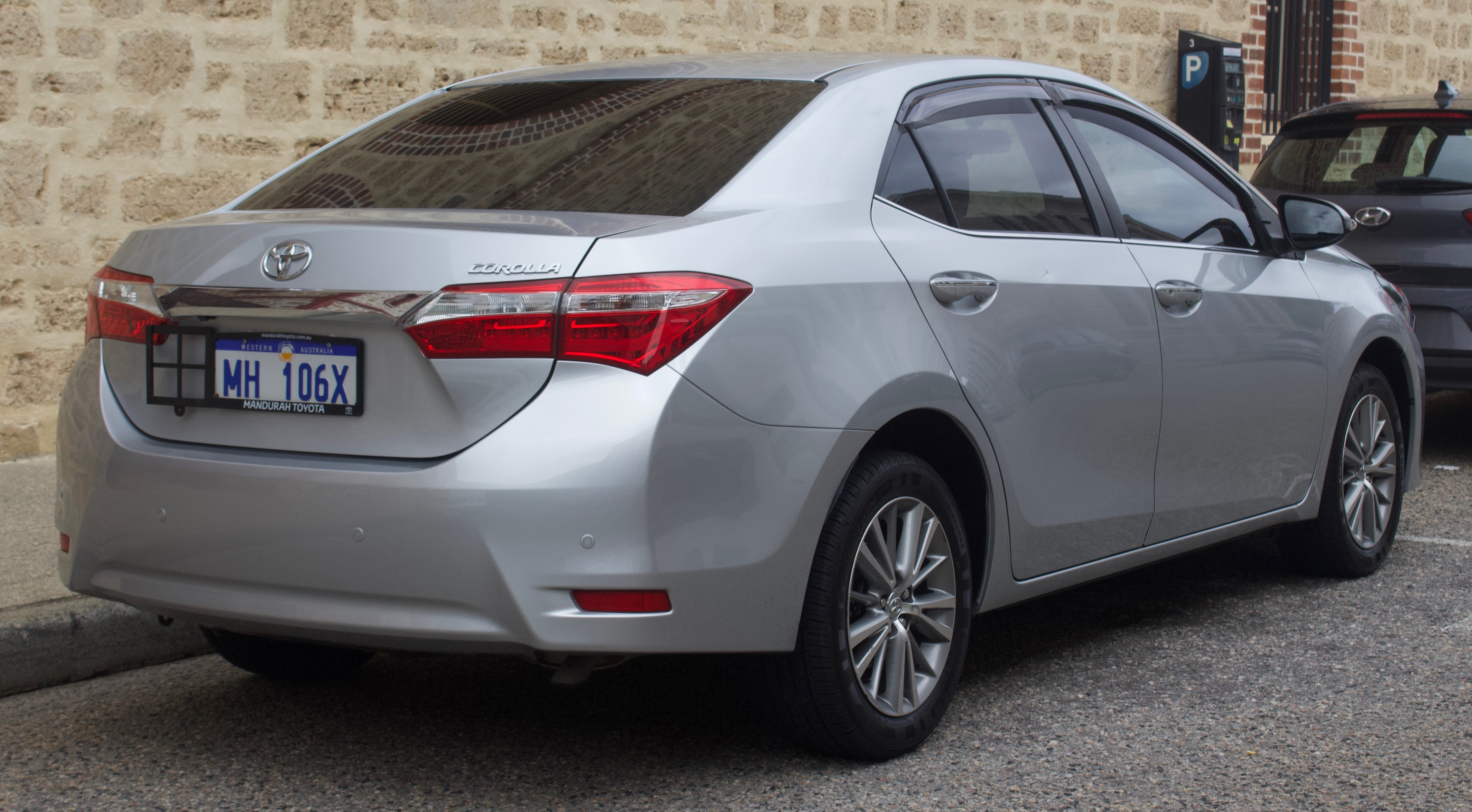
Toyota Corolla (для світового ринку, 2012—2016)

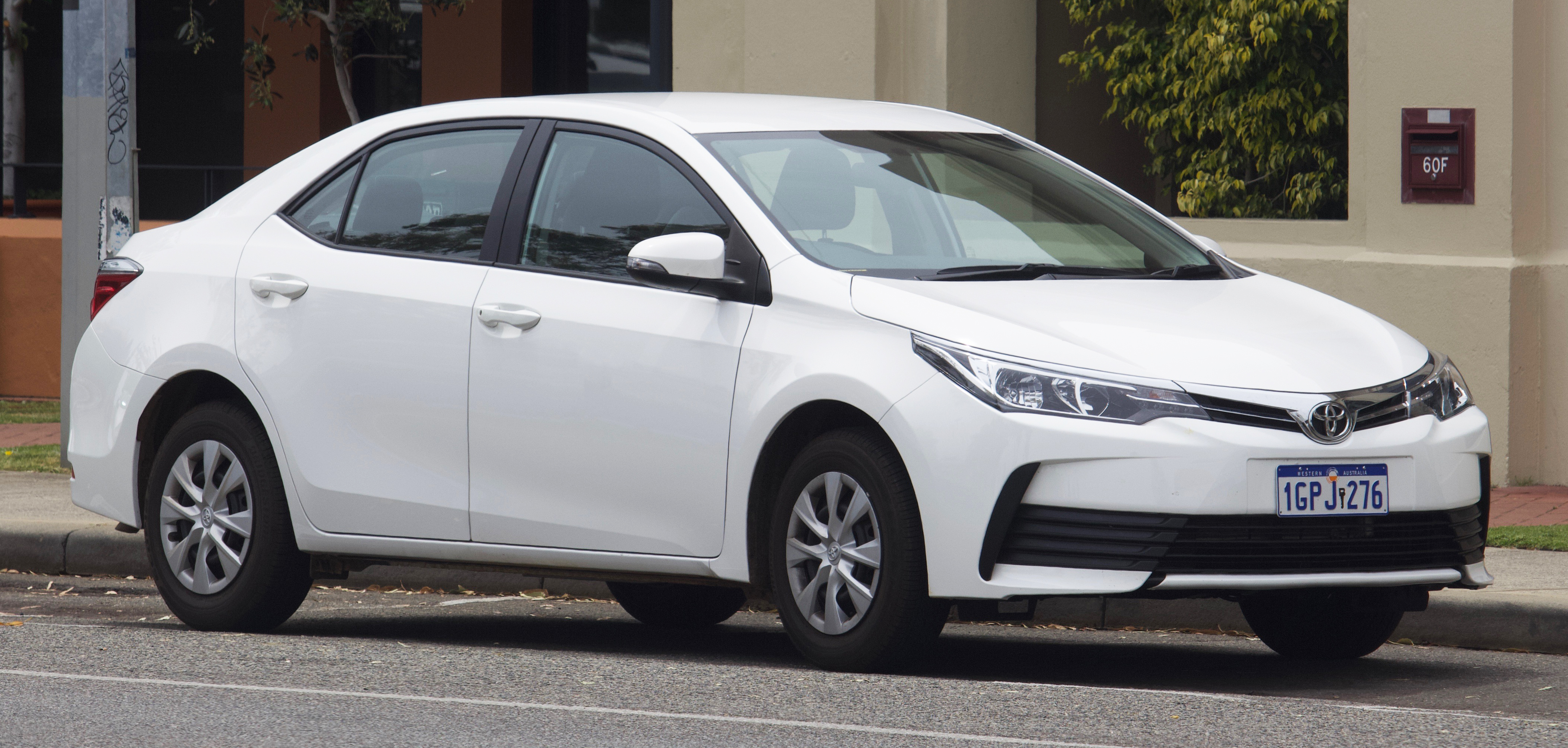
Toyota Corolla (для світового ринку, з 2016)

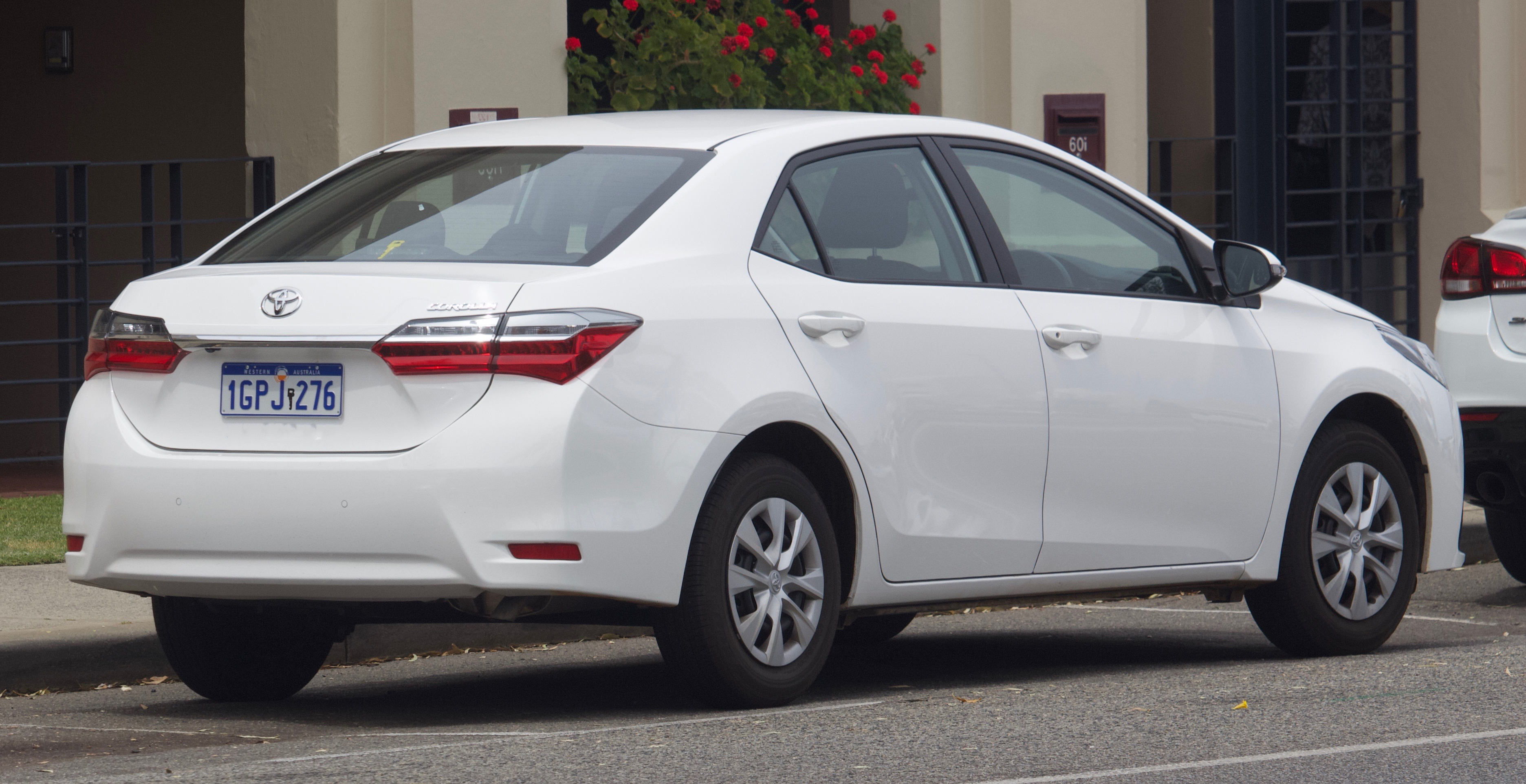
Toyota Corolla (для світового ринку, з 2016)

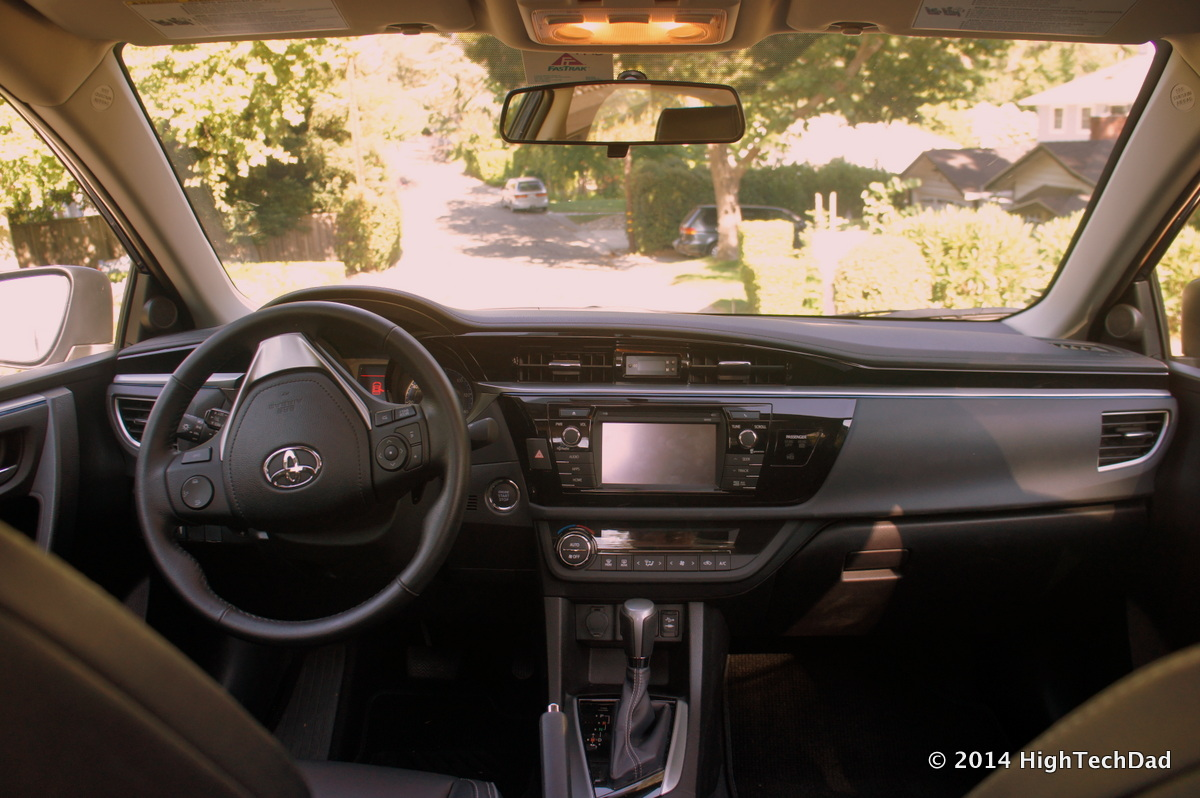

На початку червня 2013 року дебютувала Toyota Corolla для ринку Європи. Автомобіль збудовано на платформі Toyota New MC. Лінійку двигунів представлять бензинові двигуни об'ємом 1,3 л 2NZ-FE (99 к.с.), 1,6 л 1ZR-FE (132 к.с. та 122 к.с.), 1,8 л 2ZR-FAE (140 к.с.) а також 90-сильний 1,4 л дизельний двигун 1ND-TV D-4D. Коробок передач три — 6 ст. МКПП, варіатор Multidrive S, а також 6-ти ступенева роботизована трансмісія — Multi Mode Transmission, яка пропонується виключно для дизельного двигуна.
Нова Королла трохи більша ніж початкова модель, і має просторе заднє сидіння з великим запасом місця для ніг. Не дивлячись на стрибок в розмірі, Corolla залишається досить компактним для маневреності та зручним для паркування.
Серце автомобіля Королла — 4-циліндровий двигун 1.8 л з новим варіатором (CVT), який замінив застарілу 4-ступінчасту трансмісію у всіх версіях на базі комплектації L. Ця комбінація забезпечує відмінний середній показник витрати палива 7.35 л/100 км і розтягує паливо по автомагістралі до 5.47 л/100 км. Експлуатаційні якості, проте, залишалися на рівні.
Хоча CVT має тенденцію стримувати оберти двигуна від різкого прискорення, двигун і трансмісія працюють у відносній гармонії. Комплектація Eco експлуатує двигун потужністю 140 к.с., 1.8 л.
Керування автомобілем Toyota Corolla стало більш реактивним і дуже безпечним, але не досить поліпшеним, щоб відповідати найкращим представникам свого класу. Разом зі спортивною підвіскою, передова комплектація S трохи приємніша в управлінні, без істотних відхилень в параметрах комфортності під час руху.
У 2016 році модель оновили. Модернізація седана Corolla одинадцятого покоління торкнулася дизайну кузова, оформлення інтер'єру та списку оснащення. Зовнішні зміни мінімальні — вони, як правило, торкнулися передню частину автомобіля, де в око впадають вузькі фари і вузька ж лінія решітки радіатора. Королла стала першою в сегменті моделлю, яку можна замовити з повністю світлодіодним оптикою, що передбачено для «топових» виконань. У задній частині машини з'явилися змінені ліхтарі. У салоні автомобіля виділяється інше оформлення блоку управління кліматом і мультимедійною системою з новим 7-дюймовим дисплеєм, доопрацьоване кермове колесо, а також круглі бічні дефлектори. Крім того, в обробці інтер'єру тепер використані більш дорогі матеріали, а селектор коробки передач обтягнутий шкірою.

#### Двигуни
- 1.2 л 8NR-FTS I4 turbo
- 1.3 л 2NZ-FE I4
- 1.6 л 1ZR-FE I4
- 1.6 л 1ZR-FBE I4 газ
- 1.8 л 2ZR-FE I4
- 1.8 л 2ZR-FXE I4 hybrid + електродвигун
- 1.8 л 2ZR-FBE I4 газ
- 2.0 л 3ZR-FE I4
- 2.0 л 1AD-FTV I4 diesel
- 1.4 л 1ND-TV I4-T turbo diesel

### США

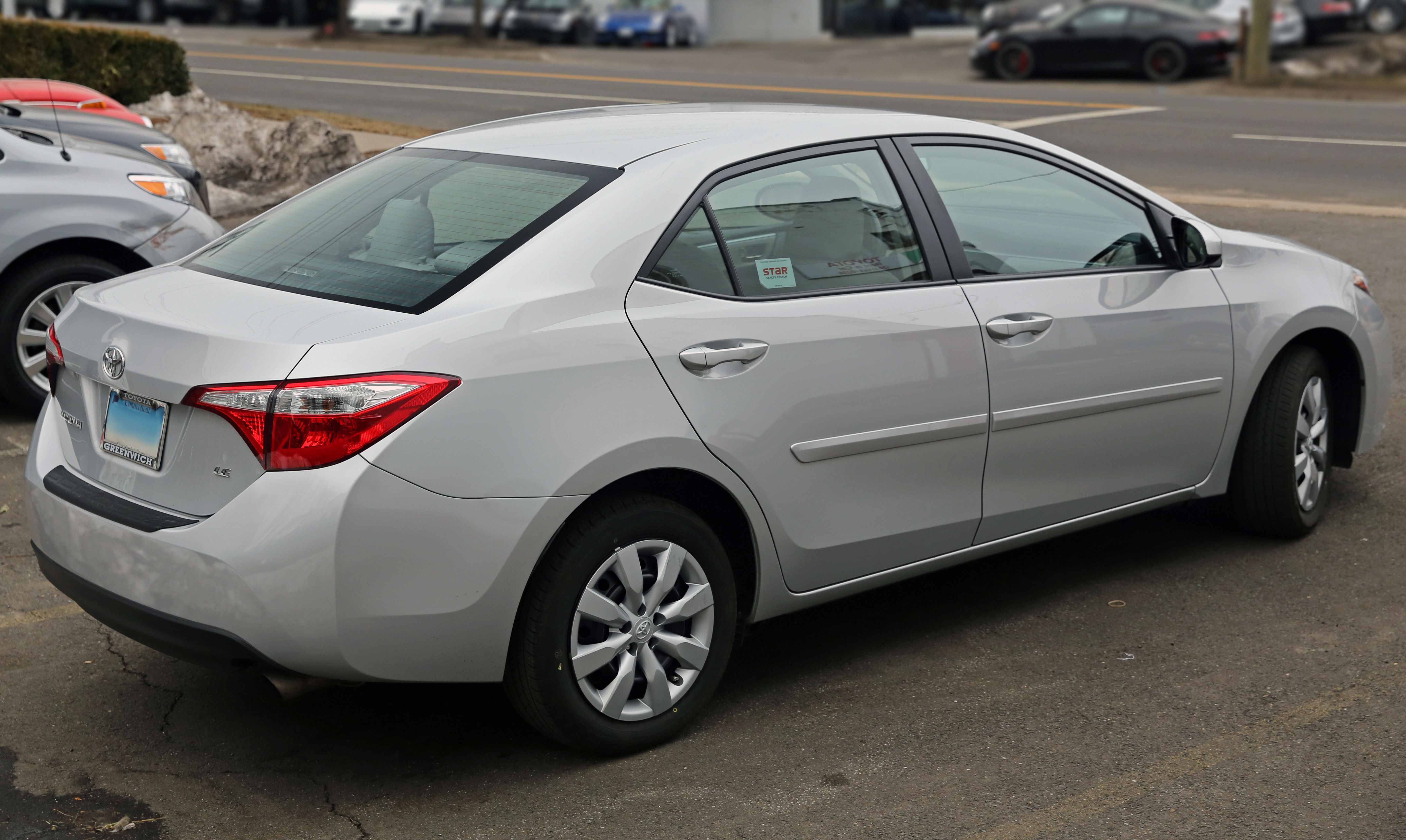
Toyota Corolla (для ринку США)

В січні 2013 року на Північноамериканському автосалоні представлено концепт-кар Corolla Furia.
На початку червня 2013 року дебютувала нова Toyota Corolla для ринку Пн. Америки, що була дуже подібни на концепт-кар. Моторна гамма буде представлена двома бензиновими двигунами об'ємом 1,8 л. Перший 2ZR-FE видає 132 к.с. (173 Нм), другий 2ZR-FAE — 140 к.с. (170 Нм). На вибір покупцям запропонують три трансмісії — чотирьохдіапазонну АКПП для базової версії L, шестиступінчасту МКПП і новий варіатор CVTi-S, здатний імітувати роботу АКПП.
У 2016 році модель оновили, змінивши зовнішній вигляд.

#### Двигуни
- 1.8 л 2ZR-FE Р4 132 к.с. (173 Нм)
- 1.8 л 2ZR-FAE Р4 140 к.с. (170 Нм)

### Японія

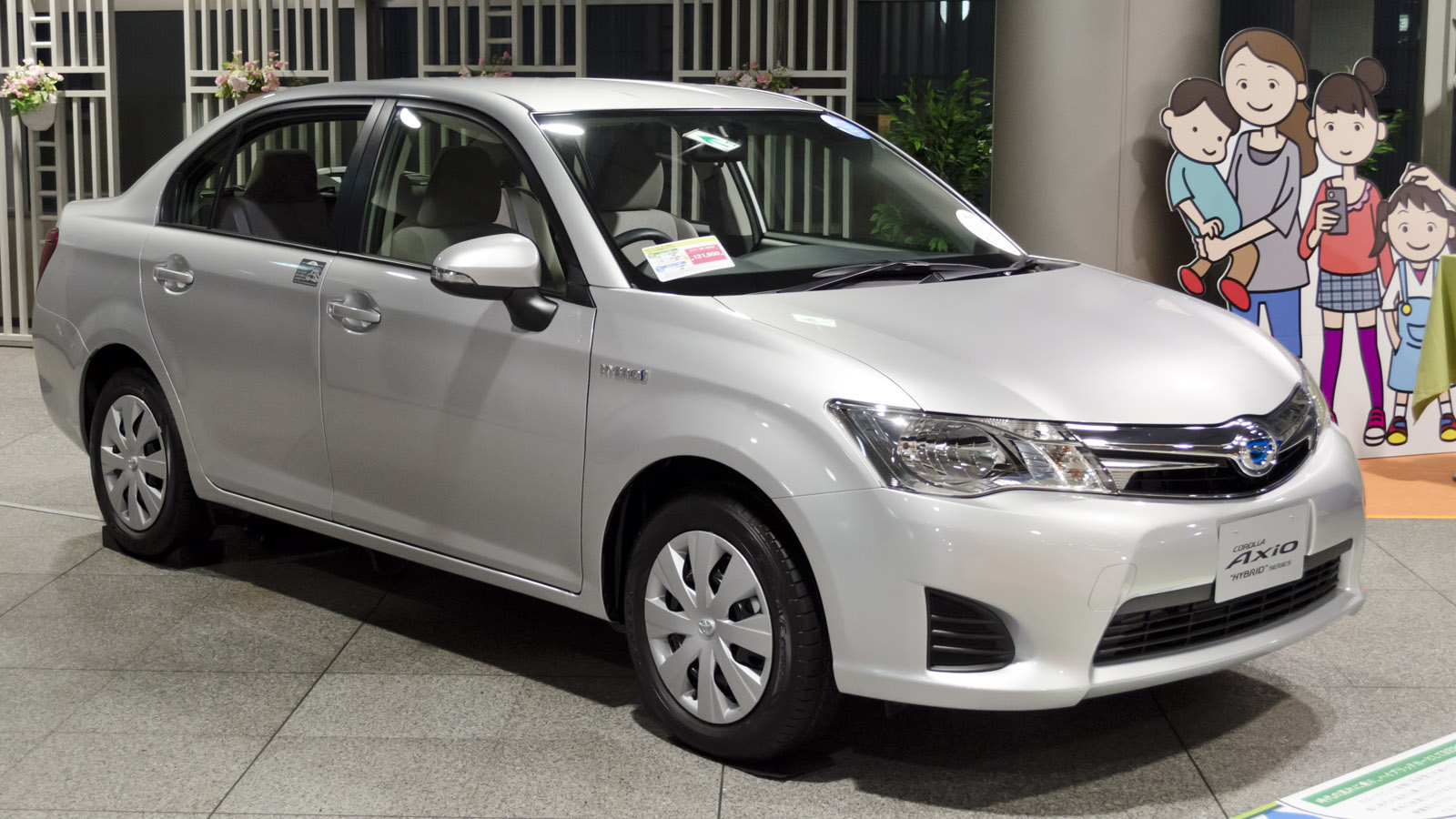
Toyota Corolla Axio E160

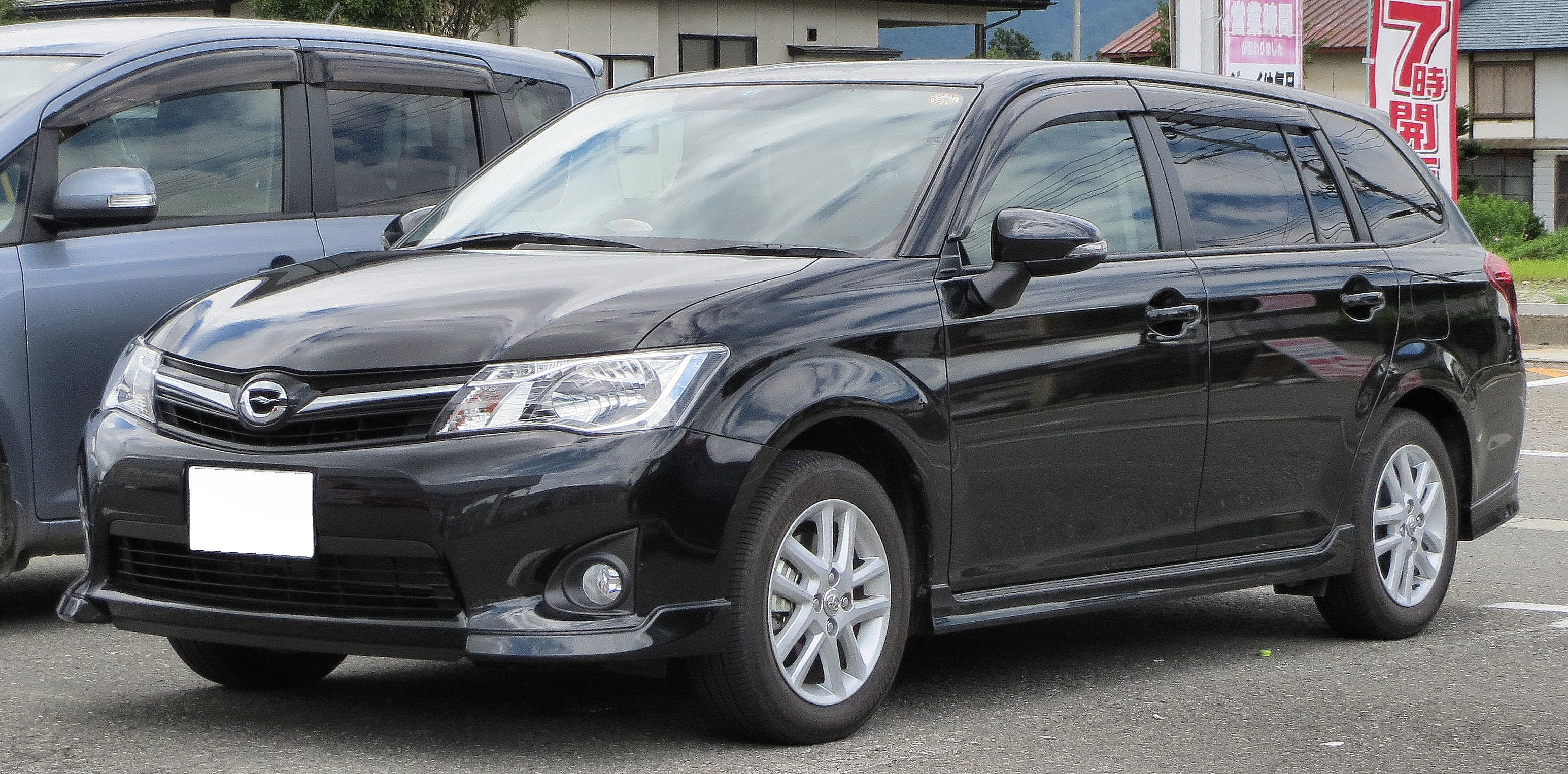
Toyota Corolla Fielder E160

Дебют Королли одинадцятого покоління відбувся в Японії 11 травня 2012 року. На внутрішньому ринку новинка була представлена з двома типами кузовів (седан Corolla Axio і універсал Corolla Fielder). Японський автомобіль (індекс E160), незважаючи на назву, був зовсім іншим: на платформі Toyota B, коротшим від міжнародної версії на 220 мм і з меншою на 100 мм колісною базою.

#### Двигуни
- 1.3 л 1NR-FE Р4
- 1.5 л 1NZ-FE Р4
- 1.5 л 1NZ-FXE Р4 (Hybrid)
- 1.8 л 2ZR-FE Р4

## Дванадцяте покоління (E210; з 2018)

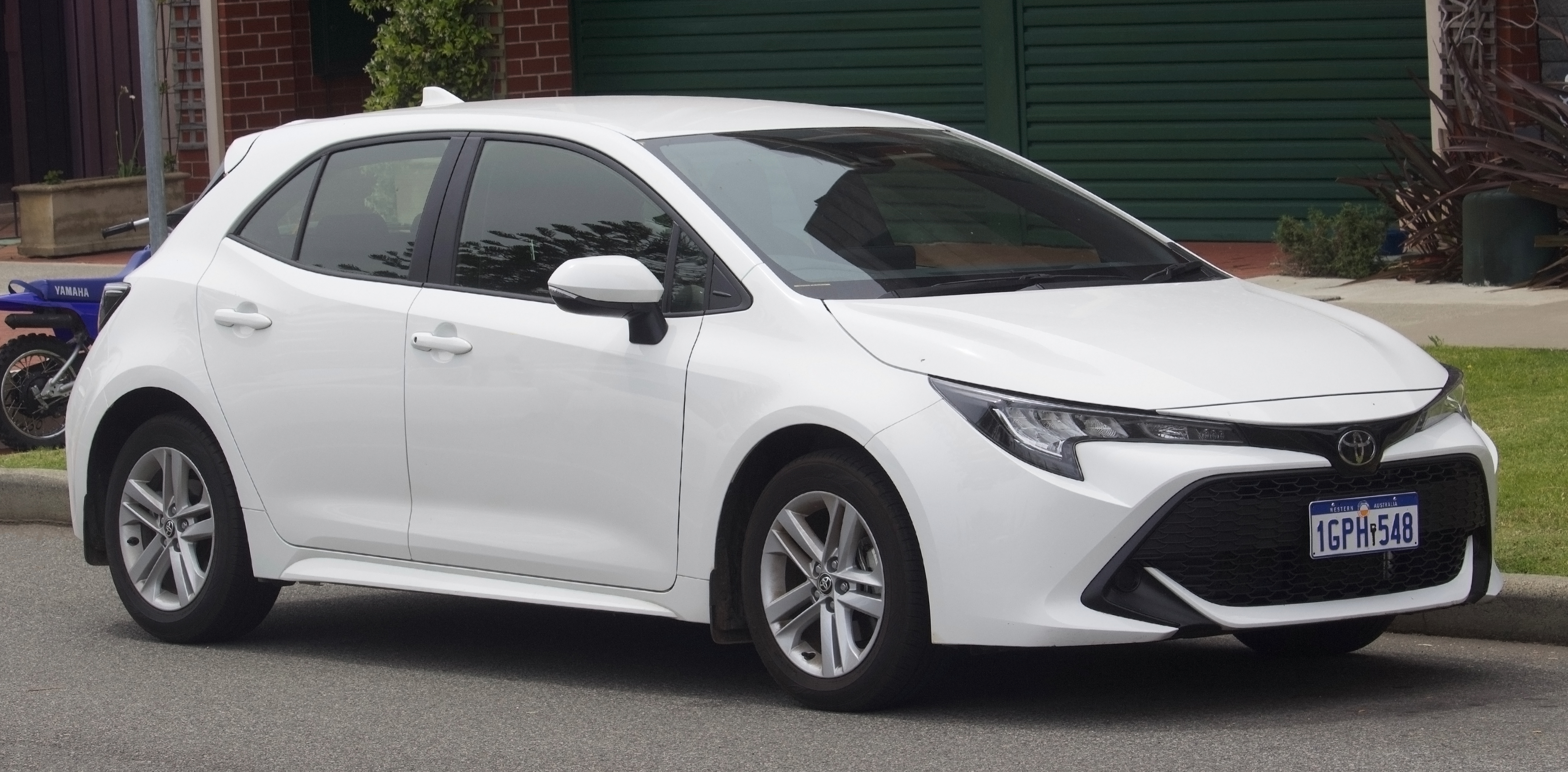
Toyota Corolla 12

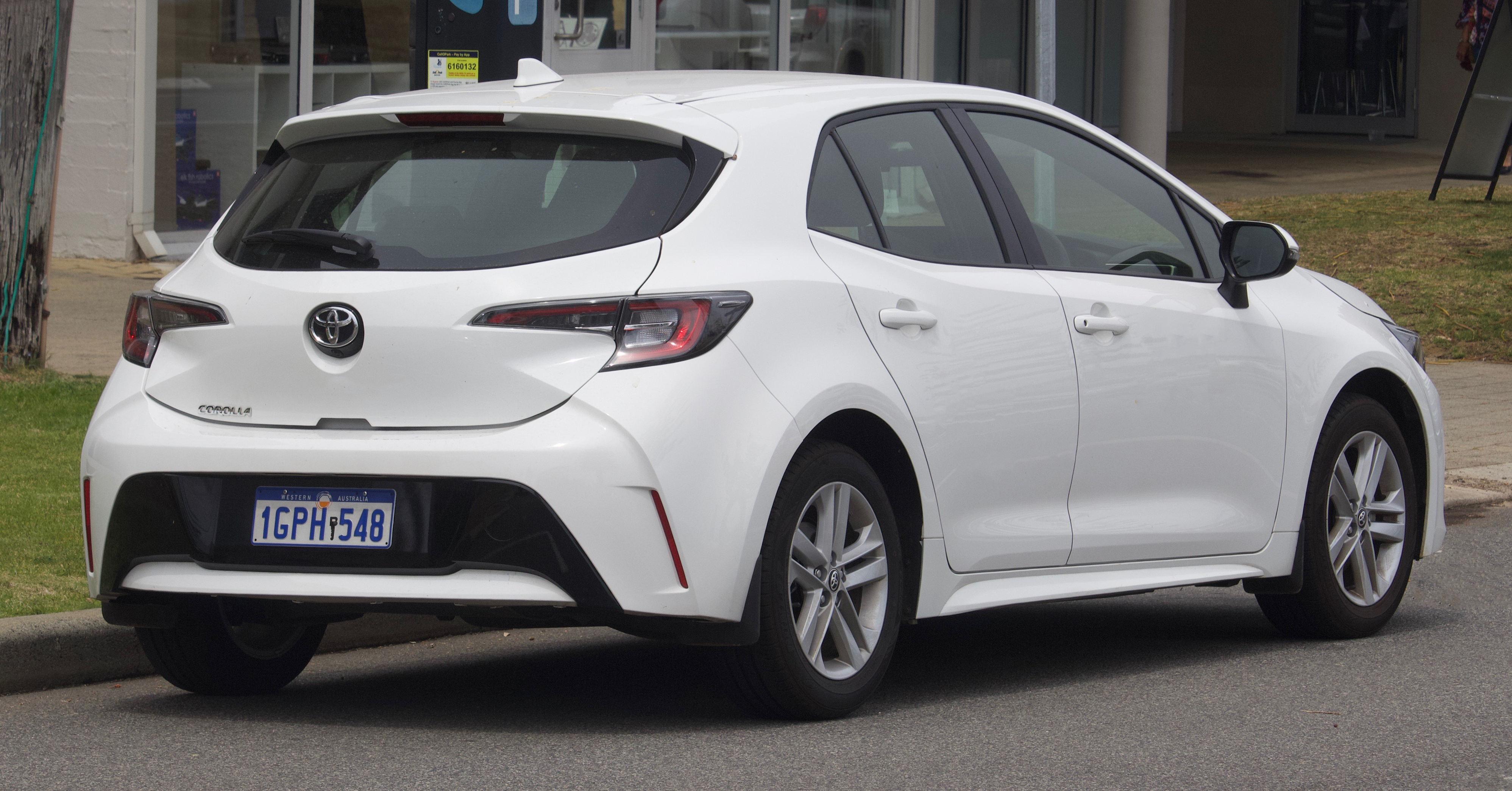
Toyota Corolla 12

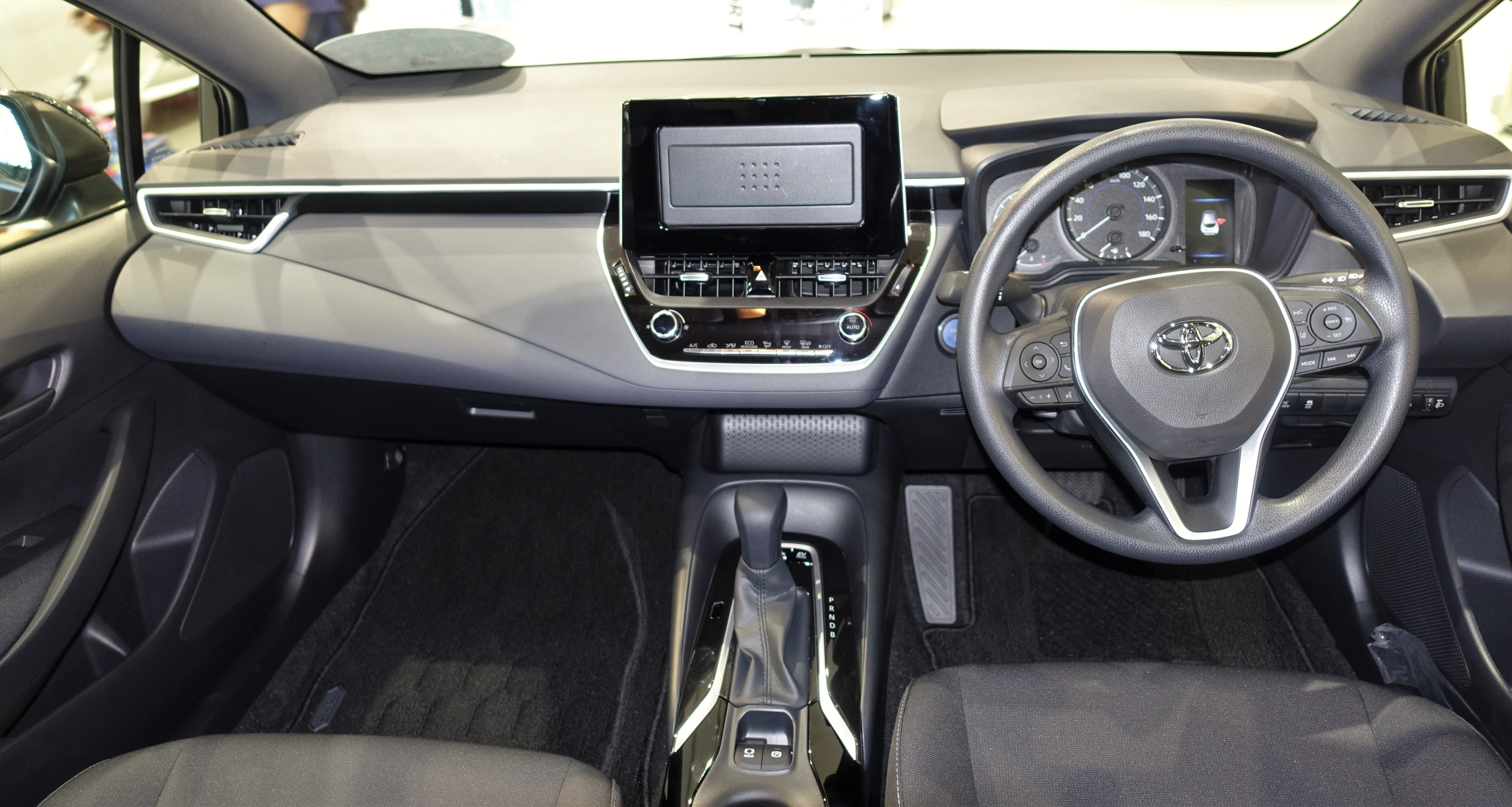
Салон Toyota Corolla 12

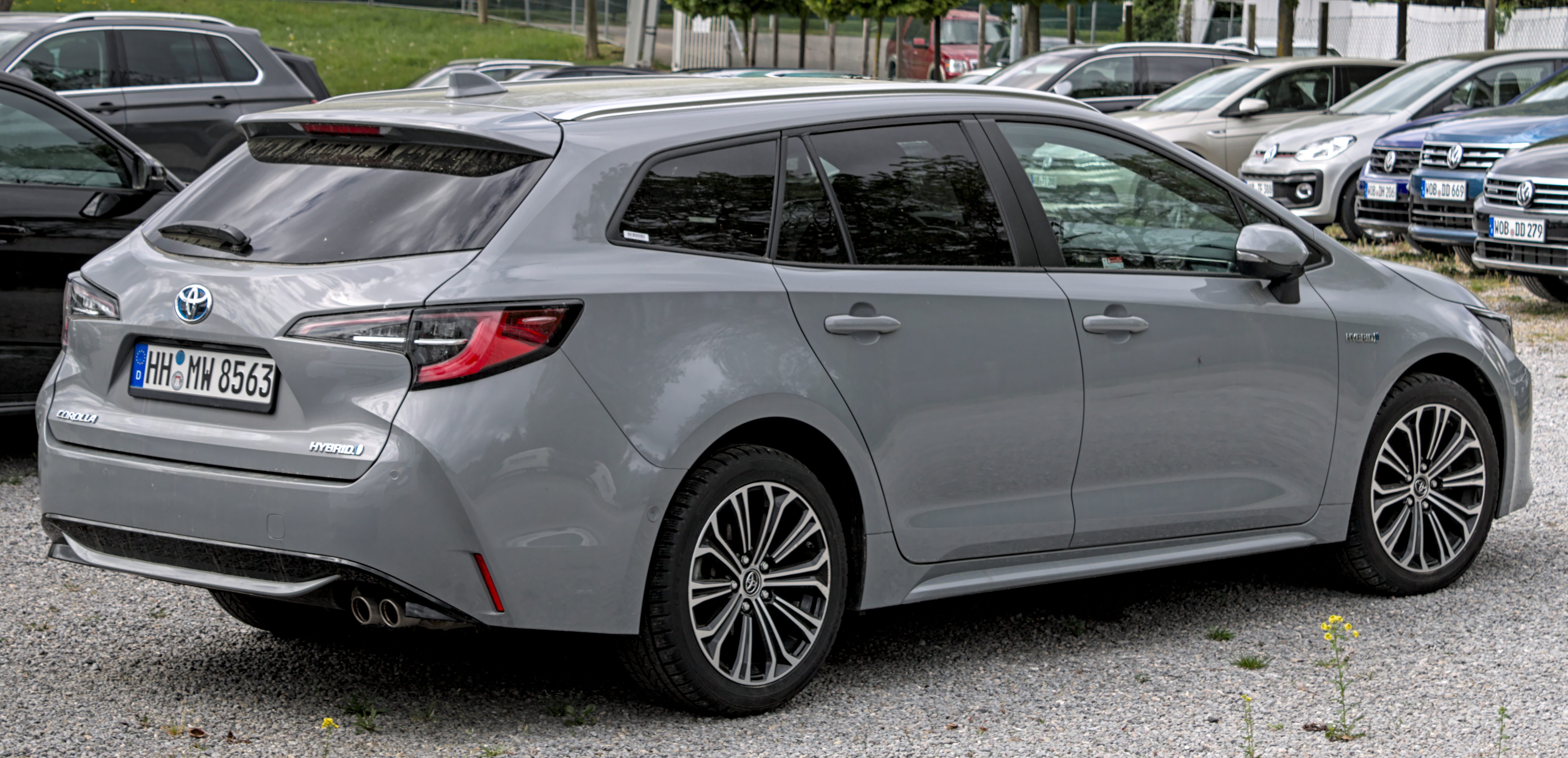
Toyota Corolla Touring Sports

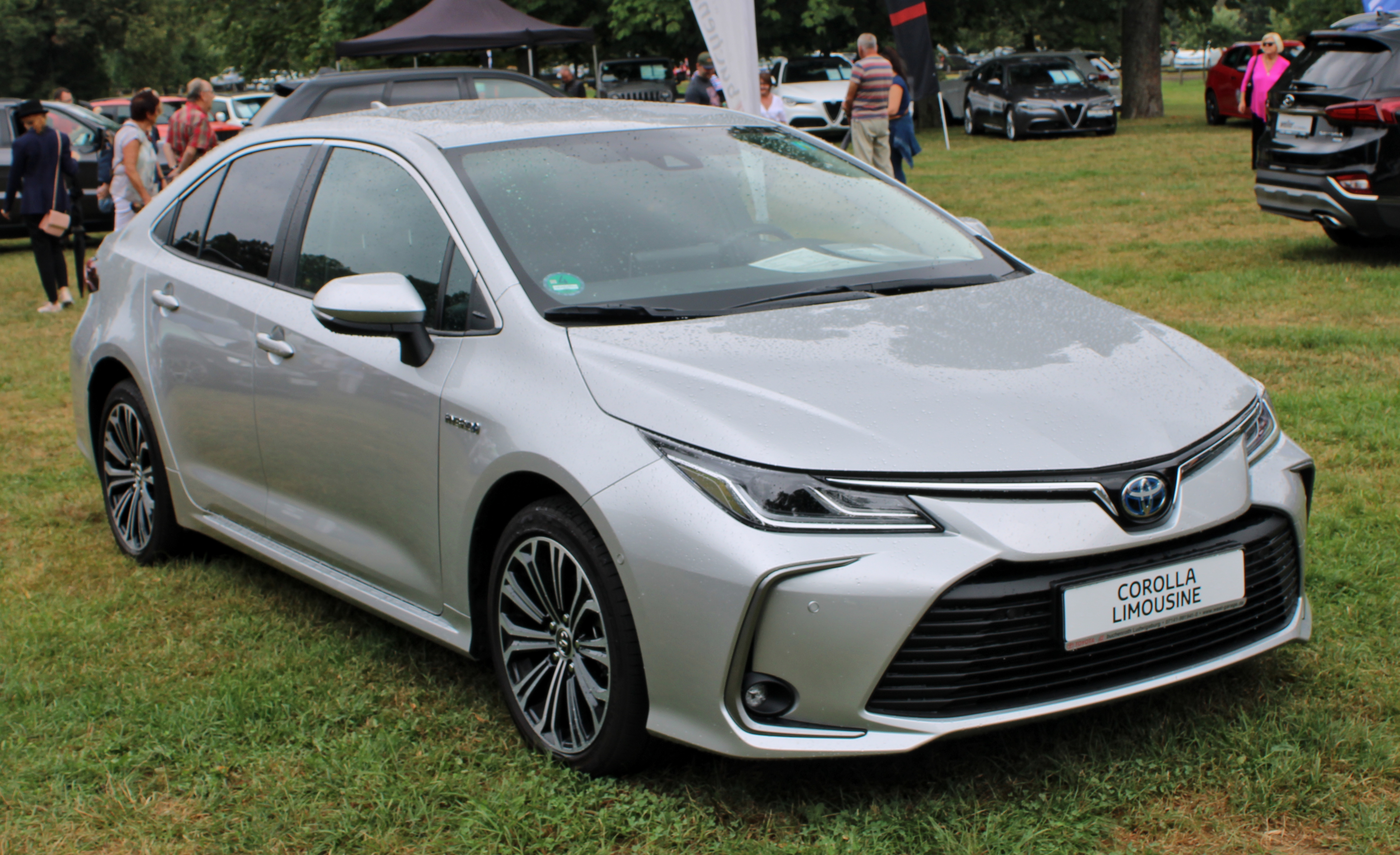
Toyota Corolla Hybrid

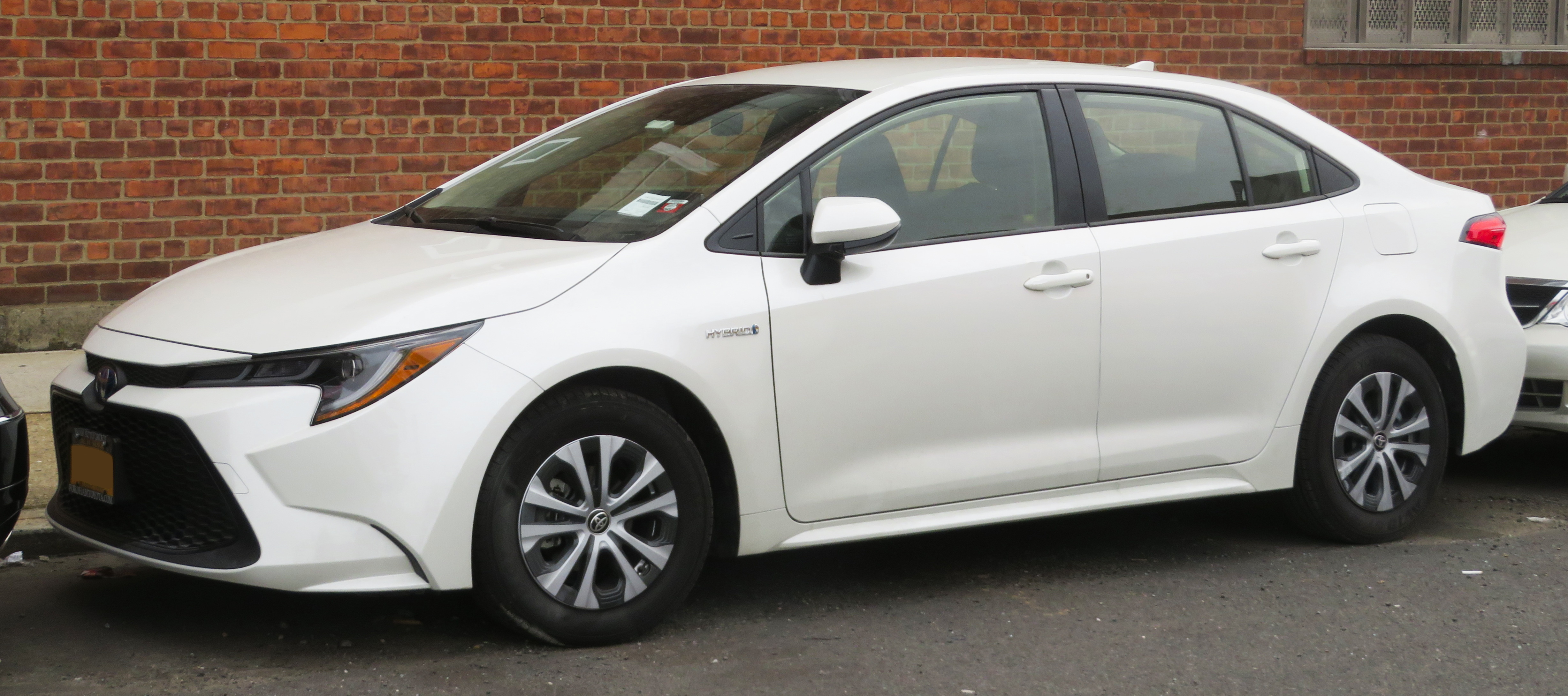
Toyota Corolla (США)

12-те покоління Corolla в кузові хетчбек представлене на Нью-Йоркському міжнародному автосалоні в березні 2018 року, офіційні дані з'явилися 22 березня 2018 року. В Європі автівка до 2019 року продавалася під назвою Toyota Auris третього покоління.
В Японії автомобіль називається Toyota Corolla Sport.
На автосалоні в Парижі в вересні 2018 року дебютував універсал під назвою Toyota Corolla Touring Sports.
16 листопада 2018 року світова прем'єра «всесвітнього» седана Corolla відбулася на автосалоні в Гуанчжоу — відповідно, в китайській специфікації, а також подібну модель Toyota Levin. Але паралельно компанія показала в мережі варіанти для Північної Америки і для Європи.
Автомобілі збудовано на модульній платформі TNGA GA-C (підвіски: McPherson спереду і нова багаторичажка ззаду, яка прийшла на зміну напівзалежній балці). Автомобілі отримали більш низький центр тяжіння, більш жорсткий кузов, менше шумів, краще керованість.
Toyota оновила Corolla у 2021 році. Всі комплектації отримали стандартний Android Auto. Виробник представив спеціальну версію автомобіля Apex Edition, яка відрізняється від решти спортивною підвіскою. Седан Toyota Corolla 2025 отримав спеціальну версію FX з затемненими елементами кузова та новим 10,5-дюймовим екраном мультимедіа.

### Suzuki Swace

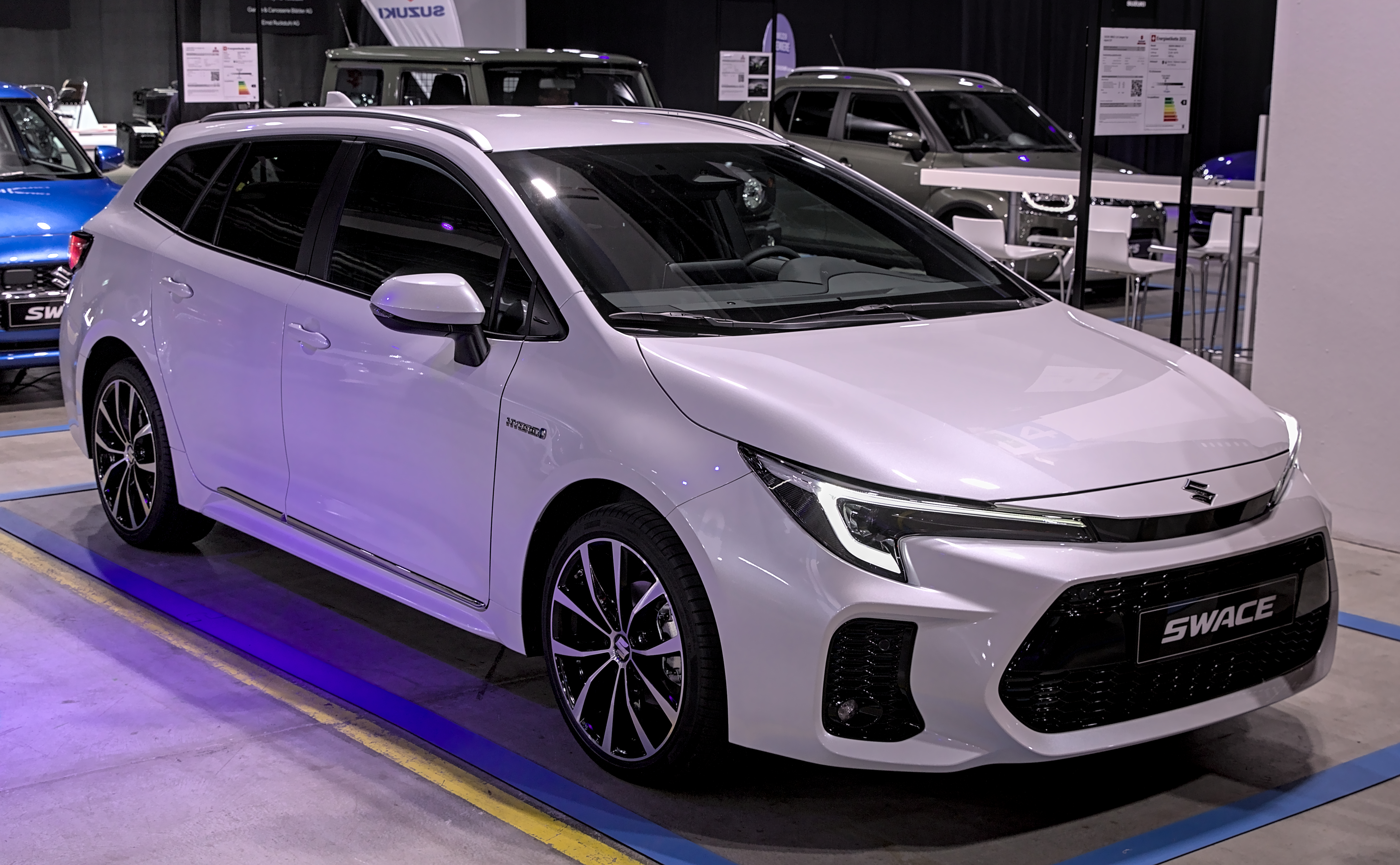
Suzuki Swace

Версія під маркою Suzuki з назвою Suzuki Swace була представлена у вересні 2020 року. Вона базується на універсалі Corolla з 1,8-літровим гібридним двигуном і продається лише в Європі.
У лютому 2023 року Suzuki Swace отримав оновлення після нещодавнього фейсліфтінгу свого близнюка Toyota Corolla Touring Sports.

### Двигуни

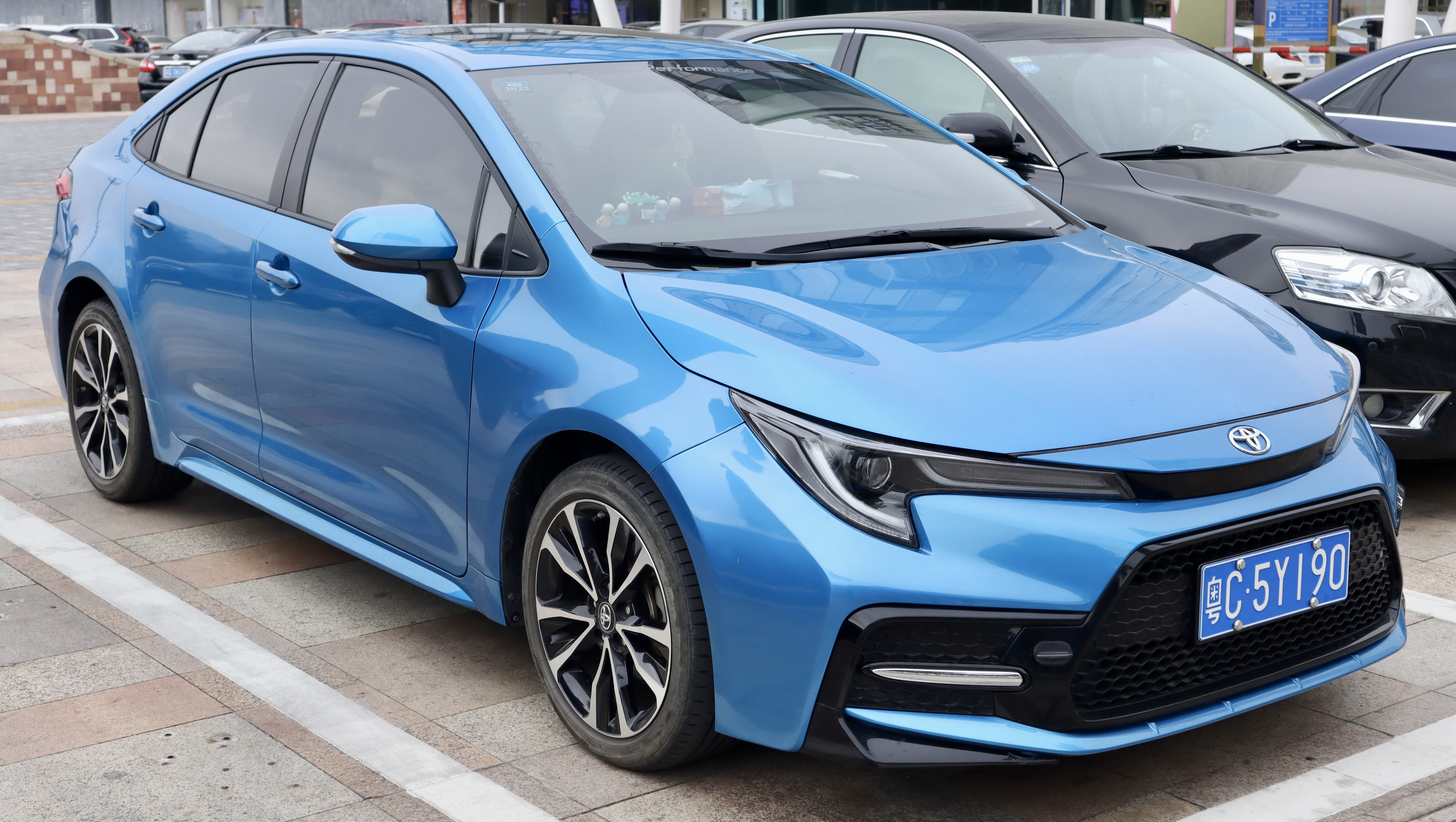
GAC-Toyota Levin (Китай)

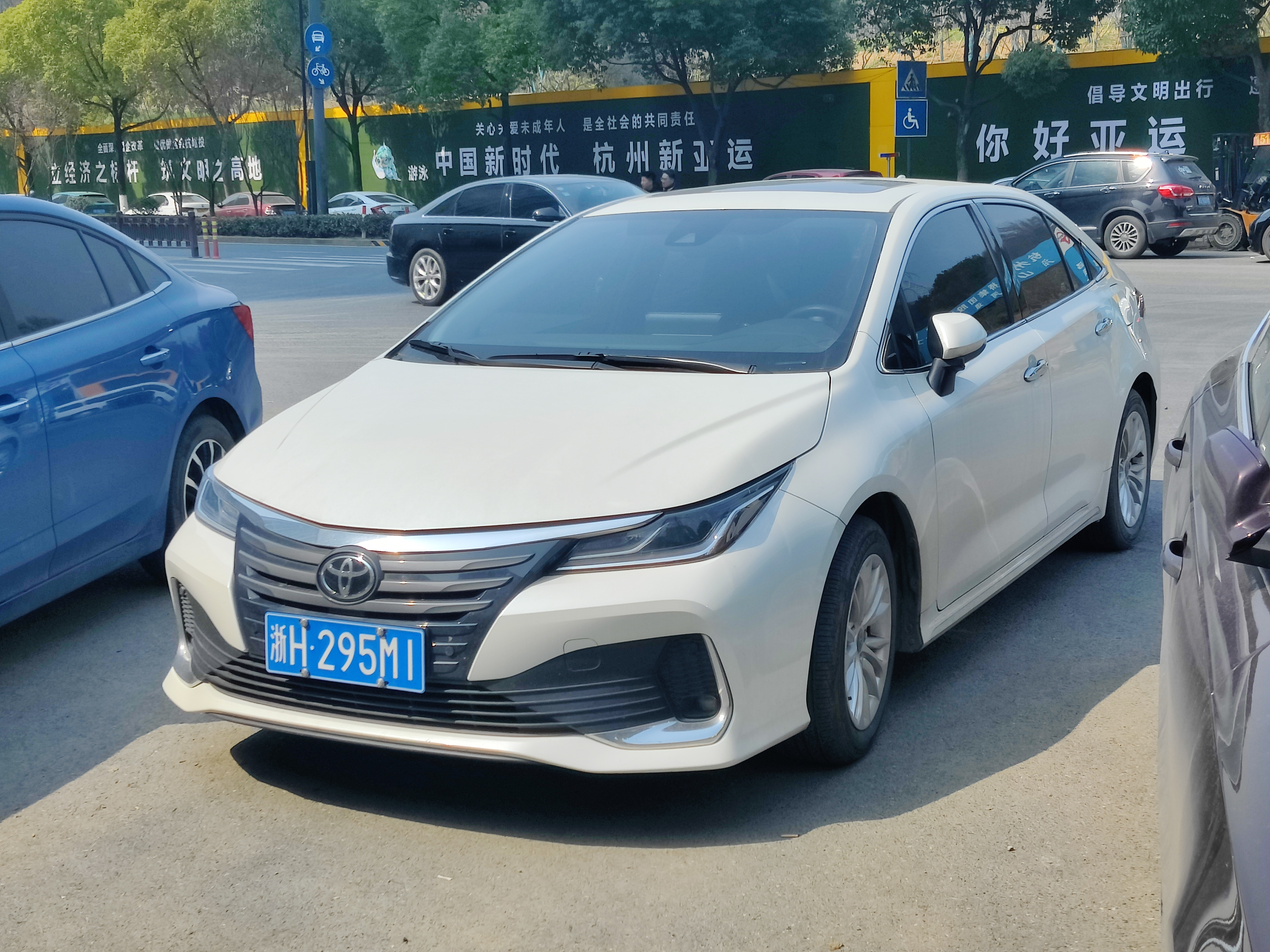
FAW-Toyota Allion (Китай)

- 1.2 л 8NR-FTS VVT-iW I4 (turbo) 116 к.с. 185 Нм
- 1.6 л 1ZR-FE I4 122 к.с. 153 Нм (Росія)
- 1.6 л 1ZR-FAE I4 132 к.с. 159 Нм
- 1.8 л 2ZR-FAE I4 141 к.с. 171 Нм
- 1.8 л 2ZR-FXE I4 (hybrid) + електродвигун 122 к.с. 163 Нм
- 2.0 л M20A-FKS I4 170 к.с. 210 Нм
- 2.0 л M20A-FXS I4 (hybrid) + електродвигун 180 к.с. 190 Нм

### Toyota Corolla Cross

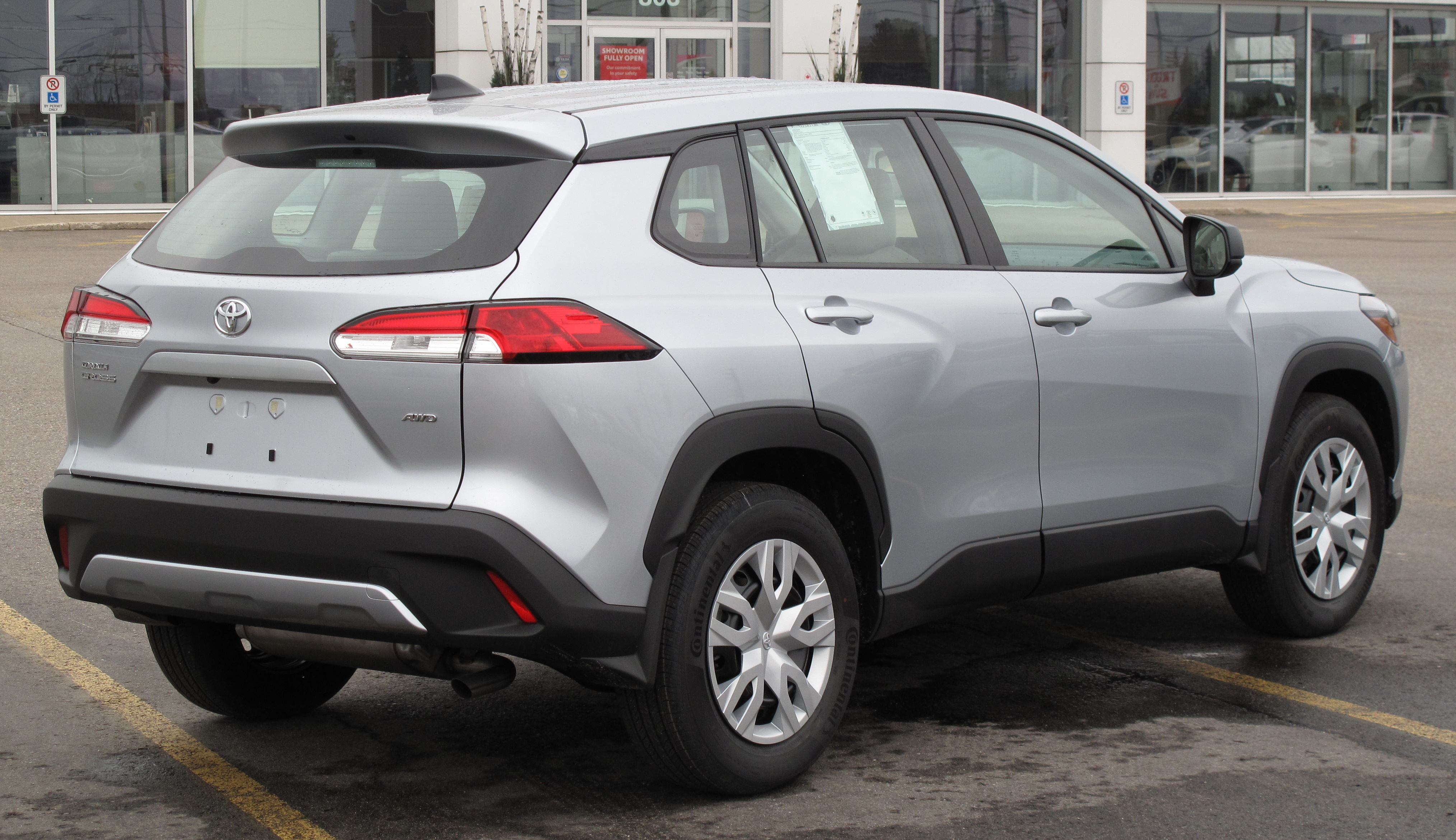

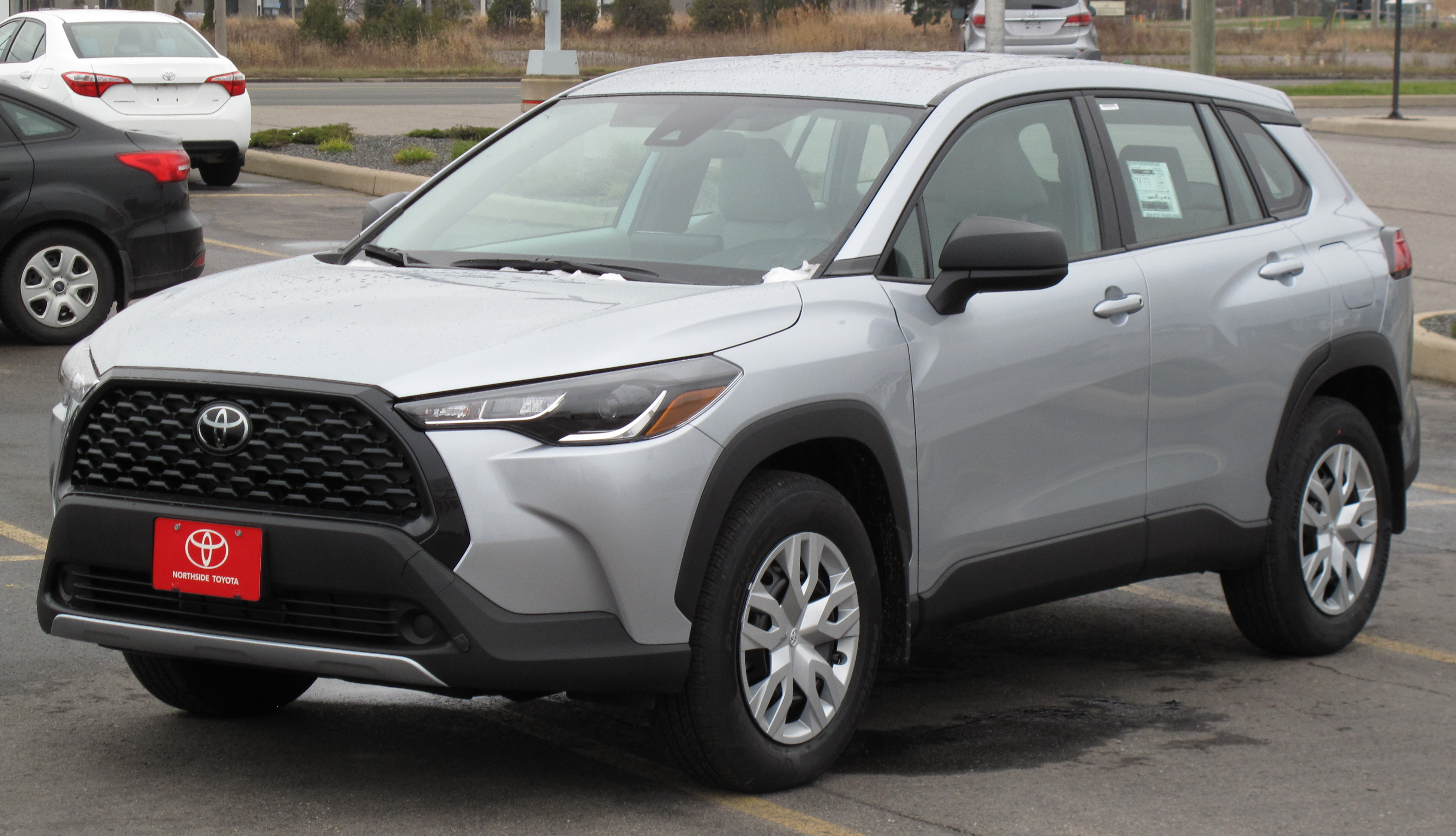
Toyota Corolla Cross

9 липня 2020 року в Таїланді Toyota представила 4,46-метровий позашляховик Toyota Corolla Cross на базі Corolla E210. Він розташований між Toyota C-HR і Toyota RAV4.

#### Двигуни
- 1.8 л 2ZR-FBE I4
- 1.8 л 2ZR-FXE I4 (hybrid)

## Продажі
| Рік  | США     | Канада | Австралія |
| ---- | ------- | ------ | --------- |
| 2000 | 230,156 |        |           |
| 2001 | 245,023 |        |           |
| 2002 | 254,360 |        |           |
| 2003 | 325,477 |        |           |
| 2004 | 333,161 |        |           |
| 2005 | 341,290 |        |           |
| 2006 | 387,388 |        |           |
| 2007 | 371,390 |        | 47,792    |
| 2008 | 351,007 | 57,736 |           |
| 2009 | 296,874 | 53,933 | 39,013    |
| 2010 | 266,082 | 38,680 | 41,632    |
| 2011 | 240,259 | 36,663 | 36,087    |